# ワールドトリガー
『ワールドトリガー』 (WORLD TRIGGER) は、葦原大介による日本の少年漫画。『週刊少年ジャンプ』（集英社）において2013年11号から2018年52号まで掲載された後、同社の月刊誌『ジャンプスクエア』に移籍し、2019年1月号から連載中。

## 概要
異世界からの侵略者・近界民（ネイバー）と防衛組織・ボーダーの戦いを描くSFアクション。略称は「ワートリ」「トリガー」「WT」など。
葦原にとって2作目となる連載作品。『週刊少年ジャンプ』2011年44号に掲載された読切作品『実力派エリート迅』をひな形として、2013年11号より連載開始。2016年50号から2018年47号まで、作者の体調不良のため長期休載していた。2018年48号（10月29日発売）で連載再開し、52号まで5号連続で掲載された。その後、掲載誌を移し『ジャンプスクエア』2019年1月号（2018年12月4日発売）より連載中。『ジャンプスクエア』ではWJ連載時と同程度のページ数のものが1号につき1話ないし2話掲載される。2023年7月時点でコミックス累計発行部数は1500万部を記録している。
話数カウントは「第○話」。サブタイトルには主に登場人物の名前が使われ、2度以上同じタイトルが使われる場合は回数に応じて末尾に数詞が付く（「空閑 遊真②」など）。担当編集者は服部ジャン=バティスト哲（初代）、斎藤優（2代目）。『スクエア』移籍後の2018年12月時点では吉田幸司が担当編集者となっている。
週刊少年ジャンプ2014年1号より開始された企画「新鮮力キャンペーン」の対象作品として、『食戟のソーマ』と共に選ばれた。キャンペーンの一環としてぼんち株式会社やニコニコ動画とのコラボレーションが行われた。
2013年12月からサキよみ ジャンBANG!においてVOMICが放送された。また2014年からテレビアニメが製作されている。
単行本各巻の表紙・裏表紙のカバー下には3頭身にデフォルメされた描き下ろしでキャラクター画を添えたキャラクター紹介のコーナーがある。

## あらすじ
28万人が住む「三門市」に、ある日突然異世界への「門（ゲート）」が開いた。門からは「近界民（ネイバー）」と呼ばれる怪物が現れ、地球上の兵器が効かない怪物達の侵攻に誰もが恐怖したが、謎の一団が現れ近界民を撃退する。一団は界境防衛機関「ボーダー」を名乗り、近界民に対する防衛体制を整えた。結果、依然として門からは近界民が出現するにも関わらず、三門市の人々は今日も普通の生活を続けていた。
門が初めて開いてから4年半が経過し、三門市にやってきた空閑遊真が、三雲修に出会う所から物語は始まる。
邂逅編（原作：第1話 - 第13話 / アニメ版：1stシーズン第1話 - 第6話）
周囲に隠しながらボーダーC級隊員をしていた男子中学生三雲修のクラスに、謎の少年空閑遊真が転入してくる。ひょんなことから、修がボーダーの隊員であることと、遊真は「門」の向こうの世界から来た「近界民」であること、そして遊真は亡き父親の友人を探しにこちら側の世界に来たことが互いに明らかになる。修はそんな遊真に振り回されながらも、こちらの世界に慣れていない遊真が逸脱した行動を取らないよう監視するため、行動を共にすることを決める。そんな中、ボーダーS級隊員の迅悠一や、近界民に狙われやすい体質の修の幼馴染雨取千佳と出会う。
黒トリガー争奪戦編（原作：第14話 - 第32話 / アニメ版：1stシーズン第7話 - 第16話）
ある日、防衛任務に遊真が加担したことで正体が近界民であることがボーダー本部に露見してしまう。討伐に来た三輪隊と戦闘になるが、遊真は父親の形見である強力な兵装黒トリガーで返り討ちにする。迅が仲裁に入ったことで戦闘は収束するが、ボーダー本部司令の城戸正宗は遊真を始末し彼の持つ黒トリガーを回収しようと画策する。それに対し迅は、遊真をボーダー玉狛支部へ入隊させることで、隊員同士の戦闘禁止規定により彼を守ろうとする。遊真は一度は断るが、近界民の世界へ攫われた兄と友人を助けるためボーダー入隊を希望した千佳を、修と共に手助けするために入隊を決意する。
本部から遊真の黒トリガーを奪いに、玉狛支部に向けて城戸派の混成部隊が派遣されるが、迅は本部の穏健派で本部長を務める忍田真史と手を組み、忍田派のA級部隊嵐山隊の協力を得たことで、迅が持つ黒トリガーの力を使い返り討ちにする。その後、迅は自らの黒トリガーを本部へ返却するという条件で遊真の黒トリガー回収を撤回させ、ボーダーへの入隊許可を取り付けることに成功する。
ボーダー入隊編（原作：第33話 - 第43話 / アニメ版：1stシーズン第17話 - 第21話）
遊真と千佳が念願のボーダー入隊を果たす。その当日に行われた新入隊員の戦闘訓練で、既に実力者であった遊真が注目を集める一方で、千佳も常人離れした才能を見せる。その一方で、修は迅の黒トリガー返却に疑問を持つA級部隊隊長の風間蒼也に目を付けられ、模擬戦を行う。
大規模侵攻編（原作：第44話 - 第85話 / アニメ版：1stシーズン第22話 - 第37話）
三門市に再び無数の門が開き、近界の国々の一つである軍事大国「アフトクラトル」が侵攻を開始する。新型トリオン兵や黒トリガー使いを多く含み、4年半前の第一次侵攻を超える大規模の戦闘が始まった。
B級ランク戦（原作：第86話 - 第202話/ アニメ版：1stシーズン第38話 - 第48話・第64話 - ）
大規模侵攻を乗り切り、遊真と千佳がB級に昇格したことで、正式にB級部隊として玉狛第2（三雲隊）を結成、A級昇格および遠征部隊選抜のためB級ランク戦に臨む。そのさなか、アフトクラトルの命を受けた属国ガロプラが現れ本部を急襲する。
現状の三雲隊では遠征部隊への選抜は困難だと判断した修は、本部上層部との交渉の末に、捕虜として身柄を拘束していたアフトクラトルの実力者ヒュースをボーダー隊員にし、三雲隊へ入隊させることに成功する。
遠征選抜試験（原作：第203話 - ）
次期遠征が大規模なものとなるため、遠征選抜試験は今後のボーダーの主力となるB級中位以上の隊員の適性と能力も測ることとなった。B級中位以上の隊員および一部A級隊員をシャッフルして11の臨時部隊が結成される。第1試験では遠征艇内の環境を想定した1週間の閉鎖環境試験、第2試験では遠征先での戦闘を想定した長時間戦闘試験が行われる。

## 登場人物
「声」は特筆しない限りテレビアニメ版の担当声優、「演」は舞台版の担当俳優
を表す。年齢は初登場時のもの。

### 主要人物
空閑遊真、三雲修、雨取千佳、迅悠一の4人が主人公である。
空閑 遊真（くが ゆうま）
声 - 村中知、皆川純子（VOMIC版） / 演 - 植田圭輔
主人公の一人。近界民（ネイバー）。玉狛第2（三雲隊）隊員。攻撃手。年齢の割には背が低く幼い風貌の白髪の少年。中学三年生。15歳。身長141cm。好きな物は日本の食べ物。
幼い頃から父親の空閑有吾と共に様々な近界の国を巡っていた。有吾から戦闘技術等の様々なことを叩きこまれており、彼と共に近界民の戦争に傭兵として参加していた。ある日、戦場で敗れて瀕死の重傷を負うが、有吾が自らの命と引き換えに黒トリガーを作成し、瀕死状態の肉体をトリガーの内部に封印、トリオンで新しい体を作り一命を取り留める。その際に黒髪から現在の白髪となり、睡眠をとる必要も無くなった。トリオン体であるため、自動車などに轢かれても一時的に損傷するだけですぐ再生できるが、成長する機能は無いため外見は11歳のまま成長しない。トリガー内部に封印されている肉体はゆっくりと死へ向かっており、肉体が死んだ時、トリオン体も消滅してしまう。指輪を外してもいきなりは死なないが、しばらく経てば動きが止まりスリープモードとなり、いずれは栄養が送れず死んでしまう。有吾から黒トリガーとともに「他人の嘘を見抜く」というサイドエフェクトも受け継いでおり、相手の嘘を見抜いた際には「おまえ、つまんないウソつくね」と言う。
非常に合理的な思考の持ち主で、あまり感情で動くことがない徹底した現実主義者。基本的に自分に関係のない相手を助けることはしないが、修に関しては例外で「自分が損しても他人の世話を焼くところ」が父親に似ていると後に語っており、自分から進んで何回か危機的状況から助けている。またドライな性格や現実主義な性格から誤解されやすいが、1度仲間になった人物に対しては気配りや思いやりができ、年上の人物には敬語で接する、物事で自身の非などが分かると謝罪するなどの協調性を持っている。また、かつてイズカチャを初対面で男と間違えたことがずっと後まで尾を引いていた前例を持つため、帯島を初対面で男と間違えた時には土下座で謝罪した。
父の死後、遺言に従い父親の知り合いを探しに「こちら側の世界」へ移住し、三門市立第三中学校へ転入する。日本をはじめ「こちら側の世界」に来たことがなかったため、はじめは交通ルールを理解せずに車に撥ねられたり、紙幣や自転車を不思議がるなど社会常識を知らないところがあった。黒トリガーになってしまった父を蘇らせようと考えていたが、ボーダーでも無理だと判明した事で一度は近界に帰ろうとするものの、ボーダーでA級を目指す修と千佳を手伝うために一緒に玉狛支部に入る。
大規模侵攻では、アフトクラトルの黒トリガー使いのヴィザと戦闘。自分以上の経験を持つ相手との戦いに苦戦するが撃破。また、本部基地前のハイレインとの攻防にも貢献し、ボーダー特級戦功を上げている。その後、ランク戦を勝ち進みB級隊員に昇格。修や千佳と共に玉狛第2を結成した。B級ランク戦では部隊のエースとして活躍した。遠征選抜試験では歌川1番隊に所属する。
実戦経験は豊富で戦闘能力も高く、そのスタイルは米屋から「淡々と相手を殺すための無駄のない動き」と評されていた。ボーダーのトリガーにまだ慣れてない状態でも、A級クラスの実力を持っている。また戦闘時に殺気等が伴わないため、「感情受信体質」を持つ影浦でも反応しづらい。黒トリガーを用いた場合はA級部隊を1人で圧倒するほど。
ボーダー加入後は自身が所有する黒トリガーの使用を自粛しボーダーのトリガーを使う。基本戦術は小さな体を活かすために「スコーピオン」を主体とした「グラスホッパー」や修の張ったワイヤーを使った機動戦。スコーピオンで的確に急所や首を狙って行く。また近界での戦闘経験からくる、A級隊員も驚くほどに柔軟性に富んだトリガーの使い方をする。
デザインイメージは鶏。
三雲 修（みくも おさむ）
声 - 梶裕貴、逢坂良太（VOMIC版） / 演 - 溝口琢矢
主人公の一人。玉狛第2（三雲隊）隊長。射手。遊真の同級生。眼鏡をかけた黒髪の少年。中学三年生。15歳。左利き。
5月25日生まれ。身長168cm。A型。うさぎ座。好きな物は親の手料理、橋。
まじめで正義感が強く、不良相手にも臆せず注意する性格。教師からも頼りにされ、他人を助けるために自分の命もいとわない勇敢な少年。しかしこれについては、自らの弱い部分を自覚しているからこその自戒であると語っている。面倒見がよく、当初から遊真のことを気にかけている。また、近界民に狙われていた千佳のことをずっと気にかけていた。ほとんどの場面で冷や汗をかいている描写がある。
遊真とは対照的に身体能力、トリオン能力ともに弱く、そのトリオン量の低さから一度はボーダーの入隊試験に落ち、面接官から戦闘員では無くエンジニアやオペレーターを勧められた過去があるが、風間蒼也や師匠の烏丸京介からは戦闘における経験を無駄にせず、必死に策を練る姿勢を評価されていた。
遊真が転校してくる前からボーダーのC級隊員（訓練生）だったが、周囲には隠していた。イレギュラーな門の発生源であるラッドを発見した功績から、B級隊員に昇格した。レプリカから遊真の過去と目的を聞かされ、彼に新しい目的を与えるためにチームを組み、自身も玉狛支部に転属することになった。部隊に関しては当初は遊真が隊長だと思っていたが、遊真と千佳の推薦により隊長となった。
大規模侵攻ではC級隊員の避難を援護し、「金の雛鳥」として狙われた千佳を守り、重症を負いながらも遠征艇にレプリカを投げ込み敵遠征部隊を撤退させたことで一級戦功を上げている。その後、遊真と千佳がB級に昇格したことで、玉狛第2隊を正式に結成し、隊長になった。
B級ランク戦では当初は好成績を収めていたが、上位陣との実力差の前と、空閑の身体の問題から時間が無いことから次の遠征に選ばれるには戦力が必要だと感じ、迅に玉狛第2に入隊するよう頼み、それを断られるも、迅から自身以上の適任者の存在を教えられる。その存在がヒュースだと解るとエネドラからヒュースの事情について聞き、ROUND5終了後にヒュースを部隊に入れるために上層部と交渉をし、遠征艇を大きくするのに必要な千佳を遠征に同行させるのを条件にヒュースの入隊を認めて貰うことに成功した。
遠征選抜試験では諏訪7番隊に所属する。事前アンケートで遠征に一緒に行きたくない人に香取を選んでおり、指名時には動揺を露わにした。
C級隊員時はトリガーは主トリガーに「レイガスト」を用いた攻撃手であったが、B級に昇格してからは副トリガーとして銃手用トリガーを扱うようになり、玉狛支部への転属以降は射手を目指すようになる。戦闘では主に、「アステロイド」「レイガスト」「スパイダー」を使用する。前述の通り身体・トリオンとも能力が低いため、チーム戦では自身の位置取りと仲間への指示による状況コントロールやワイヤー地帯の作成により「味方を有利にする地形・状況」の設定を主に行う。木虎の指導によるスパイダー習得以降は、スパイダーを利用した罠での撃破や、仲間との連携で個人でもポイントを挙げる、敵の行動や狙いを察してその場で即座に行動するなど、着実に成長を見せている。
雨取 千佳（あまとり ちか）
声 - 田村奈央 / 演 - 其原有沙
主人公の一人。玉狛第2（三雲隊）隊員。狙撃手。黒髪でおかっぱ頭の女子。遊真と修より1学年下の中学二年生。13歳→14歳。
2月11日生まれ。身長140cm。A型。かえる座。好きな物は小動物・子供・白いご飯・働くこと。
跳ねた毛が特徴的。おとなしく、控えめな性格。かつて修の家庭教師をしていた雨取麟児の妹。かなりの白米好きであり、焼き肉屋では肉ではなく白米ばかり食べるほど。
膨大な量のトリオン能力をもっており、それゆえにトリオン兵に狙われている。近界民のことを友人と兄に相談していたが、程なくして二人が近界民に攫われ行方不明となってしまったため、それ以降他者を巻き込むことを恐れ、襲われそうになると一人きりで逃げ続けてきた。
遊真との出会いをきっかけに、誘拐された人々が近界で生きている可能性があることを知ったことで、友人と兄を探すためにボーダーへの入隊、そして近界遠征へ参加するためにA級部隊を目指すという意思の強さを見せる。運動が苦手であることと一見戦闘には向かない性格のせいでポジションに悩んでいたが、持久力、集中力を活かして狙撃手に決定。玉狛支部の先輩である木崎レイジの弟子となる。
ボーダー入隊後の狙撃手のオリエンテーションの際に、アイビスで撃った弾が本部の外壁ごとぶち抜く事件を起こすという鮮烈なデビューを飾り、「玉狛のトリオン怪獣（モンスター）」あるいは「大砲娘」として本部および上層部でも名を知られることとなる。
トリオン反応を察知するサイドエフェクトを持ち、また自身のトリオンを隠蔽し身を隠すこともできる。
大規模侵攻では非常に優れたトリオン能力が露呈したことから敵に最優先目標として狙われ危機に陥るも、無事生還する。その後、緊急脱出のトリガーを速やかに持たせた方よいという上層部の判断により、特例として遊真と修が戦功で獲得したポイントを移行することを条件にB級隊員に昇格する。
遠征選抜試験では二宮8番隊に所属し、事前指名で一緒に行きたい人に選んだ絵馬と同じ部隊なことに喜びを見せた。
戦闘では主に「アイビス」を使用する。性格的に人を傷つけることができないため、主に砲撃による建物等の破壊による仲間の援護を行う。後に狙撃手合同練習で知り合った絵馬から、人を傷つけることのない狙撃の方法として「ライトニング+鉛弾（レッドバレット）」を教えてもらい、直接相手を撃つことでの援護も可能となる。また、相手に近寄られた際の護身の術として「ハウンド+鉛弾」も使用する。
人を撃つことを避けている反面、戦闘自体には積極的な姿勢であることから、A級狙撃手の当真からは「人を『撃てない』じゃなく『撃ちたくない』だけ」「追い詰められれば撃てる」と評されており、後にチームメイトとなったヒュースにも同様の指摘を受ける。「実戦で人を撃てなければ仲間が死ぬ」という現実を突きつけられ激しく動揺するが、その中で改めて自分と向き合い、人を撃てない理由の根底には「人を傷つけるのを誰かに責められるのが怖い」「自身の膨大なトリオンで人を撃ったら他人からどう思われるのかが怖い」という気持ちがあることを宇佐美とレイジの前で吐露する。人が撃てなかった理由をはっきりと自覚したことで、真の意味で仲間と共に戦うために人を撃つことを決意。直後のランク戦ROUND8では、揺らぎつつも最終的に修を狙った辻を自身の狙撃によって撃破し、チームの勝利に貢献した。
テレビアニメ版では、原作よりも早いタイミングで登場しており、遊真が転校初日に覗き見していた教室で授業を受けている様子や、学校がモールモッドの襲撃を受けた際に囮になろうとする姿が描かれている。
迅 悠一（じん ゆういち）
声 - 中村悠一、増田俊樹（VOMIC版） / 演 - 高橋健介（第3弾は映像出演。第5弾は声のみ出演）
主人公の一人。S級隊員→A級隊員。玉狛支部所属。19歳。
4月9日生まれ。身長179cm。O型。はやぶさ座。好きな物はぼんち揚・女子のおしり・暗躍。
「実力派エリート」を自称する実力者。過去に修を助けたことがあり、彼を「メガネくん」と呼んでいる。遠征にも参加した経験があり、近界民である遊真にも理解を示している。4年前、ボーダーが公になる前から所属している。
「目の前の人間の少し先の未来を見る」というサイドエフェクトを持つ。一度目にしたことのある人間であれば、目の前にいなくても見えるが、一度も目にしたことのない人間の未来は一切見えない。また未来が未確定の間はすべての可能性が見えているため、時には読み違えることもある。また、ほぼ確定している未来については、年単位で見ることができる。口癖は「俺のサイドエフェクトがそう言ってる」。ぼんち揚が好物（アニメでは揚げ煎）で、自室に箱単位で買い溜めしているほか、しばしば「ぼんち揚、食う？」と他人にも勧める。
大規模侵攻ではC級隊員の避難の援護および、ヒュースを足止めし捕虜にしたことで、一級戦功を上げている。
物語当初は黒トリガー「風刃」を持っており、戦闘では自身のサイドエフェクトと連携させA級トップクラスの実力者達の合同チームを返り討ちにする実力を見せていた。遊真をボーダーに入隊させることと引き換えに風刃をボーダー本部へ引き渡した後は、主に「スコーピオン」と「エスクード」をサイドエフェクトとの連携で使用している。
読み切り版では遊真たち他の3人が登場しないため、単独で主人公だった。
レプリカ
声 - 田中秀幸、井口祐一（VOMIC版） / 演 - 鯨井康介（声のみの出演）
遊真のお目付け役を自称する、多目的型トリオン兵。遊真の父・有吾によって作られた。
豊富な知識を持ちしばしば遊真に忠告するが、「それを決めるのは私ではない、ユーマ自身だ」と、最終決定は本人に任せるという姿勢を取っている。遊真が黒トリガーを使用する時は彼の左腕に同化し、印を出すなどのサポートを行う。普段は遊真の指輪に納まっており、自ら姿を現さない限り周囲の者が存在に気付くことはない。
トリオン兵の行動プログラムを分析したり場所を感知したりできる他、口から出る測定索でトリオン能力の大きさを視覚化する機能もある。また、小型の分身の生成もでき、それを媒体として離れた相手同士の会話を中継したり、遊真の黒トリガーの印を出したりできる。
遊真のボーダー入隊後は、近界民である遊真の安全をボーダーに保障させる代わりに、近界の惑星国家についての情報をボーダーに教える。大規模侵攻では、遊真の頼みで修と千佳の撤退を援護。修との連携でアフトクラトルの遠征艇のシステムに侵入し、彼らを強制的に撤退させるが、自らも遠征艇に取り残されたまま遊真らのもとを去る。ただし、分身が機能を停止しつつも残っていることから、遊真からは生きていると推測されている。
モデルは作者の家にある炊飯器。

### ボーダー構成員

#### S級
天羽 月彦（あもう つきひこ）
声 - 代永翼
S級隊員。万能手。16歳。
迅を上回る戦闘力を持つとされるが、素行やトリガー使用時の外見に問題があるらしく、戦線に出そうとした際はメディア対策室長の根付が顔を曇らせた。大規模侵攻の際には大量のトリオン兵を無人の町もろとも更地にした。迅からの要請で迅の担当区域の戦闘も任せられ（こちらも更地にしたらしい）、実質二区画のトリオン兵と交戦したが難なく全滅させた模様で、その功績で特級戦功を上げている。
敵に関する何らかの情報を色として認識するサイドエフェクトを持っているが詳細は不明。

#### A級部隊

##### 太刀川隊
A級1位。エンブレムは二十六夜と三本の刀。遠征部隊。隊服は黒色のロングコート。攻撃手の太刀川が近 - 中距離をカバーし、射手の出水が中 - 遠距離に対応、狙撃手がいないという弱点を圧倒的な戦闘力でカバーしている。戦闘力が数段劣る唯我を抱えているが、それを太刀川と出水の両名が補い、1位の地位に就いている。
太刀川 慶（たちかわ けい）
声 - 浪川大輔 / 演 - 近藤頌利（第1弾から第3弾（第3弾は映像出演））、井澤勇貴（第4弾）
太刀川隊隊長。攻撃手。男子大学生。20歳。個人総合ランク1位、攻撃手個人ランク1位。
8月29日生まれ。身長180cm。A型。おおかみ座。好きな物はうどん・餅・コロッケ・ランク戦で勝つこと。茶髪とひげが特徴。
飄々とした性格で迅とは幾度となく競い合ったライバルであり、迅がA級であった時の戦績は、ほぼ勝ち越していた。
ボーダー屈指の戦闘好き。ランク戦に勝つことを趣味とし、大規模侵攻であっても黒トリガーが現れることを望むほど。また戦闘においてはトップクラスの実力を誇り、指揮を執ることもできる。一方で、日常生活では大学の単位が危うい上に数々のダメエピソードを残しているなど、かなり抜けたところがある。
忍田の剣の弟子である。派閥としては忍田と対立している城戸派に属しているが、これは本人が遠征重視の城戸の考えに賛同しているだけで師弟関係が悪いわけではなく、公式の無線通信でも「慶」「忍田さん」と呼び合う仲である。
大規模侵攻では、忍田から新型トリオン兵・ラービット撃破の任務を与えられ単独でラービットを11体撃破し、特級戦功を上げていた。ガロプラ侵攻でも戦況を見据えた行動で相手を押さえ込み、ガトリンから「バランサー」と評されている。又前もって小南から聞いていた迅の自分が真っ二つにされるという予知を逆に利用した作戦により、小南に自分もろともガトリンを真っ二つにさせて撃破させた。
戦闘では主に「弧月」を使用し、二刀流で戦う。旋空弧月とグラスホッパーを使い、攻撃手ながら射手並の間合を持つ。
出水 公平（いずみ こうへい）
声 - 石川界人 / 演 - 飯山裕太
太刀川隊隊員。射手。男子高校生。17歳。射手個人ランク2位。
9月21日生まれ。身長175cm。B型。おおかみ座。好きな物はエビフライ・コロッケ・みかん・全攻撃（フルアタック）。
戦闘においては戦略家の面を見せることが多いが、口によるブラフやハッタリから弾による陽動、囮などトリックスター・補佐的な戦いもこなす。ボーダーでもトップクラスのトリオン量を誇る。真価を発揮するのは火力重視の物量戦である。単独で二宮と真っ向から射撃戦が出来る数少ない人物。
メイン・サブの両方に銃手用トリガーを4種全て装備しており、状況に応じて、使用する弾丸を使い分けたり、数に物言わせた面攻撃や絨毯爆撃を得意としている（米屋からは「弾バカ」と言われる）。とにかく弾丸をばら撒く戦闘スタイルで、座右の銘は「千発百中」だが、通常は攻撃手陣への支援を主としているので決して命中率が低いわけではなく、大規模侵攻ではハイレインの放つ弾丸を自身の弾丸で相殺するという芸当を見せている。また、トリオンの精密操作に長けており、合成弾による攻撃も難なくこなす。なお、合成弾をはじめて生み出したのは出水である。
大規模侵攻では米屋、緑川らとチームを組んで東の指揮のもとランバネインを撃破し、一級戦功を上げる。
唯我 尊（ゆいが たける）
声 - 柿原徹也
太刀川隊隊員。銃手。男子高校生。16歳。
6月30日生まれ。身長169cm。O型。つるぎ座。好きな物は高級フレンチ・尊敬されること。三白眼とサラサラ髪が特徴。
ボーダーの最大手スポンサー企業の息子であり、そのコネを使ってA級隊員になった。A級1位部隊であることを鼻にかける高慢な態度をとるが、太刀川や出水からはかなりぞんざいな扱いを受けており、その度に卑屈かつ自虐的な態度になるという起伏が激しい性格。出水曰く「A級隊員では最弱、B級隊員と比べても結構見劣りするレベル」であるため、修にとってはちょうどよい強さの練習相手だった。パラメーターも三雲と同じく正隊員ではかなり低いが拳銃持ちの中では唯一射程が長い。
自身が入る前に太刀川隊にいた烏丸のことを嫌っており、その弟子である修にも最初は偉そうにしていたが、修と戦って自分の方が強いと知ると態度を変え、彼に対して先輩面をするようになった。それ以降は修を気にかけており、彼と戦えなくなると露骨に機嫌を悪くしたり、ランク戦で失敗したり負けたりすると残念がっている。
トリガーは左右の拳銃型による二丁拳銃スタイル。よく高い場所から攻撃している。
作者の読みきり作品「実力派エリート迅」に似た顔つきの唯我正が登場している。
国近 柚宇（くにちか ゆう）
声 - 庄司宇芽香 / 演 - 飯沼帆乃佳
太刀川隊隊員。オペレーター。女子高校生。17歳→18歳。Eカップ。
2月2日生まれ。身長163cm。B型。かえる座。好きな物は石狩鍋・じゃがバター・ゲーム全般。
ゆるい雰囲気で気ままな性格。ボーダーNo.1と称される程のゲーマーであり、オペレータールームにゲーム機を持ち込み私物化している。

##### 冬島隊
A級2位。エンブレムはユニコーンのように角が生えたチェスのナイト。隊服の背中部分にエンブレムがついている。遠征部隊。隊長が特殊工作兵で、実質的な戦闘員が狙撃手1名のみという異色のチーム。特殊戦術に強く、知的な戦いかたをする。
冬島 慎次（ふゆしま しんじ）
声 - 置鮎龍太郎
冬島隊隊長。特殊工作兵。29歳。1月3日生まれ。身長184cm。B型。かぎ座。好きな物はゲーム、すき焼き、レゴブロック。
後ろに結った髪と半袖が特徴。元々はエンジニアとしてボーダーに入隊したが、真木にスカウトされ現場職となった。
戦闘では、スイッチボックスを駆使し、他の隊員のサポートや相手の妨害を行う。
黒トリガー争奪戦では船酔いのため、戦闘には参加できなかった。大規模侵攻の際に本部が発動させたトリオン罠にも関わっている。
高校時代はモテなかったため女子高生が苦手。
当真 勇（とうま いさみ）
声 - 岩田光央 / 演 - 吉川大貴
冬島隊隊員。狙撃手。男子高校生。18歳。7月7日生まれ。身長183cm。AB型。つるぎ座。好きな物は昼寝、バナナ、ラーメン、猫。個人総合ランク4位、狙撃手個人ランク1位。
リーゼントが特徴。口が軽く、不必要な情報をしゃべることが多い。長身で足が長いため、遠征艇では窮屈な思いをするらしい。
戦場下でも余裕綽々の態度をとり、冬島へも気安くタメ口を利いたり、それ以外の年上にも喰えない態度を取る。
感覚派の狙撃手の筆頭。理論派かつ兄弟弟子の奈良坂とはたまに意見がぶつかるが、その実自分と同格の実力があると認めている。出水からは奈良坂と並び「変態」と評されるほどの精密射撃を行う。無駄弾はたとえ牽制のためであっても撃たない主義であり、戦闘訓練も「止まってる的に当てるのは当たり前」としてしばしばサボったり遊んだりしているが、圧倒的な実戦戦績で狙撃手1位の座に君臨している。また、任務をゲーム扱いし無駄口を叩きながらも、仕事は絶対にこなす。ただし、学校の成績は太刀川よりも悪い。戦闘ではイーグレットのみを使用する。
黒トリガー争奪戦では、冬島に代わって隊を代表して参戦するが、嵐山隊の嵐山を囮とした戦法により敗れ離脱する。
大規模侵攻では奈良坂らA級狙撃手組と共にハイレインと戦う出水を援護、その後基地を攻撃するラービットを撃破し二級戦功を上げる。
後輩に対しては面倒見の良い一面があり、鳩原の失踪によって師匠不在となった絵馬を気にかけている。（ただし絵馬からは「勝手に師匠面している」とつれなくされている。）同じく狙撃手の後輩女子である夏目・千佳とは、射撃訓練時に夏目の猫がリーゼントに飛び乗ってきたのをきっかけに知り合っており、二人に同年代である絵馬と仲良くしてくれるよう頼んだ他、夏目には狙撃の手ほどきもしてやっている。
千佳のことはランク戦での戦闘映像から充分戦闘向きの性格であると評価しており、他の隊員達が「千佳は人が撃てない」という意見で一致する中で、「千佳は『撃てない』のではなく『撃ちたくない』だけであり、追い込まれれば撃つ」と独自の見解を披露。その上で千佳が遠征に行くのが決まっていると知ると「千佳自身の身を守るためももっと追い込んで人を撃てる用にした方が良い」と遊真に助言した。こうしたこともあってか、遠征選抜試験では遊真から「一緒に行きたい人」の1人に名前をあげられている。
真木 理佐（まき りさ）
冬島隊隊員。オペレーター。女子高校生。16歳⇒17歳。3月1日生まれ。AB型。みつばち座。好きな物は映画、梅干し、整理整頓。
気の強くキツい性格で当時フリーの狙撃手だった当真に「働け」と言いエンジニアだった冬島を引き抜いて冬島隊を結成させた。二人からは「真木ちゃん」と呼ばれ恐れられている。

##### 風間隊
A級3位。エンブレムは斜線と一つ目。遠征部隊。緻密な近距離戦の連携とカメレオンによるステルス戦闘を基本的な戦闘スタイルとする。隊服にはカメレオンの使用によるトリオン消費を抑える機能が追加されている。城戸の直下の部隊として隠密任務を与えられる事も多い。
風間 蒼也（かざま そうや）
声 - 緑川光 / 演 - 廣野凌大（第3弾は映像出演）
風間隊隊長。攻撃手。男子大学生。21歳。個人総合ランク3位、攻撃手個人ランク2位。
9月24日生まれ。身長158cm。A型。みかづき座。好きな物はカツカレー・牛乳・自己鍛錬。
登場したボーダー隊員の中では同年代の木崎・諏訪と共に年嵩の部類になるが、身長はとても低い。ただし本人は気にしていない。
緊張時はおろか日常でさえ冷静沈着な態度を崩さず、その性格ゆえに時折辛辣な物言いをすることもあるが、菊地原のサイドエフェクトの有効性を見抜いてスカウトしたり、本部でのエネドラ戦で囮を務めた笹森を褒めたりするなど他人への評価・対応が正当なこともあってボーダーでの人望は比較的高い。
迅が遊真（実質、三雲隊の三人）のために、師の形見でもある黒トリガーを手放したことに疑問を抱き、どれ程の価値があるのかを計るため、三雲隊で唯一正隊員である修に模擬戦を持ちかける。結果、二十五戦した中で最後に引分けにまで持ち込んでみせた修に見るべきものを見い出し、「はっきり言って弱い」という総評と共に、修の戦い方に激励とも取れる評価を下している。修がB級第4戦で惨敗を喫した際には、自己鍛錬の努力は認めつつ「（自分の実力アップだけでなく）隊長としての務めを果たせ」と助言している。
迅が本部に返却したことで宙に浮いた黒トリガー「風刃」の使用者の第一候補に挙がっていたが、辞退している。
本人の言によると、兄を近界民に殺されているが、同じような境遇で姉を殺された三輪とは異なり復讐は別に考えていないらしい。
戦闘では主に「スコーピオン」を使用し、ボーダー本部でも屈指のスコーピオン使いと言われている。その変形する特性を応用した腕や足からの奇襲攻撃と「カメレオン」によるステルスを用いた戦術を得意とする。
第二次大規模侵攻では当初は風間隊としてラービットの討伐任務をしていたが、途中で現れたエネドラとの戦闘になった。戦闘当初は菊地原のサイドエフェクトによって敵の攻撃を上手く避けたり、ステルス戦闘での攻撃を仕掛けるが、「泥の王」の（気体（ガス）ブレード）によって緊急離脱してしまう。残った歌川と菊地原には撤退の指示を出す。その後は後に本部へ強襲してきたエネドラには諏訪隊に指示する事で相手の特性を分析し、弱点を見抜くことで一矢報いた。
歌川 遼（うたがわ りょう）
声 - 三浦祥朗 / 演 - 奥野翼
風間隊隊員。万能手。男子高校生。16歳。
6月10日生まれ。身長173cm。A型。うさぎ座。好きな物は犬・焼き鳥・スポーツ全般。
慎重な性格。宇佐美を立てる発言や落ち込む笹森をフォローするなど気遣いに長けており、口の悪い菊地原（同隊員）の諌め役でもある。黒トリガー争奪戦に参加していたが、あまり目立つことなくベイルアウトした。しかし、入隊時のポイントは2950と菊地原よりも高い数値を有している。菊地原と同じく進学校に通っている。宇佐美からの愛称は「うってぃー」。
使用するのは主にスコーピオンだがメテオラといった射手トリガーも使う。
第二次大規模侵攻では当初はラービットの討伐任務をしていたが、途中で現れたエネドラとの戦闘になった。戦闘当初は菊地原のサイドエフェクトによって敵の攻撃を上手く避けたり、風間のステルス戦闘での囮役をこなしたりするが、風間が「泥の王」の（気体（ガス）ブレード）によって緊急離脱してしまったため、風間からの撤退の指示を受け撤退した。その後はボーダー基地内に侵入したエネドラ相手とした、忍田率いる合同部隊に参加。菊地原とのカメレオンによる連携攻撃でのステルス戦闘でトドメを刺した。
遠征選抜試験では隊長役として参加しており、オペレーターには志岐が選ばれ、隊員に漆間、遊真、巴を指名した。コンセプトは機動力と継戦能力を重視して指名しており、閉鎖環境試験初日には男性恐怖症でガチガチな志岐のフォローを遊真と巴に頼んでいる。
菊地原 士郎（きくちはら しろう）
声 - 菅沼久義 / 演 - 宮尾颯
風間隊隊員。攻撃手。男子高校生。16歳。普段は肩につく程度のセミロングだが、戦闘時（主にサイドエフェクト使用時）はポニーテールに纏めることも。
12月14日生まれ。身長164cm。O型。くじら座。キライなものはトマト・ピーマン・煮魚・牡蠣・優秀そうなやつ。好きなものは「仲間」と「友人」。
増長しやすい性格かつ毒舌家の捻くれ者で、誰に対しても憎まれ口を叩く。黒トリガー争奪戦ではその性格が仇となって迅を侮り、「風刃」を発動した彼に首を飛ばされ最初の脱落者となった。歌川（同隊員）と同じく進学校に通っている。宇佐美からの愛称は「きくっちー」。
主な使用トリガーは風間と同じ「スコーピオン」「カメレオン」。「強化聴覚」のサイドエフェクトを持つ。常人の約6倍の聴覚を持つが、ただ単に耳が良いというだけではなく、その真価は「聞き分け」能力にあり、音により対象の材質や攻撃の方向を高い精度で予測することが可能。このサイドエフェクトによって、カメレオン使用中でも緻密な連携を可能にしている。
修と風間の模擬戦以来、何かと修に絡むことがあるが、普段は風間隊の隊員以外と話し込むことなどほとんど無いので、目撃した時枝は遊真に「あの二人は仲がいいの？」と聞いたほどである。
第二次大規模侵攻では当初はラービットの討伐任務をしていたが、途中で現れたエネドラとの戦闘になった。戦闘当初は自身のサイドエフェクトによる聴覚情報をリンクをさせることで敵の攻撃を上手く避けたり、ステルス戦闘での攻撃を仕掛けたりするが、風間が「泥の王」の（気体（ガス）ブレード）によって緊急離脱してしまい、風間からの指示によって撤退する。その後はボーダー基地内に侵入したエネドラに対して忍田率いる合同部隊に参加。サイドエフェクトによる味方への聴覚情報によるアシストと連携攻撃によるステルス戦闘でトドメを刺した。
ガロプラの侵攻時にはウェン・ソーと戦っている那須と熊谷のフォローに向かい、自身の聴覚で藁の兵の本体を当てて熊谷に教えた（本人曰く「足音聞けば1発」）。
遠征選抜試験では隊員役として参加しており、北添4番隊に所属する。事前アンケートで一緒に行きたくない人に南沢と真木を選んでおり、南沢と同じ部隊なことから、初日から嫌そうな表情を見せている。
三上 歌歩（みかみ かほ）
声 - 豊嶋真千子 / 演 - 石川凜果
風間隊隊員。オペレーター。女子高校生。16歳。Aカップ。
2月23日生まれ。身長152cm。A型。みつばち座。好きな物はとんこつラーメン・大福・漫画。2月生まれのため歌川・菊地原の1学年先輩に当たる。
前任の宇佐美からの推薦により、風間隊のオペレーターに就任した経緯を持つ。小柄だが面倒見の良いしっかり者で、沢村・小南ら多くの女性隊員から慕われている。

##### 草壁隊
A級4位。エンブレムはドラゴンの頭に鶏のような体の生き物（コカトリス）。オペレーターが隊長を務める異色のチーム。隊員4人が攻撃手・銃手・狙撃手・万能手とバランスが取れており、機動力を生かした戦い方を得意とする。
緑川以外の隊員は県外スカウトに出ており、大規模侵攻時には本部に不在で、ガロプラ襲撃の3日後には帰る予定だったらしい。遠征選抜試験で全員登場。 
草壁 早紀（くさかべ さき）
草壁隊隊長。オペレーター。15歳の中学生（4月からは高校生）。
元々は戦闘員(銃手)で、木虎に勝てなかったことからオペレーターに転向した。戦闘員時代には諏訪に面倒を見てもらっており、オペレーターになった時にお世話になった小佐野や結束を尊敬している。総合力の高いオペレータ能力を持つが詳細不明。遠征試験前は隊のコンセプトを機動力とトリオンで評価していた。
緑川 駿（みどりかわ しゅん）
声 - 森下由樹子 / 演 - 高橋陸人（第3弾は映像出演）
草壁隊隊員。攻撃手。14歳の中学生。
ボーダーに入隊して僅か一年余り。迅にトリオン兵から命を救われているため、熱烈なファンとなっている。迅に誘われて玉狛に移動した修に嫉妬心を抱き、大勢の前で恥をかかせるためわざと注目を集め模擬戦を挑んだ。結果は緑川が十戦全勝し目論見は成功したものの、修は緑川の厭がらせに気付かなかった。しかし遊真は修を虚仮にしたことを許さず、同じような方法で遊真にやり返される。最終的には緑川が遊真の強さを認め、修にも謝罪し和解する。それ以来は素直に先輩と呼んで敬っている。その後も遊真や修とは仲良くしており、遊真にグラスホッパーの使い方を教えたり、ソロランク戦で戦ったりしており、またボーダーに入って間もない遊真と修に自分の部隊にいる里見や、里見の師匠である弓場を紹介したりしている。なお、この時の遊真に作った貸しを利用して迅とランク戦をした。遊真には惨敗したものの実力は高く、米屋からは「才能は自分より上」と評され、遊真からも「これからもっと強くなる」と評価している。戦術などの吸収力が強い。
大規模侵攻では出水と米屋らとチームを組んで東の指揮のもとランバネインと交戦。対遊真戦の反省を活かしてランバネイン撃破に大きく貢献し、一級戦功を上げる。
戦闘では「スコーピオン」と「グラスホッパー」を使用する。グラスホッパーを複数展開し、それらの間を球のように跳ね回り、多方向から連続攻撃を加える「乱反射（ピンボール）」を得意とし、ランク戦2戦目前日には遊真に使い方を教えている。
佐伯 竜司（さえき りゅうじ）
声 - 新井良平
草壁隊隊員。万能手。17歳の高校生。
ぶっきらぼうな口調だが明るさで周囲を引っ張るタイプで、かつては隊長として佐伯隊を率いていたが、草壁が隊長になったことで順位がのびたことに関してはやや複雑に感じている。体育会系社会に適合しすぎており、先輩にほめられるのが好きだったり、先輩のいいところを見つけては「かっけぇ！」とリアクションしている。トリガーは突撃銃型の銃トリガーと弧月。また本部の隊員で唯一エスクードをメインサブにいれている。
里見 一馬（さとみ かずま）
声 - 森久保祥太郎
草壁隊隊員。銃手。銃手個人ランク1位。男子高校生　17歳。
弓場の弟子で自他共に認める二宮信者。とても気さくで明るい性格。緑川を仲介して遊真と修に弓場を紹介し、遊真と修に弓場と二宮それぞれの凄い所を語った。遊真が緑川と共に弓場に会いに行った後は修に二宮の強さや戦法などを話す中、修に自身の戦闘スタイルは、「二宮の戦法を弓場の技術で真似ている」と語っている。C級の時に射手トリガーを使ったら球が変な方にいってしまい向いていないと感じ、消去法で銃手になったが練習すればするほど体の一部となる銃手トリガーは面白いと自分の感じた銃手の楽しさを修に教えた。銃手個人ランク1位であるが、自身のランクには興味が無いためそのことを知らない。トリガーはメインとサブで突撃銃型と拳銃型の二種類の銃型トリガーを装備している。
宇野 隼人（うの はやと）
草壁隊隊員。狙撃手。男子高校生。17歳。
「精密身体操作」のサイドエフェクトを持っており、走りながらでも狙撃できる。しかしサイドエフェクトを持ってしても佐鳥のツインスナイプは真似できない。元体操選手であり、中学までは体操をやっていたが、背が高くなりすぎたために引退した。無口でうなずく場面が多く作中では未だに台詞なし。

##### 嵐山隊
A級5位。エンブレムは星を囲む五角形を5つ円状に置き、さらに中心に星をつくったもの。ボーダーの広報担当の役割もあり、「ボーダーの顔」としてメディア露出が多く、知名度も高い。隊服は赤色のジャケット。狙撃手の佐鳥以外は全て万能手で構成されており、テレポーターを乱発しても同士討ちにならない凄まじい連繋プレーの強度を誇る。一部の人間からは「宣伝用に顔で選ばれたマスコットチーム」と思われているが、その順位は完全に実力によるものである。忍田派の部隊であり、黒トリガー争奪戦では忍田の命令を受け、迅に加勢する。
嵐山 准（あらしやま じゅん）
声 - 岡本信彦 / 演 - 小南光司（第3弾は声のみ出演）
嵐山隊隊長。万能手。男子大学生。19歳。ボーダーの顔としてテレビ等にもよく出演する、三門市の有名人。万能手個人ランク2位
7月29日生まれ。身長179cm。O型。ぺんぎん座。好きな物は弟妹・犬・海の幸。
温厚な性格と強い正義感を併せ持つ熱血漢。市民を守るという使命感が強いが、ルールには柔軟。過去に修が隊務規定違反を承知で自身の弟妹を守ろうとしたことから、修に対しては友好的。小南とは従兄妹。
風刃使用者候補だったが、「外向き（テレビ露出）」の仕事があるので候補から外れた。
戦闘では突撃銃型トリガーを装備し、「アステロイド」と「メテオラ」を使い分け、「テレポーター」による瞬間移動も使用する。木虎の加入以前は隊長とエースを兼任していた。
迅とは年齢・髪型・身長・血液型が同じでシルエットもよく似ている。
木虎 藍（きとら あい）
声 - 花澤香菜 / 演 - 沖育美（第1弾）、河内美里（第2弾・第4弾）
嵐山隊隊員。万能手。女子中学生。15歳。
6月26日生まれ。身長161cm。A型。つるぎ座。好きな物は自己鍛錬・辛いもの。
中学生にしてA級となった精鋭隊員であり、嵐山隊のエース。正義感が強いが、その分エリート意識も高い。同年代で自分より下位のC級である修がモールモッドを倒したと聞いて、勝手にライバル意識を抱く。一方で自分に対しても厳しい努力家であり、「自分のしていないことを手柄にするつもりはない」という意識も持っている。
ルールには厳格。規則を破りトリガーを使用した修を処罰すべきと主張した。修が自分とは視点や価値観が異なっているのを理解したことで一旦は態度を軟化するが、その後修が自分が思いを寄せる烏丸の弟子となったことで、再び激しい嫉妬心を抱いている。一方で修の本質は正確に把握しているようで、彼の努力や将来性についても一定の評価はしている。修に厳しい態度をとるのは、無償の優しさが彼の重荷になると感じているためでもある。対人欲求は「年上には『舐められたくない』、同年代には『負けたくない』、年下には『慕われたい』」と極端。年下の双葉にはいつも冷たい態度をとられ、その度にダメージを受けている。
遠征選抜試験では隊員役として参加しており、古寺6番隊に指名される。
戦闘では拳銃型トリガーを装備し、「アステロイド」と「スパイダー」を使い分け、「スコーピオン」も併用する。当初は銃手としてB級に上がったが、弾丸だけで戦えるほどのトリオン量がなかったため、スコーピオンを使い万能手になった。風刃使用者候補だったが、嵐山と同様の理由で候補から外れた。
時枝 充（ときえだ みつる）
声 - 粕谷雄太 / 演 - 勝木湧也
嵐山隊隊員。万能手。16歳の高校生。
4月12日生まれ。身長167cm。O型。はやぶさ座。好きな物は餅・みかん・猫。
戦闘では突撃銃型トリガーを使用し、嵐山とのコンビネーションを得意とする。また、追跡弾を防いだり、不意打ちに近い狙撃から仲間をかばったりとサポートが非常に巧い。日常でもアクシデントに私情を挟まず、公平な意見で木虎を諌めたり、空気を読んで人払いを済ませておくなど気配り上手。
「アーサー」「とみお」という2匹の飼い猫がいる。
佐鳥 賢（さとり けん）
声 - 根本幸多 / 演 - 山内涼平
嵐山隊隊員。狙撃手。16歳の高校生。
7月1日生まれ。身長171cm。O型。つるぎ座。好きな物は女の子・ハンバーガー。
黒トリガー争奪戦で登場。嵐山隊のムードメーカー。お調子者の女好きだが、その一方で両腕に構えた二挺の狙撃銃で同時に複数の標的を狙撃する「ツイン狙撃（ツインスナイプ）」を可能としたり、自らが自由落下する状況で狙撃を成功させたりと腕は確か。訓練でのポイントによる順位は4位（ランク戦による狙撃手個人ランクは不明）。
ツイン狙撃の際は両手に銃を持つためバッグワームもシールドも出せなくなるが、これは「居場所がバレる」「距離をつめられる」ことが危険な狙撃手としては致命的な状況となり、また技術的に困難なため他にツイン狙撃を試みようとする隊員は誰もいない。
綾辻 遥（あやつじ はるか）
声 - 三上枝織 / 演 - 齋藤明里
嵐山隊隊員。オペレーター。女子高生。17歳。Cカップ。
5月4日生まれ。身長163cm。A型。ねこ座。好きな物は片付け・読書・グミ。
狙撃手の狙撃ポイントを洗い出したりと、オペレーター能力が高い描写が見られる。一方で芸術方面の才能は皆無。
ボーダー内外に多くの男性ファンを持つマドンナ的存在。

##### 加古隊
A級6位。エンブレムは蝶の翅に隊員達のイニシャルであるアルファベットの「K」がついたもの。苗字のイニシャルが「K」の隊員のみで構成された女子（ガールズ）チーム。A級特典の「トリガー改造」を存分に活用した戦略を取る。
加古 望（かこ のぞみ）
声 - 渡辺美佐
加古隊隊長。射手。女子大学生。20歳。12月25日生まれ。身長173cm。かぎ座。B型。好きなものはドライブ、リンゴ、炒飯作り、才能のある人間。射手個人ランク3位。
口元に黒子がある長髪の美女。一般家庭の両親から突如産まれたセレブオーラの持ち主。Kのイニシャルを持つ隊員を集めており、空閑のところにも勧誘に訪れた。かつては風間や小南、果ては鬼怒田をスカウトしようとしたことも。
チャーハン作りを趣味としており、「10回に8回は絶品の激ウマチャーハンが出る」そうだが、残り2回は逆に「チョコミント」や「いくらカスタード」など好奇心優先で作るゲテモノ系であり、同年代の隊員（主に堤）が多数犠牲となっている。
大規模進行の時はドライブに行っており進行の終わりに駆けつけた。
戦闘では主に改造した丸い形のハウンドとアステロイドを使用する。射手だが万能手を目指しており、場合によってはスコーピオンを使う感覚派。試作品のテレポーターと詳細不明のタイマーというトリガーをセットしている。「風刃」使用候補者の一人。
黒江 双葉（くろえ ふたば）
声 - ゆかな
加古隊隊員。攻撃手。女子中学生。13歳。11月30日生まれ。身長142cm。B型。くじら座。好きなものは白玉あんみつ、みかん、ランク戦で勝つこと。
A級隊員最年少。緑川と同じ山奥の小学校に通っていた。
小柄で可憐な容姿だが、クールでやや辛口な言動が多い。隊長の加古には懐いている様子で、他の先輩隊員達にも敬語で接するが、なぜか木虎にだけは冷たい態度を取っている。加古のゲテモノチャーハンに耐性を持つ稀有な人材。
戦闘では主に弧月を使用する。試作品のオプショントリガー韋駄天による高速移動・斬撃を織り交ぜ戦う。魔光という試作品トリガーもいれているが詳細不明。
喜多川 真衣（きたがわ まい）
加古隊隊員。特殊工作兵。女子高校生。16歳⇒17歳。2月28日生まれ。155cm。B型。みつばち座。好きなものは湯豆腐、こたつ、絵を描くこと。
「猫かわいがられ」のサイドエフェクト持ちで甘やかされて見た目が物理的に丸くなった。頭脳指数129。見た目は小柄で顔がかなり異様。身長155cmだがトリオン体は黒江よりも小さく尻尾も生えているのでトリオン体の見た目を大きくいじっている疑惑がある。いつもは簡略化した口調だが選抜試験ではキーボードで「ヌタタタタ」という擬音を出しながら意見をかなり的確かつ流暢に打ち出している。トラッパーとしてはチームの遠距離弱点のカバーをしている。
小早川 杏（こばやかわ あん）
加古隊隊員。オペレーター。女子高校生。16歳。ポニーテールで黒目がちで眉毛が分厚く目の白部分が見えない。実家がかなり裕福で同じ金持ち実家の来馬とは入隊前から知り合いで、淡い恋心を抱いている。普段は温厚だが怒ると言うと加古や喜多川がすぐにおふざけを辞めるため、黒江からは怒ると怖い人と思われている。

##### 三輪隊
A級7位。エンブレムは銃弾に2匹の蛇が巻きついたもの。万能手1人と攻撃手1人、狙撃手2人による近接戦闘と狙撃の連係を得意とする。作中で最初に全員登場したA級部隊。
三輪 秀次（みわ しゅうじ）
声 - 森田成一 / 演 - 櫻井圭登
三輪隊隊長。万能手。17歳の高校生。城戸派。万能手個人ランク3位。
10月2日生まれ。身長174cm。A型。みかづき座。好きな物は姉・近界民を駆除すること。髪が眉間まで長い。
かつては第一期東隊の隊員であった。
過去に姉をトリオン兵に殺されており、一般市民の目の前で遊真に発砲するなど近界民への恨みは人一倍強い。また近界民に融和的な迅および玉狛支部に対しても否定的な感情を持っている。しばしばボーダー上層部の会議にも列席している上に、城戸直々の特命を拝する腹心。
遊真の黒トリガー争奪戦後は近界民に偏見を持たない迅が自分と似た境遇であること、敵であるはずの近界民の遊真がボーダーに対して協力的なことなどを知り、それまでの自分の価値観と周囲とのギャップに動揺することになる。そういった経験を通してか、大規模侵攻以降は迅に対してそれなりに信頼する素振りを見せている。
「風刃」の新たな使用者候補の一人として挙げられており、迅からも推薦を受けていた。大規模侵攻では「風刃」を使用し敵を撤退に追い込んだことで特級戦功を上げている。その後「風刃」は「1人で専有させるよりも、状況に応じて使う人間を変えるべきだ」と進言した上で本部に返却しており、そのためS級隊員にはなってない。
戦闘では拳銃型トリガーと「弧月」を使い、着弾箇所に重しを取り付けるオプショントリガー「鉛弾」を扱う。これによって相手の動きを制限しながら戦う。
米屋 陽介（よねや ようすけ）
声 - 岸尾だいすけ / 演 - 鐘ヶ江洸
三輪隊隊員。攻撃手。17歳の高校生。カチューシャとハイライトのない目がトレードマーク。
11月29日生まれ。身長175cm。B型。くじら座。好きな物は飲み物・戦闘・犬。
好戦的な性格だが、他のメンバーと違って近界民に対しては恨みを持っていない。そのため近界民である遊真と普通に接し、気難しい性格の三輪の相棒となったり遊真に惨敗した緑川にアドバイスをしたりとコミュニケーション能力が高く、後輩の面倒見も良い。誰に対しても飄々として陽気、フレンドリーでこざっぱりとした態度をとる。
玉狛支部の宇佐美とは従姉弟の間柄であり、陽太郎の子守をすることもある。
「と思うじゃん？」が口癖であり、戦闘ではこの言葉と共に相手の意表を突く行動に出ることが多い。ボーダー隊員としては有能だが、学力においては同学年の隊員達の中でも最下位レベル。
大規模侵攻では出水、緑川らとチームを組んで東の指揮のもとランバネインとの激戦を制し、一級戦功を上げる。
戦闘では「槍型の弧月」を使用し、悪友の出水からは「槍バカ」と呼ばれている。トリオン能力は高くないが、それをカバーする為に槍型の弧月を開発し、持ち前の戦闘センスと発想力で上級攻撃手に昇りつめた。幻踊を使うことで相手がかわしても穂先を変形することで攻撃を当てることができる。
奈良坂 透（ならさか とおる）
声 - 織田優成 / 演 - 結城伽寿也
三輪隊隊員。狙撃手。男子高校生。17歳。狙撃手個人ランク2位。
性格は極めて冷静で感情の起伏がかなり乏しく、遊真の揺さぶりにも一切動揺しなかった。近界民に家を破壊されている。キノコヘアー。
狙撃手としては当真に次ぐ実力者であり、訓練にも欠かさず参加しスコアは満点と非常に優秀な成績。戦闘においては、徹底した理論派スタイルを取る。兄弟弟子である当真の才能は認めているが、自由奔放で掴みきれない態度・煽りに苛つくことも。しかし、出水には当真と並んで「変態（的な精密射撃狙撃手）」と評された。進学校に通っている。髪型に反して実はタケノコ派。
古寺 章平（こでら しょうへい）
声 ‐ 高戸靖広 / 演 - 佐藤志有
三輪隊隊員。狙撃手。男子高校生。16歳。眼鏡。
冷静沈着な奈良坂とは対照的に、緊張や動揺が態度に表れやすい。狼狽えるたびに奈良坂に窘められる。
近界民に家を破壊されている。奈良坂と同じく進学校に通い、頭脳明晰でA級隊員の中ではトップクラスの学力。
戦局の状況把握や地形戦、敵の思考の読み合いなどを得意とする。
遠征選抜試験では隊長役として参加しており、オペレーターは六田が指名され、隊員には奥寺、三浦、木虎を指名する。コンセプトは機動力で戦闘試験では隊員のトリオンの少なさを攻撃手で運用する事でカバー出来ると考えている。
宇佐美に好意を抱いている。
月見 蓮（つきみ れん）
声 - 一木千洋
三輪隊隊員。オペレーター。女子大学生。19歳。Cカップ。
太刀川の戦術面での師匠であり幼馴染。長い黒髪と切れ長の目が特徴のクールな美女。
かつては第一期東隊のオペレーターを務めていた。星輪のOB。

##### 片桐隊
A級8位。エンブレムは氷の結晶。隊服は白で襟部分に氷の結晶がある。メンバーは全員作者の読み切り作品『ROOM303』の登場人物から。10話時点で一瞬、片桐と結束だけ登場しており、遠征選抜試験前までは他県にスカウトに行っており登場しなかった。片桐、雪丸、結束は元は第二期東隊のメンバー。
片桐 隆明（かたぎり たかあき）
声 - 金本涼輔
片桐隊隊長。銃手。17歳の高校生。メガネをかけている。
銃手個人ランキング3位。中学時代は捕手をしていた頭脳派。かつて東に頼んで東隊を結成していた。ガンナーだがスナイパートリガーのイーグレットも使う。ボーダーでは珍しいスパイダーの使い手。風刃の候補者の一人。
一条 雪丸（いちじょう ゆきまる）
片桐隊隊員。攻撃手。男子高校生。16歳。
アタッカーランキング5位or7位。レイガストをメインサブ両方にセットしており、性能は不明だがスラスターを改造している。感覚派。好戦的なバトルジャンキー気質で天羽とは戦いの末仲良くなった。結束が玉狛が二宮隊に勝ったと聞いたときも嬉しそうな顔をしていた。風刃の候補者の一人。
桃園 藤一郎（ももぞの とういちろう）
片桐隊隊員。狙撃手。男子高校生。17歳。
流されやすい性格らしく部活はバスケ好きなのに片桐に誘われ野球部に、ポジションも銃手希望だったのに奈良坂に誘われて狙撃手になった。片桐隊独立直後に隊に入ったので東の指導は受けていない。
尼倉 亜澄（あまくら あすみ）
片桐隊隊員。ボーダーで唯一の観測手。女子高校生。16歳。
強化レーダーでバックワームを無効化するスナイパーの天敵。中学時代はソフトテニス部。元はオペレーター志望だったが結束の誘いで観測手になった。片桐隊独立直後に隊に入った。
結束 夏凛（ゆいつか かりん）
声 - 鎌田梢 / 演 - 齋藤茉日
片桐隊隊員。オペレーター。女子高校生。17歳。
初登場は第10話。この時は氏名表記は無く、氏名が明らかになったのはランク戦ROUND7で実況を務めた時である。各種情報を数字で考察する傾向がある。
かつては現チームメイトの片桐・雪丸とともに第二期東隊を務めており、その際の経験からかボーダー全体の大勢である「東さん善人説」に異を唱える数少ない人物。
迅にはセクハラの被害を受けているらしく、会った時は露骨に嫌な顔をしていた。

##### 玉狛第1（木崎隊）
玉狛支部所属のA級部隊。遠征経験もある。白兵戦を重視している。本部未承認の「玉狛支部特製トリガー」を使用しているため、本部のランク戦には参加していない。その実力はボーダー最強の部隊とも称される。
木崎 レイジ（きざき れいじ）
声 - 前野智昭 / 演 - 田鶴翔吾
玉狛第1（木崎隊）隊長。完璧万能手。大学生。21歳。万能手個人ランク1位。
7月2日生まれ。身長191cm。A型。つるぎ座。好きな物は自己鍛錬・料理。
長身で体格が良く、基本的に仏頂面で武骨な性格。初登場時に宇佐美からは「落ち着いた筋肉」と紹介されていた。趣味は料理、得意料理は「肉肉肉野菜炒め」。
レスキュー隊員だった父親を9年前に亡くしている。
玉狛支部では、昼食用にサンドイッチを振る舞ったり、陽太郎の被ったヘルメットの製作者であるなど、器用な面を見せる。
玉狛唯一の狙撃手経験者であり、千佳の師匠として指導を行う。通常万能手は遠距離戦闘はこなさないが、前述の通り狙撃手経験もあるため近・中・遠距離戦闘をこなす、ボーダー隊員唯一の完璧万能手（パーフェクトオールラウンダー）。玉狛特製の改造トリガーホルダーを使用して装備できるチップを大幅に増やしている。また、専用トリガー「全武装」を用いた制圧戦も可能。
第二次大規模侵攻時には京介と共に1人別の学校にいた小南を拾った後に、南西部のC級のフォローのために出撃する。ヴィザとヒュースとの戦いでは、敵の狙いが千佳だとわかったことと、事前に迅から大規模侵攻に関わる予知を聞いていたことによって、修と京介にC級連れて基地に撤退するように指示した後、南西部市街地に侵攻して来たトリオン兵を小南に倒すよう指示をし、自身はヒュースとヴィザを相手に、時間を稼ぐ目的で持久戦を展開する。最後はヴィザの「星の杖」によって倒されるものの、倒れる間際にヴィザの左脚にダメージを与えた。
ゆりに好意を抱いており、彼女の前では緊張して固くなる。
小南 桐絵（こなみ きりえ）
声 - 釘宮理恵 / 演 - 浜浦彩乃（第2弾・第4弾（途中降板）から第5弾）、竹内夢（第4弾代役）
玉狛第1（木崎隊）隊員。攻撃手。17歳の高校生。攻撃手個人ランク3位。
7月28日生まれ。身長157cm。B型。ぺんぎん座。好きな物はお菓子・フルーツ・赤いもの。
旧ボーダー時代からのメンバーで、迅より前にボーダーに所属していた古株。
中学卒業間際から高校1年生の途中で玉狛が独立するまでの間だけ個人ランク戦に参戦しており、その期間のみで当時の攻撃手ランキング1位の座に到達している。ノーマルトリガーに不慣れであったとは云え遊真を9勝1敗で圧倒し、その後の訓練でもコンスタントに10戦7勝以上を維持しているほどの実力者。素直な性格ゆえに非常に騙されやすく扱いやすいため、迅や烏丸からよくからかわれており、烏丸に雷神丸（後述）が犬だと信じ込まされている。喜怒哀楽のハッキリとした性格であり、かなりの負けず嫌い。
嵐山とは従兄妹の関係にあたり、ボーダーとは提携していないお嬢様学校に通っている。
戦闘体は過去の髪型を登録しており、ロングヘアからボブヘアとなる上、羽のようなアホ毛が二本に増えるなど、戦闘員の中で最も変化が激しい。戦闘ではトリオン効率を度外視した火力重視の斧型トリガー「双月」と「メテオラ」を使用する。本人曰く「感覚派」で、レプリカ曰く「戦い方は近界民に近い」。
第二次大規模侵攻では、レイジや京介と共に南西部のC級のフォローのために出撃する。自身は「双月」による攻撃でラービットを2体撃破し、ヴィザとヒュースとの戦闘に入る。レイジの指示でトリオン兵の撃破に専念し、結果的に南西部の人的被害をゼロにしたことで一級戦功を上げる。ガロプラ侵攻時には太刀川、風間、村上ら共に遠征艇の防衛を任され、太刀川との連携で「処刑者」のアームを一本破壊する。その後は「双月」と「メテオラ」での攻撃で相手をかき回し隙を作る行動に周る。戦闘前に太刀川に迅から太刀川が真っ二つにされる未来を見たと、太刀川に言っており、太刀川が迅のサイドエフェクトによる予知を逆に利用した作戦によって、砲撃の為に動きの止まったガトリンを太刀川もろとも「双月」で両断して撃破した。
烏丸 京介（からすま きょうすけ）
声 - 福山潤 / 演 - 田村心（第3弾は声のみ出演）
玉狛第1（木崎隊）隊員。万能手。16歳の高校生。
5月9日生まれ。身長178cm。O型。ねこ座。好きな物は家族・とんかつ。
見た目はクールな印象だが、表情一つ変えず小南をからかって遊ぶなど茶目っ気のある性格。木崎の弟子であり、ポーカーフェイスは師匠譲り。気安い間柄（主に玉狛支部隊員）からは「とりまる（先輩）」とも呼ばれている。一年少し前までは本部の太刀川隊に所属していた。
修の師匠となり、一対一で指導する。能力の低い修の指導方法に苦慮しながらも、親身に相談を受けている。
戦闘では弧月、アステロイドとバイパーを装備した突撃銃型トリガー、エスクードを使用する。また、オプショントリガー「ガイスト」による短期決戦も得意とする。
家が貧乏で、日々アルバイトに明け暮れ忙しくしている。外見と雰囲気からとてもモテるらしい。
宇佐美 栞（うさみ しおり）
声 - 中尾衣里 / 演 - 茜屋日海夏（第2弾と第4弾では声のみの出演）
玉狛第1（木崎隊）隊員。オペレーター。女子高校生。17歳。
4月27日生まれ。身長160cm。O型。うさぎ座。好きな物は眼鏡・読書・人の世話。
気さくで面倒見が良く、マイペースな性格。自分と同じく眼鏡をかけた人間には特に優しいという、平和的差別主義者。米屋とは従姉弟同士である。遠征部隊の経験者で、本部時代は風間隊に所属していた。
トリガーについて豊富な知識を持ち、座学の面で修たちをアシストしている。学業も優秀らしく、ボーダー提携の進学校に通学している。
遠征選抜試験では運営補助を担当する。
訓練の仮想敵として、オリジナルの設定を加えてプログラムしたモールモッドの「やしゃまるシリーズ」を用意している。
玉狛第2の正式結成後は、玉狛第2のオペレーターも兼任している。

#### B級部隊
順位は、2月のB級ランク戦開幕時のものである。ランク戦終了後に順位変動している場合は変動した順位を記載している。

##### 二宮隊
B級1位。エンブレムはミルククラウン。隊服は黒いスーツ。元A級4位部隊で、元隊員の鳩原がトリガーの民間人への横流し及び近界への密航を行った責任を取り、A級から降格させられた。総合ランク2位・射手ランク1位の二宮を主軸にマスタークラスの犬飼・辻がサポートする。
二宮 匡貴（にのみや まさたか）
声 - 諏訪部順一 / 演 - 小野健斗
二宮隊隊長。射手。男子大学生。20歳。個人総合ランク2位、射手個人ランク1位。
トリオン量はボーダー中トップクラスであり、アステロイドとハウンドを用い、高火力で正面から制圧する戦法を取る。また自身のトリオン量の多さと腕を合わせた、数重視の弾と威力重視の弾を緩急をつけて両攻撃する戦法を持っている。射手でありながら上位攻撃手である影浦を止められるとされており、攻防共に隙のない戦闘力を持つ。またかつては東隊に属しており、東からの薫陶を受けたことにより戦術面にも長けている。
辛辣な物言いをすることが多く、特に三雲隊に対して厳しい評価をしている。しかし、射手個人1位に上り詰めてなお、A級1位になろうとして自分に足りない技術を教わるために、年下の出水に頭を下げて教えをこうなど、非常にストイックな性格である。一方で、コスプレ感を出したくないという理由で隊服を黒スーツにした結果かえってコスプレ感が出てしまったことに気づかない、雪マップでのランク戦で膠着状態になった際に時間切れまで雪だるまを作るなど、かなりの天然でもある。
失踪した元部下の鳩原について独自に調査しており、その件で修と千佳に接触してきた。その時から三雲隊のことを気にかけており、任務中にスマホでランク戦の結果を確認したりしている。
遠征選抜試験では隊長役に任命され、オペレーターには加賀美が選ばれ、隊員に東、千佳、絵馬を指名する。コンセプトはクジ運で東と雨取は指名時にクジ運が良かったから指名し、絵馬に関しては雨取の仲の良さと加賀美の負担を考え指名している。東によると、本人は遠征選抜試験で千佳や絵馬といった若手を鍛える方針があるらしく、自ら積極的な指示は出さなく、特別課題も敢えて苦手な絵馬を指名して行わせている。4日目の夜に戦闘シミュレーションで千佳の様子から絵馬と口論になり、自分のせいで鳩原が遠征を諦めたと言われると、鳩原が近界に行ったことを伝え、絵馬に密航を選んだのは理解しているがボーダー以外の他者と協力していることには納得しておらず、自身は直接鳩原から聞きたいという遠征行きの理由を語った。
犬飼 澄晴（いぬかい すみはる）
声 - 田中健大 / 演 - 泰江和明
二宮隊隊員。銃手。男子高校生。18歳。
二宮隊のバランサーでありムードメーカー的存在。飄々とした性格で、2人の姉に叩き込まれた持ち前のコミュニケーション能力で誰とでも友好的に接する。顔と刺さる表情が一致しないという理由から影浦からは一方的に嫌われている。そのため影浦には直接思ったことを言っており、現在の関係性は本人曰く「過去一で良好な関係」と柿崎に語っている。焼き肉屋で三雲や小南達と偶然会った時には、ヒュースの素性を知っているにも関わらず、知らないフリをして小南をからかい、またヒュースの隠し球を見抜いており修らに揺さぶりをかけた。
戦闘ではPDW型の銃トリガーを使い、使用する弾丸はアステロイドとハウンド。またサブに射手スタイルのハウンドやスコーピオンも装備している。冷静で柔軟な立ち回り持ち味。また、シールドの扱いにも長けている。
遠征選抜試験では柿崎3番隊に所属する。
辻 新之助（つじ しんのすけ）
声 - 内匠靖明 / 演 - 梶田拓希
二宮隊隊員。攻撃手。男子高校生。17歳。
常に冷静沈着で援護能力が高く、出水や時枝と並ぶ名アシストとして知られている。容姿端麗だが、目も合わせられないほど女性が苦手で、焼肉屋で、小南と宇佐美や千佳らと偶然会った時には、見るなり赤面し狼狽た態度になり、彼女らと1人で平然と食事が出来る修のことを凄いと尊敬していた。現状でまともに会話できる女性はチームメイトである鳩原と氷見のみ。本人曰く「鳩原さんは最初から優しく、ひゃみさんは昔は壁があったが今は優しいから」とのこと。宇佐美とはクラスメイトであるが、学校ではガードを固くしている。鳩原が近界へ行ったことに関しては、鳩原が遠征を希望していた理由とボーダーにこのままいても近界へは行けなかっただろうから仕方ないと割り切っている。
遠征選抜試験では王子2番隊に所属し、クラスメイトの片桐や結束からは女性が苦手な事を懸念視されている。だが閉鎖環境試験では仁礼や帯島では無くマイペースな生駒に手を焼かされている。
戦闘では弧月を使用。
鳩原 未来
元・二宮隊隊員。狙撃手。現在は失踪中。

氷見 亜季（ひやみ あき）
声 - 上田瞳
二宮隊隊員。オペレーター。女子高校生。17歳。
辻からは「ひゃみさん」と呼ばれている。烏丸のファン。元々はあがり症だったが、鳩原の助言によって克服している。ただし未だに烏丸の前では緊張しているらしい。
遠征選抜試験では村上10番隊に所属している。村上からはそのオペレート能力を高く評価されており、氷見が担当オペレーターなら陣形やドラフトの組み合わせはどんな形でも成り立つと評価されている。

##### 影浦隊
B級2位⇒3位。エンブレムは獣の牙。元はA級6位だったが、影浦の暴力行為による隊務規定違反により降格させられた。攻撃手・銃手・狙撃手が1人ずつのバランス型のチーム編成だが、戦法はかなり攻撃に偏っている。北添の爆撃で戦況を混乱させ、影浦が仕留めていく戦法を得意とする。
影浦 雅人（かげうら まさと）
声 - 杉田智和 / 演 - 川隅美慎
影浦隊隊長。攻撃手。男子高校生。18歳。
過去に根付にアッパーをかまし、ポイントを8000点没収されたため攻撃手ランクは20位程度だが、屈指の実力者。村上が勝ち越せない4人の攻撃手の一人。愛称は「カゲ」。
「感情受信体質」というサイドエフェクトの持ち主。周囲の人間の視線から感情を察知することができる。それが負の感情であればあるほど不快に感じるらしく、ランク戦のロビーで生意気な態度を改めなかった2人のC級隊員の感情を読み取り、スコーピオンの遠隔斬撃マンティスで瞬時にトリオン体を破壊した。そのサイドエフェクトの影響でやや乱暴な人格ではあるが、根は単純で裏表の無い性格のため、同じようにサイドエフェクトの負の一面を知っている遊真や村上からは理解を得られている。また戦闘ではそのサイドエフェクトの効果により、不意打ち、狙撃といった攻撃は一切通用しない。遊真や東のような攻撃時に殺気の伴わない相手に対してはサイドエフェクトの効果が薄いが、そのような状況も「スリルがあって面白い」と考えるタイプ。また刺さってくる感情と表情が一致しないという理由から犬飼を一方的に嫌っている。
鳩原の近界密航後に突如として姿を消して、連絡も取れなくなった鳩原を探そうとして、TVを通じて鳩原に呼びかけようとして影浦隊を広報部隊にと根付に相談した際に、検討するといいつつメリットよりリスクが上回ると判断しその場しのぎで済ませようとした根付に『憐れみ』が刺さると言った直後にアッパーをかました。
B級ランク戦ROUND4では、当初は遊真と戦うために遊真の元に行き交戦するも、遊真が雨鳥のカバーに回ったことで、絵馬との連携で犬飼を倒す。その後は他の部隊の攻撃手陣との乱戦になり、雪によって動きづらく攻め手が無いままであったが、北添のメテオラでの爆撃によって戦況が崩れた所をつき奥寺を倒し、その後は1人生き残った遊真と戦うも、二宮によって遊真が倒されたことで膠着状態になりそのままタイムアップとなった。
ROUND7ではモール内にて、北添と合流をし共に来馬と村上と交戦に入る。鈴鳴の新戦法と鈴鳴の作戦によって左腕にダメージを負う。その後に現れた遊真とヒュースの参戦によって三つ巴の状態となるが、ヒュースの「エスクード」による封鎖によって北添との連携が取れなくなり2対1となり、ヒュースの1人時間差射撃によって擬似的に3対1になってしまい、防御しきれず大ダメージを負ってしまう。その後北添が作った逃げ道にエスケープし、結果的にベイルアウトするが、自身の得点は鈴鳴に入ることとなった。
ランク戦ROUND4で戦った遊真を気に入っており、それ以降はソロランク戦を度々行う関係となっている。
遠征選抜試験では柿崎3番隊に所属する。
北添 尋（きたぞえ ひろ）
声 - 武虎
影浦隊隊員。銃手。男子高校生。18歳。
一人称は「ゾエさん」であり、周りからもそう呼ばれている。また生身の戦闘力ではレイジと並ぶほどの実力者でもある。そうした強さとは裏腹に物腰は柔らかく心優しい性格である。
グレネードランチャー型の銃でメテオラを発射し遠距離からの広範囲爆撃で硬直した戦局を動かす。またトリオンが高いので、突撃銃でアステロイドを使用し中距離で相手と撃ち合う等、主戦力としても優秀であり、Round7の解説をした嵐山は「点を取ることもできる銃手」、犬飼は「『足が遅い』『的がデカイ』以外の欠点がない」と評している。
ROUND4では、当初はレーダー頼りのメテオラの曲射弾道を行い、近くにいた二宮に狙われ逃げる。その後は絵馬から影浦のアシストをするように言われ、攻撃手陣のいる所にメテオラでの曲射弾道を行うが1度目は東によって阻止され逆に東から狙われるも、二宮が自身の得点の為に北添を守り、その後二宮に倒されるも直前にメテオラを放ち、戦況を動かすことで影浦の得点に貢献した。
ROUND7ではモール内にて影浦と合流をし、モール6Fにて鈴鳴との交戦に入る。鈴鳴との戦いでは鈴鳴の新戦法と作戦に手を焼く。その後に現れたヒュースの「エスクード」によって影浦との連携が取れなくなってしまい、影浦がダメージを負った後に「エスクード」を破壊し影浦のカバーに入るも、またも「エスクード」によって周囲の視界を塞がれてしまい、その後遊真に倒されるも、直前にメテオラで床を破壊することで影浦の逃げ道を作った。
遠征選抜試験では隊長役に任命され、担当オペレーターには染井が指名され、隊員には外岡、菊地原、南沢を指名した。部隊コンセプトは自身以外を16歳の隊員で選んでおり、結果としてバランスも良くなったと語っている。
絵馬 ユズル（えま ゆずる）
声 - 三瓶由布子 / 演 - 百瀬朔
影浦隊隊員。狙撃手。男子中学生。14歳。
鳩原未来の弟子であり、当真に匹敵する狙撃の腕前を持つ。訓練でも手を抜いたり遊んだりしているが、中学生組の中ではトップの個人ポイントを持つ。訓練の際に千佳達と知り合い、以降彼女のことが気になっている模様。やがて、人を撃つことができず苦悩していた師匠の鳩原のようになって欲しくないという想いから、千佳に「鉛弾」による狙撃を教えている。
B級ランク戦ROUND4では当初は二宮に狙われた北添のカバーに入るも、狙撃を防御される。その後は千佳を狙う犬飼に対して、アイビスでの狙撃でダメージを与えて、影浦の得点のアシストをした。その直後に二宮に攻撃を受け、足にダメージを負ってしまい。二宮からは逃げ切れないと判断をし、北添に影浦のアシストに回るよう言い、自身は二宮相手に時間稼ぎを行い最後は二宮に倒されてしまう。
B級ランク戦ROUND7の前、遠征部隊を目指す玉狛に勝利を譲ろうと考えていたが、荒船に「個人で遠征部隊を目指せばいい」と諭され、ランク戦に本気を出す決意を固めた。
B級ランク戦ROUND7ではモールの外からのスタートであり、モール内に入ってからは東隊の攻撃手陣と修を相手に狙撃をしたが失敗する。その後に鈴鳴の作戦によってモール内の電源が落ちたが、トリガーの光を頼りに修にダメージを与える。その後は身を潜めていたが、レーダー頼りの「アイビス」による床を打ち抜いての狙撃によって来馬と修を倒すも自身は東に倒された。
遠征選抜試験では二宮8番隊に所属し、事前ドラフトでは二宮に対して、自身を選ぶ様念じていた。閉鎖環境試験では、4日目の夜に二宮と口論になり、二宮へ二宮のせいで鳩原が遠征を諦めたと反論すると二宮から鳩原が近界にいることを教えられる。そしてその後二宮から『密航』の可能性を消すために正規ルートでの遠征を目指すために自力で試験を突破する様言われる。
仁礼 光（にれ ひかり）
声 - 小堀友里絵
影浦隊隊員。オペレーター。女子高校生。17歳。
かなり乱暴な言葉遣いで喋る。
太刀川隊の国近と同様に作戦室の一部を半ば私物化しており、自分がゴロゴロするために持ち込んだコタツは彼女の許可がないと入ることができない。
遠征選抜試験では王子2番隊に所属する。

##### 生駒隊
B級3位⇒4位。攻撃手2人・射手1人・狙撃手1人の4人編成で、数の有利を活かした多角的な攻撃を得意とする。5人中4人が関西方面からのスカウト組。
生駒 達人（いこま たつひと）
声 - 小西克幸 / 演 - 蒼木陣
生駒隊隊長。攻撃手。男子大学生。19歳。攻撃手個人ランク6位。
4月29日生まれ。身長173cm。B型。ねこ座。好きなものは女の子、ごはん屋の新メニュー、サッカー、ナスカレー。
ランク戦の記録では、敵を仕留める時何故かカメラ目線になる。
戦闘では主に弧月を使用し、ボーダー随一の旋空弧月の使い手。彼の使用する旋空は「生駒旋空」と呼ばれ、それにより全攻撃手の中で最長の間合を誇る。元々この技は弓場の「攻撃手キラー」と称される戦い方に対抗するために作られた。
遠征選抜試験では王子2番隊に所属する。
水上 敏志（みずかみ さとし）
声 - 竹田海渡 / 演 - 松田昇大
生駒隊隊員。射手。男子高校生。18歳。
12月5日生まれ。身長178cm。B型。くじら座。好きなものは落語、将棋、うどん、春巻き。
声に出したものと違う弾トリガーを使用できる。高等技術ではあるのだが、弾種を知らない、又は気にしない近界民やトリオン兵には何の意味もないランク戦限定の技術でもある。弾トリガーと自身の位置取りで戦局をコントロールすることを得意とする。
遠征選抜試験では隊長役に選ばれており、オペレーターには今が選ばれ、隊員には荒船、樫尾、照屋を指名する。コンセプトは頭の良さで選んでおり、頭の良い人間を選べば楽が出来ると考えて指名した。閉鎖環境試験では初日に規定の文章を削除したり、戦闘シミュレーションを1人でやる方が有利と考えて、他の隊員に隠れてコッソリと1人で行っていたが、4日目に操作するユニットの数が多くなって1人では無理と判断し、戦闘シミュレーションの事を他の4人に告白する。その際照屋と口論になるが、自論を押し通して自身の本音を言う事で、最終的には照屋には納得してもらった。
隠岐 孝二（おき こうじ）
声 - 小野将夢 / 演 - 明石陸
生駒隊隊員。狙撃手。男子高校生。17歳。
9月30日生まれ。身長176cm。AB型。みかづき座。好きなものは明石焼き、おでん、ネコ、買い物。
戦闘では主にイーグレットを使用する。狙撃手でありながらグラスホッパーを使用する機動型狙撃手。
遠征選抜試験では諏訪7番隊に所属する。
南沢 海（みなみさわ かい）
声 - 堀江瞬 / 演 - 内龍星
生駒隊隊員。攻撃手。男子高校生。16歳。生駒隊唯一の三門市出身者。
11月7日生まれ。身長170cm。A型。とけい座。好きなものはホタテ、チーズハンバーグ、ピーマンの肉詰め。
戦闘では主に弧月、グラスホッパーを使用する。一時はマスタークラスにもなったことのある腕利きだがノリで動く癖があるため、ランク戦では早々に倒されることがある。
遠征選抜試験では北添4番隊に所属する。
細井 真織（ほそい まおり）
声 - 大空直美 / 演 - 山本早恵
生駒隊隊員。オペレーター。女子高校生。17歳。
7月14日生まれ。身長157cm。O型。つるぎ座。好きなものはいなり寿司、担担麺、花、かわいいもの。
生駒隊の隊員達からは、名前をもじって「マリオ」と呼ばれている。
遠征選抜試験では若村11番隊に所属し、閉鎖環境試験では、日本語が読めないヒュースの補助をしている。

##### 弓場隊
B級4位⇒8位。銃手・万能手・狙撃手が1人ずつの3人編成。元々は4人編成だったが、ランク戦前に大学受験に専念するために神田が除隊した。神田が在籍していた時は、弓場が1対1をしている間は神田が指揮を執るスタイルであった。王子隊の王子・蔵内は弓場隊の初期メンバー。
弓場 拓磨（ゆば たくま）
声 - 檜山修之 / 演 - 松島勇之介
弓場隊隊長。銃手。男子大学生。19歳。銃手個人ランク2位
4月30日生まれ。身長182cm。AB型。ねこ座。好きなものは、1対1、家族、仲間、パウンドケーキ。
インテリヤクザ的な見た目どおり、いかつい言葉遣いの理論派。口調は荒いが礼節に厳しく物事の筋をキッチリと通す性格である。風刃の使い手候補の1人であり、迅や小南からは「弓場ちゃん」と呼ばれている。B級ランク戦round8の前に遊真が緑川から里見を通じて会い、帯島を紹介するが遊真が隊員の帯島を男と間違えたことに対してキレ気味に詰め寄り、詫びの代わりに遊真へ帯島に稽古つけてくれと頼むが、遊真が模擬戦で手を抜いていると分かると、帯島を男と間違えたことを理由に本気で戦うよう命じたり、その模擬戦で新しい新技を見せた遊真へ「払い過ぎ」と言い、自身の手の内を明かすの承知の上で「釣り銭」代わりに遊真と1戦だけ模擬戦を行い、遊真を瞬殺した。
リボルバー型の二丁拳銃を使い、一度に放てる弾数と弾丸の設定の射程を切り詰めることで、威力と弾速に特化した弾丸を放つ、近距離早打ち型の戦法をとる。弟子の里見は「1対1最強」と言っており、記録を見た修は「銃で戦う攻撃手」という印象を持っている。模擬戦をした遊真は「他の銃手達の射程を使ってじっくり削る戦法とは、そもそもの考え方が違っている」と実感した。この戦法は旋空持ちの攻撃手に有利を取るために、諏訪の両手ショットガンを参考に編み出されたもので、弾丸の有効射程は約22メートルであり、攻撃手が踏み込んで放つ旋空弧月がギリギリ届かない間合いから一方的に攻撃することができるため、「攻撃手キラー」と呼ばれている。遊真との模擬戦では遊真にシールドを貼る暇を与えずに遊真をあっさりと倒した。里見曰く「1対1の近距離でよーいドンなら二宮さんにも勝つかも」と修に言っている。
閉鎖環境試験では来馬5番隊に所属する。
帯島 ユカリ（おびしま ゆかり）
声 - 広橋涼 / 演 - 田上真里奈
弓場隊隊員。万能手。女子中学生。14歳。
2月4日生まれ。身長153cm。B型。かえる座。好きなものは、運動、ゴマ団子、みかん、犬。
ボーイッシュな色黒体育会系。自身の口調もあって男と間違えられることが多いらしい。遊真の試合を見て、遊真の柔軟な発想力や判断の鋭さや勝負強さに感銘を受け、遊真を尊敬している。弓場の厳しい指導にきちんと応える実力の持ち主。遊真からも『帯島ちゃんは強くなる』と評価されている。
弧月と射手トリガーを併用して戦う戦闘スタイルであり、模擬戦で手合わせした遊真曰く「動きが軽くて守りがうまい」と言っており、イメージとしては熊谷に近いらしい。
遠征選抜試験では王子2番隊に所属する。
外岡 一斗（とのおか かずと）
声 - 伊東健人
弓場隊隊員。狙撃手。男子高校生。16歳。
11月24日生まれ。身長169cm。B型。とけい座。好きなものは、かしわ天、ほうじ茶、1人の時間。
単独行動が多く隠密行動が上手い（捕捉・掩蔽訓練では奈良坂、佐鳥に次ぐ3位）と言われており、B級ランク戦Round8では弓場の指示で雨取だけを狙うよう言われマークを続け、雨取のメテオラによる特大爆撃を、狙撃で未然に阻止した。
遠征選抜試験では北添4番隊に所属する。
藤丸 のの（ふじまる のの）
声 - 関根有咲
弓場隊隊員。オペレーター。女子大学生。19歳。
10月24日生まれ。身長162cm。A型。とけい座。好きなものは、チョコレート、炭酸飲料、漫画。
豪腕の姉御肌。作中トップのバストサイズの持ち主であり、Iカップ。王子隊の羽矢とは同じ高校出身で仲がいい。
遠征選抜試験では柿崎3番隊に所属する。

##### 王子隊
B級5位。攻撃手2人・射手1人の3人編成で、3人纏まって行動し狭い間合いでの局所戦を得意とする。B級でもトップクラスの「走れる部隊」。
王子 一彰（おうじ かずあき）
声 - 石田彰 / 演 - 滝澤諒
王子隊隊長。攻撃手。男子高校生。18歳。
1月11日生まれ。身長177cm。B型。かぎ座。好きなものはオムレツ、クロワッサン、馬、チェス。
戦闘では左手に弧月を持ち、右手でスコーピオンとハウンドを使い分ける変則的な攻撃手。
対戦相手を「クーガー（遊真）」「オッサム（修）」「アマトリチャーナ（千佳）」などと呼び、作戦時のアイコンも独自のものに変更するなど独特な感性の持ち主。昔は蔵内と共に弓場隊に所属していたが、自分の部隊を作りたくなり独立した。
遠征選抜試験では隊長役に選ばれており、オペレーターは仁礼が指名され隊員には辻、生駒、帯島を指名する。指名コンセプトは『走れて、剣が使えて、組み合わせ的に面白そうな人たち』とのこと。
蔵内 和紀（くらうち かずき）
声 - 半田裕典
王子隊隊員。射手。男子高校生。18歳。
9月3日生まれ。身長181cm。A型。おおかみ座。好きなものは鯛茶漬け、親子丼、かぶの千枚漬け、水族館。
昔は王子と共に弓場隊に所属していたが、王子の独立に付き添って脱退した。
B級ランク戦Round8では、トリガーに関する豊富な知識だけでなく、狙撃手の訓練順位まで把握する細かな解説を行った。その知識量の多さには一緒に解説していた小南ですら驚嘆する程。また遊真が初見で使った曲がるブレード投げのカラクリも完璧に理解していた。
遠征選抜試験では村上10番隊に所属する。
樫尾 由多嘉（かしお ゆたか）
声 - 橘龍丸
王子隊隊員。攻撃手。男子中学生。15歳。
5月29日生まれ。身長172cm。A型。うさぎ座。好きなものはラザニア、ラムネ、ポテトサラダ、勉強。
真面目な性格で年下にもさん付けしており、中学では生徒会長。
戦闘では主に弧月を使用するほか、サブでハウンドも併用する。
遠征選抜試験では水上9番隊に所属する。
橘高 羽矢（きったか はや）
声 - 川口桜
王子隊隊員。オペレーター。女子大学生。19歳。
8月14日生まれ。身長165cm。A型。ぺんぎん座。好きなものはほうれんそうのおひたし、キウイ、ヨーグルト。
隊服のデザインを行ったが、作者によれば蔵内がリファインしなかったらもっと中二病的なデザインになっていたとのこと。
遠征選抜試験では運営補助に回る。

##### 東隊
B級6位。攻撃手2人で相手を釣り、狙撃で仕留める戦法を得意とする。攻撃手2人は一人ひとりはそれほど手強くないが、接近戦の連携のレベルは風間隊に次ぐとも言われている。
東 春秋（あずま はるあき）
声 - 浜田賢二 / 演 - 寿里
東隊隊長。狙撃手。大学院生。25歳。狙撃手個人ランク3位。
1月3日生まれ。身長186cm。A型。かぎ座。好きなものは釣り、キャンプ、刺身、天ぷら。
戦闘では主にアイビスを使用する。肩近くまである長髪が特徴的。
かつて三輪、二宮、加古を隊員にA級1位の隊長を務めた経験を持つ、ボーダー初の狙撃手。レイジ、奈良坂、当真に狙撃を伝授し、月見に戦術を教えた師匠。また千佳および彼女と同期入隊した新入狙撃手の教官役を荒船、佐鳥と共に務めている。沢村の同期。
敵からの評価も受けるほど指揮官としての能力にも優れており、緊急防衛会議の際にはB級隊員の中でただ一人出席することを許されるなど上層部からの信頼も厚く、ランク戦の解説も高評価。功を褒めて焼肉を奢るなど、後輩への面倒見も良い。指導者としても、戦術面まで含めれば木崎、加古、三輪、二宮など現在A級またはそれに匹敵する部隊の隊長クラスを弟子に持っている。現在もランク戦の作戦立案は小荒井と奥寺に主導させ自分は問題点指摘に留めることで彼らの成長を促す方針を採っており、かつては加古・二宮・三輪（第一期）や片桐・雪丸・結束（第二期）もこの手法で育成していた。戦闘能力も元A級の肩書に恥じないものを持っており、難易度の高い壁抜き狙撃を一発で成功させる、曲射されたメテオラをライトニングで撃ち落とすといった芸当を披露している。
大規模侵攻ではA級である出水や米屋、緑川や他のB級部隊とチームを結成。自らの指揮のもとランバネインを撃破し、一級戦功を上げている。
遠征選抜試験では二宮8番隊に所属する。
小荒井 登（こあらい のぼる）
声 - 浅利遼太
東隊隊員。攻撃手。男子高校生。16歳。
4月24日生まれ。身長165cm。O型。ねこ座。好きなものはサッカー、から揚げ。
オペレーターの人見からの愛称は「コアラ」。前側の髪が大きく跳ねている。調子の良い性格で、奥寺に諫められることもしばしば。戦闘では、弧月を使用する。小荒井と奥寺の連携は風間曰く「ウチに次ぐレベル」。
遠征選抜試験では来馬5番隊に所属する。
奥寺 常幸（おくでら つねゆき）
声 - 小川慎太郎
東隊隊員。攻撃手。男子高校生。16歳。
5月20日生まれ。身長167cm。A型。ねこ座。好きなものはサッカー、ラーメン。
黒髪で後ろの髪が跳ねている。堅実な性格で、小荒井と意見がぶつかることがある。戦闘では、弧月を使用する。
遠征選抜試験では古寺6番隊に所属する。
人見 摩子（ひとみ まこ）
声 - 金香里
東隊隊員。オペレーター。女子高校生。18歳。
8月28日生まれ。身長162cm。AB型。おおかみ座。好きなものはクレープ、ホラー映画。
作者曰く「東隊の姉枠」。第一次近界民侵攻で祖父が自分を庇って亡くなったことがきっかけで、ボーダーに入隊した。
遠征選抜試験では運営補助に回る。

##### 香取隊
B級7位⇒11位。エースの香取が暴れて点を取り、他の二人がカメレオンでそれをサポートする役割を担う。香取の調子にムラがあるため、最近はチームの戦績も落ち込み気味である。
香取 葉子（かとり ようこ）
声 - 潘めぐみ / 演 - 竹内夢
香取隊隊長。万能手。女子高校生。16歳。マスター級であり、香取隊のエース。10月18日生まれ。身長157cm。血液型はO型。みかづき座。好きなものはゲーム、煎餅、友達、勝つこと。
鋭い目つきと外はねのセミロングの少女。家族構成は父（声 - 朝日太一）、母（声 - 中友子）、兄（声 - 鳴瀬友希）。
性格は傲岸不遜でかなりの自信家だが、入隊から半年程度でマスタークラスに達した天才肌。一方で挫折には弱く、見くびっていた玉狛第2にランク戦で敗北した際にはボーダー引退を考えるほどに落ち込んでいる他、過去にはソロランク戦で連敗したことを理由に攻撃手→銃手→万能手と次々にポジションを変更したことが若村から語られている。ランク戦終盤ではかつて玉狛第2戦で翻弄された「スパイダー」戦術を取り込むなどの柔軟性が見られた。
イニシャルが「K」だが、加古から入隊スカウトの声が掛からなかったことを気にしている。第一次近界民侵攻の際に自宅で被害に遭い家の瓦礫に埋もれるが、染井に助けられその後彼女と共にボーダーに入隊する。
遠征選抜試験では諏訪7番隊に所属する。
戦闘ではメイン・サブの両方にスコーピオンと拳銃型トリガーをセットしており、近接戦闘を得意とする。
三浦 雄太（みうら ゆうた）
声 - 三野雄大 / 演 - 古賀雄大
香取隊隊員。攻撃手。男子高校生。17歳。9月3日生まれ。身長173cm。血液型はB型。おおかみ座。好きなものは平和、みかん、つけ麺、機嫌のいい葉子ちゃん。
温和で人当たりの良い性格の少年。香取を「ヨーコちゃん」と呼び、彼女には甘い態度を取る。染井の従兄妹。
遠征選抜試験では古寺6番隊に所属する。
戦闘では主に弧月とカメレオンを使用し、エースである香取のサポートを行う。B級唯一の幻踊の使い手。
若村 麓郎（わかむら ろくろう）
声 - 赤羽根健治 / 演 - 松原凛
香取隊隊員。銃手。男子高校生。17歳。4月16日生まれ。身長172cm。血液型はB型。はやぶさ座。好きなものはたまごサンド、鶏肉、勉強している時の華さん。
リムレス眼鏡が特徴。生真面目な性格のため、香取とは諍いが絶えない。香取の兄と友人である縁でチームに加入した。
遠征選抜試験では隊長役に選ばれており、オペレーターには細井が指名され、隊員は半崎、笹森、ヒュースを指名する。指名コンセプトは特に無く、指名出来る時に選べる1番良いと思った隊員を指名した。
犬飼の弟子だが、2年前から続けている銃手で未だにマスター級になれてない。戦闘では師匠と同様にPDW型のトリガーを使い、エースである香取のサポートを行う。
染井 華（そめい はな）
声 - 近藤玲奈
香取隊隊員。オペレーター。女子高校生。16歳。7月18日生まれ。身長155cm。血液型はAB型。つるぎ座。好きなものは課題に取り組むこと、ココア、友達。
セルフレーム眼鏡と手袋が特徴のクールな少女だが、ボーダー入隊後に嵐山のファンになる等ミーハーな一面も持つ。香取隊のまとめ役でもあり、香取とは昔隣の家に住んでいた幼馴染み。第一次近界民侵攻で家が全壊し、父（声 - 三ツ矢雄二）と母（声 - 角倉英里子）を失う。それがきっかけでボーダーに入隊する。
遠征選抜試験では北添4番隊に所属する。初日の特別課題では上層部も驚くほどの分析力と考察力を見せ、唐沢をして「選抜試験に部隊をシャッフルにした理由の7割くらいを言い当てられている」と言わしめた。

##### 鈴鳴第一（来馬隊）
B級8位⇒9位。鈴鳴支部所属。攻撃手個人ランク4位であるエースの村上を中心とした中央突破戦法を得意とする。隊長の来馬が精神的支柱となっており、どんな状況でも来馬を立て、来馬を庇うチームと称される。
来馬 辰也（くるま たつや）
声 - 高塚正也 / 演 - 塩田康平
鈴鳴第一（来馬隊）隊長。銃手。男子大学生。19歳⇒20歳。
戦闘では頼りない面が見られるが、心優しく穏やかな物腰の人格者。隊員である村上と別役は、「どんな状況でも来馬を庇う」と言われるほどに彼を慕っている。
大規模侵攻ではB級合同部隊としてランバネインとの戦闘に参加し、囮となって引きつける役割を果たして勝利に貢献。常に冷や汗を垂らしている。
B級ランク戦では大規模侵攻でのランバネイン戦を乗り切った経験からか、同様に弾数で圧倒してくる那須に最後まで喰らい付く胆の据わったところを見せた。後に、村上との連携で防御を村上に任せて、メインとサブ両方でwライフルで攻撃する事で火力を上げた両攻撃用のフォーメーションを開発している。
遠征選抜試験では隊長役に選ばれており、オペレーターには小佐野が指名され、隊員には穂刈、小荒井、弓場を指名した。部隊コンセプトは「体力とポジティブさ」であり、長時間耐えられる体力と精神力を持つ人を指名し、自身に足りない引き締め役に弓場を指名した。
実家が裕福で親から超甘やかされて育ったにも関わらず、傲慢さや我儘さを持たない人格者として後輩たちに親しまれている。また、人生で一度も怒ったことがなく、隊員の別役にアクアリウムを勝手にいじられ飼っていた熱帯魚を全滅させられた際は、血涙を流しながらも彼を許した。
作者からは「出来た人」「だれもが思わず狙いたくなる、群れからはぐれた仔鹿のような先輩」と評されている。
村上 鋼（むらかみ こう）
声 - 野島裕史 / 演 - 元木聖也
鈴鳴第一（来馬隊）隊員。攻撃手。男子高校生。18歳。
攻撃手個人ランク4位の実力者。風刃使用者候補の一人。性格はストイックかつ実直で、自らを潰してでも戦線維持のため尽力する大局的な視野を持つ。
また、睡眠中に行われる記憶の定着や整理が極端に高くなるサイドエフェクト「強化睡眠記憶」を保持している。これによりひと眠りするだけで学んだことをほぼ100％自分の経験に反映することができる。
サイドエフェクトによるあまりの上達の速さから、意図せずグループの輪を壊してしまった経験を持ち、「みんなの努力を盗んでいるだけ」と落ち込むことも多かった。しかし、攻撃手の基礎を教えた荒船からの激励と来馬の「鋼のやり方で強くなっていい」と励ましを受け、吹っ切れることができた。
戦闘では弧月と盾モードのレイガストを使用し、スラスターを利用した体勢崩しや移動補助を巧みに用いる攻守に隙のない攻撃手である。また、サイドエフェクト「強化睡眠記憶」により、一度見た相手の行動に極めて短期間で対応できるため、手の内を知っている相手に対しては非常に優位になる。
大規模侵攻では来馬と別役がB級合同部隊と合流する時間を稼ぐため、ラービット（プレーン体）を単独で引き受けた。その後、ラービット（モッド体）3体を相手に傷を負いながらも、太刀川が到着するまでの時間稼ぎに成功する。その功績を讃えられ、単独で二級戦功を与えられた。ガロプラ侵攻時には、太刀川、風間、小南ら共に遠征艇の防衛に回り、ガトリンの二度の砲撃から遠征艇を守った。
遠征選抜試験では隊長役に選ばれ、オペレーターには氷見が指名され、隊員には、堤、熊谷、蔵内を指名した。部隊コンセプトは「指名段階で1番良い駒を採用」であり、本人曰く隊長経験が無いことから無意識的に隊の補佐役を集めた感があるとのこと。
別役 太一（べつやく たいち）
声 - 増尾興佑（1stシーズン）→草野太一（2ndシーズン以降）
鈴鳴第一（来馬隊）隊員。狙撃手。男子高校生。16歳。
支部所属のためか、実戦経験はまだ浅い様子。大規模侵攻では茶野隊の二人がランバネインに一撃で倒されたことに動揺、直後に雷の羽の連射を喰らい穴だらけにされて緊急脱出した。
悪意のない行動が壊滅的な被害を招くタイプのドジっ子。作者曰く「本物の悪」。事実、良かれと思って来馬のアクアリウムを勝手にいじり全ての熱帯魚を白茹でにして死滅させたことがあり、来馬がそれを血涙を流しただけで許したことから彼を心より慕うようになった。
未熟・軽率な面が目立つが、ランク戦Round3で弾速から那須のバイパーが合成弾であることを見抜く、Round7でマップ選択権を利用した撹乱戦術を立案するなど鋭い面を見せることもある。
遠征選抜試験では、柿崎3番隊に所属する。
今 結花（こん ゆか）
声 - 鎌田梢
鈴鳴第一（来馬隊）隊員。オペレーター。女子高校生。18歳。
料理や抹茶が好きな和風美人だが、体型はやや寸胴。支部では空気を読まない発言やドジが多い別役に手を焼き、学校では成績が悪い当真や国近の面倒を見るお姉さんキャラ。
遠征選抜試験では水上9番隊に所属する。閉鎖環境試験では食事に関してはA級隊員から、今がいる9番隊が有利と言われる程。

##### 漆間隊
B級9位⇒14位。B級ランク戦開始時点で戦闘員1人にオペレーター1人という珍しい構成のチーム。ランク戦では途中下位に下がったこともあったが、最終的に中位で終わったため、遠征選抜試験に参加。
漆間 恒（うるしま わたる）
漆間隊隊長。銃手。16歳。黒いくせ毛が特徴。
遠征選抜試験では歌川1番隊に所属する。金にがめついらしく、初登場した説明会の時には『選抜試験に合格した評価』について具体的に聞き、選抜に合格したら給料をA級と同じに出来るのかなど聞き、合格した時の旨味や見返りが無いなら、試験を受けるよりも防衛任務を入れた方が良いと言い、その発言を聞いた水上や王子からは「相変わらずがめつい」「漆間（ウルティマ）らしい考え方」と言われており、城戸が選抜に通った隊員への特別手当を明言した事で試験には乗り気になった。トリガーは銃型トリガーとメテオラでダミービーコン、カメレオン、サイレンサーなど個人で点を取るために特徴的なトリガー構成をしているが直接的な戦闘描写がない。選抜試験の際に狙撃手と同じくバックワームを多用すること明かされている。B級の手当はトリオン兵討伐数に直結するため日常的に他の隊からトリオン兵の横取りを行っている。本人は悪びれる様子も無いが、オペレーターの六田によると、漆間がそう言う行動をするのは、たぶん自分のせいと言っている。
六田 梨香（ろくた りか）
漆間隊隊員。オペレーター。17歳。
遠征選抜試験では古寺6番隊に所属する。同時にいろいろ考えるのが苦手という弱点があり、ボーダーによる並列処理の評価もかなり低い。気が弱く、漆間の金にがめつい発言に困惑することも。

##### 諏訪隊
B級10位⇒12位。諏訪と堤による散弾銃型トリガーを用いた集中砲火と攻撃手のカメレオンによる奇襲・援護が強力な接近戦型の部隊。
諏訪 洸太郎（すわ こうたろう）
声 - 沼田祐介 / 演 - 田内季宇
諏訪隊隊長。銃手。男子大学生。21歳。
修と風間の模擬戦をオペレートしていた一人で、遊真の戦いを見たがっていたが修の善戦を評価した。大規模侵攻時には笹森を庇ったことでラービットのキューブ化の最初の被害者になった。故に公式からの愛称も「立方体」。くわえタバコがトレードマーク、さらに推理小説・ビール・麻雀好きと不良大学生の役満を揃えている。
口と柄が悪く、挑発的な言動や怒り・驚きで声を荒らげる場面が多く見られる。一方で、大規模侵攻の際にはキューブ化からの復帰早々にエネドラを訓練室に誘い込むことで味方に彼の能力とそれへの対策を見極める時間を与えた。ランク戦でも穂刈の牽制の狙撃に気付かず飛び出しかけた笹森を制する、自分を囮にして荒船隊の位置を明らかにするなど隊長として優秀な面も見せる。ガロプラ侵攻の際には途中から現場最年長ということで基地周辺迎撃部隊の指揮を執り、二宮たちの献策を指揮官として承諾する、要所で木崎と烏丸に制圧戦術への移行を指示するなどの統率力を見せた。
遠征選抜試験では隊長役に指名されており、オペレーターには宇井が選ばれ、隊員には隠岐、三雲、香取を指名した。指名コンセプトは「クジ番と勘」であり、自身を指名したことに反発した香取に対して、クジの番号は操作されていた可能性があることを発言した。
散弾銃型トリガーでアステロイドを散弾として運用している。二丁持ちをすることもあり、高火力で相手を倒す。
堤 大地（つつみ だいち）
声 - 徳山靖彦
諏訪隊隊員。銃手。男子大学生。20歳。
修と風間の模擬戦をオペレートしていた一人。その際の「模擬戦開始」「三雲ダウン」などのアナウンスは彼による。坊主頭に糸目の優しげな風貌。小佐野からは「つつみん」と呼ばれている。
諏訪が敵を攻撃している間に倒れている笹森を助け、諏訪と笹森がエネドラを引き付けている間に訓練室の設定を変更しに行く、など補佐的な行動を取ることが多い。
一方で、風間と修の模擬戦を最後まで見届けようとしたり、加古のチャーハンで2度ハズレを引く（1度のハズレで懲りない）など、ギャンブラー気質である。
遠征選抜試験では村上10番隊に所属する。
武器は諏訪と同じく散弾銃型トリガー／アステロイド。
笹森 日佐人（ささもり ひさと）
声 - 畠中祐
諏訪隊隊員。攻撃手。男子高校生。16歳。
そばかすが特徴。突破口を作るための諏訪隊の戦術的なキーマン。またシールドによる援護も行う。
大規模侵攻では諏訪の敵討ちに燃えていたが、風間達に諭されて撤退。その後のエネドラ戦では陽動のための囮役を務め、風間から好評を得る。
ランク戦では穂刈の言葉による揺さぶりにも動じず、ガロプラ侵攻の際には戦況を見据えた判断をするなど、成長を見せている。
遠征選抜試験では若村11番隊に所属する。
武器は弧月を使用。カメレオンも扱い陽動することも。
小佐野 瑠衣（おさの るい）
声 - 吉川未来
諏訪隊隊員。オペレーター。女子高校生。17歳。
堤と笹森に「おサノ（先輩）」と呼ばれている。のんびりとした口調で、先輩である諏訪や堤ともフランクに接している。
中学生まではファッションモデルをしていたが、途中で飽きて辞めてしまった。いつも舐めている飴は小南に譲り受けたもの。Cカップ。
遠征選抜試験では来馬5番隊に所属する。

##### 荒船隊
B級11位⇒10位。戦闘員全員が狙撃手という異色のチーム。狙撃スキルは3人とも折り紙付きで訓練でも上位常連。元々は隊長の荒船が攻撃手であったため、A級の三輪隊に近いコンセプトのチームであった。
荒船 哲次（あらふね てつじ）
声 - 竹本英史 / 演 - 手島章斗
荒船隊隊長。狙撃手。男子高校生。18歳。
鋭い目つきと常に被っている帽子が特徴。左利き。東・佐鳥と共に、雨取ら狙撃手の新人指導を行った。
荒い言葉遣いだが、年下にも全力のサポートを惜しまない合理的で面倒見の良い好人物。
ランバネインとの戦いでは高い射撃能力に加え、彼の攻撃を避ける俊敏さを発揮した。攻撃から避難するためによくビルから飛び降りる描写が目立つ。好きなものにアクション映画があり、「アクション派狙撃手」と称されている。過去に噛まれたことで犬が苦手でカナヅチ。
以前はマスタークラスの腕前を持つ攻撃手で村上にも指導をしていたが、木崎と同じ完璧万能手となるために狙撃手へ転向した。現在も戦況に応じて弧月を使用している。
遠征選抜試験では水上9番隊に所属する。
穂刈 篤（ほかり あつし）
声 - 泰勇気
荒船隊隊員。狙撃手。男子高校生。18歳。
あだ名は「ポカリ」。髪型はソフトモヒカン。本誌掲載時はトーン髪だったが、単行本では黒髪に修正されている。普段はほぼ無表情かつ口数も多くはないが、メールだと途端に饒舌になる。倒置法で喋る癖がある（メールの文面は普通）。ランク戦で交戦した諏訪隊の笹森とは本当は仲良し。
遠征選抜試験では来馬5番隊に所属する。
半崎 義人（はんざき よしと）
声 - 成瀬誠
荒船隊隊員。狙撃手。男子高校生。15歳。
帽子を逆向きに被っている。「ダルい」が口癖だが練習熱心な面もあり、当真や奈良坂に引けを取らない精密狙撃の名手である。
遠征選抜試験では若村11番隊に所属する。
加賀美 倫（かがみ りん）
声 - 柚木涼香
荒船隊隊員。オペレーター。女子高校生。18歳。
絵画や粘土細工を趣味とする芸術家。美術大学への進学が決定している。
遠征選抜試験では二宮8番隊に所属する

##### 那須隊
B級12位⇒7位。女性隊員のみで構成されたチーム。エースで隊長である那須が点を取り、他の隊員がそのサポートを行う戦法を取る。
那須 玲（なす れい）
声 - 桑島法子 / 演 - 田中梨瑚
那須隊隊長。射手。女子高校生。17歳。奈良坂の従姉弟。
トリオン体に関する研究に協力する形でボーダーに入隊した経緯を持つ。日常生活では病弱な様子を見せるが、トリオン体での活動は機動力を生かして俊敏に立ち回る。二宮と同様、射手でありながら単独でも高い戦闘力を持つ部隊のエース。
戦闘では主に「バイパー」、最近のランク戦では合成弾の「トマホーク」を使用する。通常バイパー使いはあらかじめ設定した弾道を使用するが、那須は戦況を踏まえリアルタイムで弾道を設定している。この技術はボーダー内では那須と出水しか修得していないため、彼と並んで屈指のバイパー使いと評されている。リアルタイム弾道設定が可能にするバイパーの全方位攻撃は、隊員の間では「鳥篭」と呼ばれている。
B級ランク戦Round3では鈴鳴第一に6連敗していたため、エースの村上を封じるのと、チーム構成がよく似ている玉狛第2と鈴鳴第一が相手ということで中距離での戦闘に絞る目的で、MAPを「河川敷A」にしてなおかつ天候設定を悪天候の「暴風雨」にすることで、MAPにあるたった一つの橋を壊すことで、村上を片側に置き去りにして封じ込めるという作戦を取ったが、部隊が合流する前に千佳のアイビスでの砲撃によって、たった一つの橋が落ちてしまい、東側にて1人で別役、来馬、三雲、千佳の4人を相手にすることになったが、バッグワームで隠れていた千佳を除いた3人に対してバイパーを使った攻撃で終始圧倒し、来馬のハウンドで致命傷を負いつつも、合成弾の「変化炸裂弾」によって千佳以外の3人を倒す活躍を見せたが、最後は来馬のハウンドによるダメージが致命傷となりトリオン切れで倒れてしまった。ガロプラ侵攻時には、熊谷と共にボーダー基地内にてウェン・ソーの相手をし、変装用トリガーや虚像を作るトリガー「藁の兵」に翻弄されつつも、バイパーで「藁の兵」を破壊し、最後は菊地原の強化聴覚による支援を受け、熊谷と共にウェン・ソーを倒した。
遠征選抜試験には体調を考慮して不参加となっている。
熊谷 友子（くまがい ゆうこ）
声 - 庄司宇芽香 / 演 - 美麗
那須隊隊員。攻撃手。女子高校生。17歳。那須隊結成の中心となった人物。愛称は「くま(ちゃん)」。
スタイルが良く、迅のセクハラに悩まされているため、度々鉄拳制裁を下している。
戦闘では主に、鍔のある「弧月」を両手持ちで使用する。那須のガードに回ることが多いため個人ポイントは高くはないが、剣の捌き、返し技はかなりのもので、ランク戦では村上相手にメテオラを併用した接近戦で善戦するなど、実力をつけつつある。
B級ランク戦Round3では、当初は作戦通りに部隊の合流を優先したが、千佳のアイビスでの砲撃によって合流のためのたった一つの橋が落ちてしまい、日浦と共に西側で遊真と村上の相手をすることになり、遊真が日浦を倒した後に村上と一対一の展開になり、メテオラを併用しての戦闘で村上相手に善戦するも、スラスターで飛ばしたレイガストにメテオラを吸着されてしまい、自爆の様な形で撃破されてしまった。結果的に自身では点は取れなかったが、解説をしていた迅と太刀川からは日浦共々奮闘は無駄ではなく、時間を稼ぐことで間接的に那須の3点獲得に貢献していたことと、橋を破壊目的で入れていた、メテオラを使った戦い方をしっかり磨いてものにすれば、強力な武器になりそうだと評されている。ガロプラ侵攻時には那須と共にウェン・ソーの相手をし、変装用トリガーや虚像を作るトリガー「藁の兵」に翻弄されトリオン切れを狙った攻撃を受けるが、影によって「藁の兵」の仕掛けに気づき、最後は菊地原の強化聴覚による支援を受け、那須と共にウェン・ソーを倒した。
遠征選抜試験では村上10番隊に所属する。
日浦 茜（ひうら あかね）
声 - 一木千洋 / 演 - 高橋果鈴
那須隊隊員。狙撃手。女子中学生。15歳。
帽子とおさげ髪が特徴。冷静な他の那須隊隊員に比べ、感情が豊かでやや泣き虫なところがある。奈良坂の弟子。
中学卒業と同時に三門市から引っ越すことが決定しており、それと同時にボーダー並びに那須隊を辞めることとなっている。
B級ランク戦Round3では、当初は作戦通りに部隊の合流を優先していたが、千佳のアイビスでの砲撃によって、合流のためのたった一つの橋が落ちてしまったために、熊谷と共に西側で遊真と村上の相手をすることになり、自身は熊谷の援護に回る。村上と熊谷から同時に狙われて右腕にダメージを負った遊真を狙撃するも、「グラスホッパー」で狙撃を交わされてしまい逆に居場所が知られてしまう。熊谷から逃げるよう指示を受けるも逃げずに遊真を単独で迎え撃つことにし、橋を破壊する目的で予め設置していたメテオラをライトニングでの狙撃で爆発させて建物を破壊し、アイビスでの狙撃による遊真の撃破を狙ったが、彼が右腕を切り離して作った即席の囮に引っかかり、一瞬の隙を突かれて彼に倒された。
猫好きなことがきっかけで、狙撃手合同訓練において千佳や出穂と仲良くなる。ボーダーを辞めて引っ越し当日には那須隊の隊員に自身の後任として出穂を推薦していった。
志岐 小夜子（しき さよこ）
声 - 広橋涼
那須隊隊員。オペレーター。女子高校生。16歳。
悪天候でも狙撃から正確な位置を割り出せる。
異性が苦手で、特に年上が相手だと「社会生活に支障を来たす」状態になるため引きこもり生活をしている（さすがに戦闘時は作戦室に来る）。那須隊は那須の体調を慮ってか作戦会議やミーティングを那須の自宅で行うが、それにもボイスチャットでしか参加しない。
那須隊の現在の隊服のデザインを担当しており、一部の男子隊員からは賞賛と尊敬を受けている。
遠征選抜試験では歌川1番隊に所属しており、男性が苦手な事を知る三上からは閉鎖環境試験を懸念視されており、初日からガチガチの状態となっている。

##### 柿崎隊
B級13位。戦闘員全員が万能手に寄せたトリガー構成で、状況に応じトリガーを切り替え、近距離・中距離に対応できる。基本的に単騎での戦闘は行わず、隊員全員で戦うフォーメーションを得意とする。格上相手には必要以上に慎重になってしまうが、その慎重さにより大規模侵攻の際はB級部隊の中で唯一誰もベイルアウトしなかった。
柿崎 国治（かきざき くにはる）
声 - 田中大文 / 演 - 松村龍之介
柿崎隊隊長。万能手。男子大学生。19歳。
嵐山とは同時期に入隊しており、2年前まで嵐山隊の隊員だったが、広報部隊に選ばれた際、自信が持てず脱退した。しかしボーダー内ではその人柄により多くの友人、後輩から慕われている人格者。
影浦による根付アッパー事件の時は偶然現場に居合わせ、影浦の弁明に当たっていた。
慎重な性格であり、基本的には隊員全員で固まって手堅く行動する方針だが、そのため判断が遅れがちになってしまっている。
戦闘では主に突撃銃型トリガーと弧月を使用し、状況に応じトリガーを切り替え、近接戦闘・中距離戦闘に対応する。
遠征選抜試験では隊長役に指名され、オペレーターには藤丸が選ばられ、隊員は影浦、別役、犬飼を選んだ。指名コンセプトは戦闘試験ではA級が参加すると考え、影浦が犬飼を嫌っているのを知りつつも敢えて犬飼を選んだ。
照屋 文香（てるや ふみか）
声 - のぐちゆり
柿崎隊隊員。万能手。女子高校生。16歳。
小南や那須と同じお嬢様校に通っている。
かつては奈良坂や歌川と「新人王」の称号を競った俊才。4年前に柿崎がテレビでインタビューを受けている姿を見て「この人は支え甲斐がありそう」と感じ、柿崎隊への入隊を決めた。
遠征選抜試験では水上9番隊に所属する。
戦闘では主に突撃銃型トリガーと弧月を使用する。
巴 虎太郎（ともえ こたろう）
声 - 井野優
柿崎隊隊員。銃手。男子中学生。14歳。
2年前は唯一の小学生正隊員だった。柿崎に憧れて柿崎隊への入隊を決めた。
遠征選抜試験では歌川1番隊に所属する。
戦闘では主に拳銃型トリガーと弧月を使用し、剣術に銃撃を交えて戦う。
宇井 真登華（うい まどか）
声 - 藤井ゆきよ
柿崎隊隊員。オペレーター。女子高校生。16歳。
猫を彷彿とさせる外見が特徴。柿崎が嵐山隊を脱退した後、綾辻の斡旋で柿崎隊に入隊した。
遠征選抜試験では諏訪7番隊に所属する。

##### 早川隊
B級14位⇒17位。作中未登場。
早川 悟（はやかわ さとる）
早川隊隊長。万能手。
トリガーは弧月とアステロイド、ハウンド。
船橋 了午（ふなばし りょうご）
早川隊隊員。銃手。
トリガーはアサルト型の銃トリガー。
丸井 星司（まるい せいじ）
早川隊隊員。銃手。
トリガーはアサルト型と珍しいグレネード型の銃トリガー。
田屋 麻美（たや あさみ）
早川隊隊員。オペレーター。

##### 松代隊
B級15位⇒18位以下。選抜試験時は「羽鳥隊」に名前が変わっており、隊長が変わったと思われる。
松代 仁（まつしろ ひとし）
松代隊隊長。銃手。
トリガーはアサルト型の銃トリガー。また鉛弾をセットしている。
箱田 正邦（はこだ まさくに）
松代隊隊員。特殊工作兵。
B級唯一のトラッパー。
土崎 祐也（つちざき ゆうや）
松代隊隊員。攻撃手。
トリガーは弧月。サブにダミービーコンをいれている。
羽鳥 歩（はとり あゆむ）
松代隊隊員。オペレーター。

##### 吉里隊
B級16位⇒18位以下。近・中距離に安定しているチーム。隊員の能力の底上げが課題。
吉里 雄一郎（よしざと ゆういちろう）
吉里隊隊長。銃手。
トリガーは突撃銃型の銃トリガー。また作戦に応じてトリガーを変えるために空きスロットが多い。
北添 秀高（きたぞえ ひでたか）
吉里隊隊員。万能手。
トリガーは突撃銃とスコーピオン。
家族構成から北添尋の弟と思われる。
月見 花緒（つきみ はなお）
吉里隊隊員。攻撃手。
トリガーは弧月。
家族構成から月見蓮の妹と思われる。
朝霧 あすか（あさぎり あすか）
吉里隊隊員。オペレーター。15歳。

##### 間宮隊
B級17位。戦闘員全員が射手で、接近した相手に対し3人同時に追尾弾の両攻撃（フルアタック）を浴びせて削り倒す「追尾弾嵐（ハウンドストーム）」を得意とする。
間宮 桂三（まみや けいぞう）
間宮隊隊長。射手。
鯉沼 三弥（こいぬま みつや）
間宮隊隊員。射手。
秦 稔（はた みのる）
間宮隊隊員。射手。
楠本 葵（くすもと あおい）
間宮隊隊員。オペレーター。15歳。

##### 海老名隊
B級18位⇒15位。桜子以外は作中未登場。ラウンド4で初の中位入りを果たしたが最後は漆間隊に抜かれて下位でフィニッシュ。
海老名 貴大（えびな たかひろ）
海老名隊隊長。万能手。
使うのは弧月とアサルト型のトリガー。
乙川 由紀人（おとがわ ゆきと）
海老名隊隊員。狙撃手。
イーグレットとライトニングをセットしている。
茂手木 翔（もてぎ しょう）
海老名隊隊員。攻撃手。
使うのはスコーピオンとグラスホッパー。軽量系のアタッカーと思われる。
武富 桜子（たけとみ さくらこ）
声 - 水沢史絵 / 演 - 伊波杏樹（第3弾から第4弾）、内田未来（第5弾）
海老名隊隊員。オペレーター。女子中学生。15歳。
ランク戦実況解説システム運営主任でもあるため、ランク戦ではスケジュールが合う限り実況を務めている。
C級の頃から上層部に実況システムのプレゼンを繰り返し、結果、解説も含めてランク戦はボーダー全体の練度をアップする場となった。ただし「（記録として残らない）解説の音声データを集める」という裏の目的もあり、基地の私室で録音した解説を一人ニタニタしながら堪能している。これは知っている人は知っているようで、おまけ4コマでは太刀川が東のものと思われる解説音声を求めて桜子の私室に突撃している。
遠征選抜試験では3日目の特別課題の『B級ランク戦の新しいルールを考えよ』の際には、ボーダー上層部らと共に解答の採点を行っていた。

##### 茶野隊
B級19位。第二の嵐山隊を作る目的で根付が結成させたメディア向けアイドル部隊。B級昇格の際には根付の手心があった可能性があるが、本人達はそのことを知らず至って真面目に取り組んでいる。
茶野 真（ちゃの まこと）
声 - 高岡香
茶野隊隊長。銃手。男子高校生。16歳。
帽子に「C」の手作り缶バッジをつけ、左目を前髪で隠している。趣味は帽子集めと缶バッジ作り。
大規模侵攻時では、修を助けるために黒トリガーを起動した遊真を敵方の人型近界民と誤認して攻撃してしまう。続くランバネイン戦では強化トリガーの力に圧倒され、藤沢と共にベイルアウトする。二丁拳銃を使用する。
藤沢 樹（ふじさわ いつき）
声 - 庄司宇芽香
茶野隊隊員。銃手。男子高校生。16歳。
茶野と同じく二丁拳銃タイプ。胸元に「F」の缶バッジをつけている。アイドル部隊繋がりか、嵐山を「先輩」と呼んで慕う。
東を逃すために囮を申し出る、真面目で機転の利く性格。
十倉 恵（とくら めぐみ）
茶野隊隊員。オペレーター。高校生。17歳。

##### 常盤隊
B級20位→16位。チーム全員がサイレンサー持ち。
常盤 守（ときわ まもる）
常盤隊隊長。攻撃手。
斎藤 鴇哉（さいとう ときや）
常盤隊隊員。狙撃手。
宇都宮 和歌（うつのみや わか）
常盤隊隊員。銃手。
計良 佳伸（けら よしのぶ）
常盤隊隊員。攻撃手。
七尾 葉月（ななお はづき）
常盤隊隊員。オペレーター。

##### 玉狛第2（三雲隊）
B級21位⇒2位。大規模侵攻後に正式に結成。遠征部隊を目指している。A級にも引けを取らない戦闘能力を持つエースの遊真を、修と千佳がそれぞれスパイダーとライトニング+鉛弾で援護する戦法を取る。ROUND7からはヒュースが加入する。
三雲 修
玉狛第2（三雲隊）隊長。射手。中学生。15歳。
戦闘力は低いが、戦術でそれを補う頭脳派。主にレイガストとアステロイドを使用。後にスパイダーを使ってのサポート技を覚える。

空閑 遊真
玉狛第2（三雲隊）隊員。攻撃手。中学生。15歳。
高い戦闘力と豊富な戦闘経験を併せ持つ、玉狛第2のエース。主にスコーピオンとグラスホッパーを使用。

雨取 千佳
玉狛第2（三雲隊）隊員。狙撃手。中学生。13歳→14歳。
黒トリガーレベルのトリオン能力の持ち主。主にアイビスを使用し、砲撃で地形を変化させる役割を担う。後に絵馬から高いトリオン能力を活かしたライトニング+鉛弾での狙撃を教わる。

ヒュース
玉狛第2（三雲隊）隊員。攻撃手。16歳。ボーダーの捕虜となったアフトクラトルの近界民。主に弧月とバイパーを使用。

宇佐美 栞
玉狛第2（三雲隊）隊員。オペレーター。高校生。17歳。玉狛第1と兼任。

#### C級
夏目 出穂（なつめ いずほ）
声 - 今野宏美
ボーダー本部所属のC級隊員。狙撃手。中学生。14歳。
千佳と同期で入隊し、以降は彼女と行動を共にすることが多い。トリオン兵相手にも物怖じしない勇敢で勝気な少女。修や遊真や千佳と同じ中学校に通っている。狙撃手としては経験が浅いが、持ち前の視力の良さと当真という師を得たことにより成長しつつある。日浦の引越し時には千佳と共に来ており、日浦から自身の後任として推薦され、那須隊の隊員からは歓迎され、千佳の言葉もあり、B級昇格後の那須隊入りが決まった。
最初は千佳を馬鹿にしていたが、程なくして「チカ子」「出穂ちゃん」と呼び合う仲になり、大規模侵攻では身を挺して千佳を庇い逃そうとする頼りがいのある戦友となった。その後も千佳との付き合いが深くその影響で玉狛支部にも出入りしたりしており、本人は千佳と同じ玉狛第2のメンバーである、遊真やヒュースが近界人であることも知っている。B級ランク戦round7後にヒュースが近界人だという噂がC級内で流れた時は詳しい内容を玉狛のメンバーに教えた。
「メガネ先輩（修）」、「おちび先輩（遊真）」、「リーゼント先輩（当真）」「土下座返し先輩（佐鳥）」など、知人を自分流の愛称で呼ぶことが多い。
大規模侵攻で助けた猫をよく頭の上に乗せている。
甲田 照輝（こうだ てるてる）、早乙女 文史（さおとめ ふみふみ）、丙 秀英（ひのえ ひでひで）
声 - 金本涼輔（甲田照輝）、新井良平（早乙女文史）、半田裕典（丙秀英）
ボーダーC級隊員3人組。中学生で樫尾の後輩。遊真と同期で、彼からはまとめて「新三バカ」と呼ばれる。甲田、早乙女は射手、丙は攻撃手。
甲田は戦闘訓練で約1分を記録するなど素質はあるらしいが、嵐山隊をマスコット呼ばわりするなどボーダーについて間違った知識を持っていたり、中二病じみた発言をしたりしている。
「辰の陣」など10個の陣形をもっており、大規模侵攻時には「酉の陣」でバムスターを倒している。

#### ボーダー本部上層部
城戸 正宗（きど まさむね）
声 - 桐本拓哉 / 演 - 早乙女じょうじ
ボーダー本部司令・最高司令官。ボーダーのトップに立つ男性。42歳。左眉辺りに残った大きな傷が特徴。近界民に対しては強硬派の対応を取るボーダーの最大派閥「城戸派」のトップ。
ボーダーのルール、防衛計画、巨大基地建設などを発案・主導してきた厳格な人物。近界民を激しく憎悪している。過去に鬼怒田、根付、唐沢の3人を自らスカウトした。
ボーダー創設メンバーの1人で、有吾や迅の師匠の最上は同期。そのため遊真のことも忍田に言わせれば「何も言わないが気にかけている」らしい。
ボーダーを大きくすることに心血を注いでいて、記者会見時、修の発言を上手く取り、近界民の世界に行く計画を発案した（すでに近界の世界に行っているということは表向きは秘密にしている）。
忍田 真史（しのだ まさふみ）
声 - 草尾毅
ボーダー本部長。33歳。街の防衛を第一とし、近界民に対しては中立、専守防衛的な思考を持つ「忍田派」のトップ。正義感が強く、規律違反とはいえ市民を守ろうとした修の行動を評価し、彼の解雇処分に反対した。
有吾に恩義を抱いており、遊真が彼の息子と聞かされた時は部隊を引き下げることを提案し、黒トリガー争奪戦では嵐山隊を救援に向かわせている。
A級1位の太刀川に剣術を教えた師であり、本部においてノーマルトリガー最強の男と称されている。アフトクラトル侵攻の際は現場へ赴きエネドラによる本部襲撃を食い止めるのに大きく貢献した。
鬼怒田 本吉（きぬた もときち）
声 - 塩屋浩三
本部開発室長。恰幅の良い男性。48歳。城戸派。
口が悪く厳格な態度を取っているが、門の誘導システムの開発、本部基礎システムの構築、ノーマルトリガーの量産など態度相応の功績を幾つも挙げている。
バツイチで、別れて暮らす中学一年生の娘がいる。娘と年の近い千佳に対しては重なる部分があるようで優しく接しており、大規模侵攻後は彼女にもベイルアウトを持たせるべきだとごり押ししていた。
根付 栄蔵（ねつき えいぞう）
声 - 島田敏
メディア対策室長。痩身、たれ目で鼻の大きな男性。39歳。城戸派。
あらゆるメディアに対応し、ボーダーの印象向上と問題の処理・隠蔽に奔走している。ボーダーに否定的な者が少ないのは彼のおかげである。
唐沢 克己（からさわ かつみ）
声 - 竹本英史
外務・営業部長。33歳。城戸派だが、組織の利益になると考えた際には柔軟な対応を取る。
ボーダーの資金の調達の他、三門市、県、国、外国などの協議・交渉を一手に担う。あらゆる状況を客観的に見ることが出来る。学生時代はラグビーの経験があり、腕っぷしにも自信がある模様。愛煙家。
大規模侵攻後、入院中の修の元に現れ修達を連れ出してボーダーの記者会見会場に連れて行く。修のことを「馬鹿正直なヒーロー」として評価している。

#### ボーダー玉狛支部
林藤 匠（りんどう たくみ）
声 - 藤原啓治（1stシーズン）→津田健次郎（2ndシーズン以降） / 演 - 鯨井康介（第2弾から第3弾までは声のみの出演）
玉狛支部支部長。34歳。眼鏡をかけた愛煙家の男性。迅達の直属の上司にあたる。
飄々とした性格。有吾に恩義を抱いており、遊真の保護を目的に玉狛支部に勧誘した。
作者によれば、かつて風間の兄の師匠だったことがあり、そのため彼を「蒼也」と名で呼んでいる。
林藤 陽太郎（りんどう ようたろう）
声 - 浦和めぐみ / 演 - 芝崎郁久也・立花利仁（Wキャスト）
玉狛支部所属の5歳児。「動物と会話できる」サイドエフェクトの持ち主だが、意思疎通ができるだけで雷神丸をはじめ大半の動物には言うことを聞いてもらえていない。玉狛第2のメンバーに対しては、「先輩」を自称し色々と世話を焼きたがる。また、捕虜として玉狛支部に預けられたヒュースとは一緒にランク戦の記録を見たりと、仲睦まじい関係となっている。
読み切り版でも登場し、迅に助けられた。アニメ版第60話では彼を主役としたオリジナルストーリーが描かれている。
戸籍上は林藤匠の親戚に当たるが、その正体は旧ボーダーの同盟国であったアリステラ王家の王子。
雷神丸（らいじんまる）
声 - 浦和めぐみ
林藤がどこからともなく拾ってきたカピバラ。陽太郎や小南からは犬だと思われている。また、ほとんどの玉狛支部のメンバーからはオスだと思われているが実際はメスである。常に陽太郎と一緒に行動しており、よく彼を背中に乗せて散歩しているが、完全に舐めきっているため命令を聞くことはない。
その正体はアリステラの冠トリガーであり、「陽太郎を守る」という役目を与えられている。
ミカエル・クローニン
声 - 竹内良太
玉狛支部所属のエンジニア。ゆり同様草壁・片桐両隊ととも県外へ隊員スカウトに出ていたため、本編初登場は第161話。「小南嬢」「若（陽太郎）」など古風な表現をする。
カナダ人という「設定」だが実際は近界民であり、容姿が東洋人的でないヒュースは対外的には彼の親戚という設定になった。ただし東によればミカエルが近界民であることは遠征経験組には周知の事実であり（黒トリガー争奪戦時に風間も言及している）、林藤がヒュースにクローニン姓を名乗らせたのには、彼ら遠征組へヒュースが近界民であると暗に伝えるメッセージもあるとのこと。
林藤 ゆり（りんどう ゆり）
声 - 能登麻美子
玉狛支部所属のオペレーター。林藤匠の姪。後姿はクローニン同様、55話の時点で明らかになっていたが、本編初登場および、名前が判明したのは161話である。162話にて、修に旧ボーダーに起きた悲劇を語った。

#### ボーダー職員
沢村 響子（さわむら きょうこ）
声 - 桑島法子
ボーダー本部長補佐。25歳。迅のセクハラに悩まされている。東とは同期。
忍田に好意を寄せているが、任務優先のために隠し続けている。元は防衛隊員で攻撃手だったが、現在は本部運営に転属し、防衛任務での経験を活かし現場隊員へのサポートを行う。
水沼 誠二（みずぬま せいじ）
ボーダー人事部部長。10巻の回想シーンで修の応対をした。三門市立第三中学校3年3組の担任・水沼の父。
寺島 雷蔵（てらしま らいぞう）
声 - 荒井聡太
開発室チーフエンジニアの一人。21歳。
3年前までは戦闘員で当時トップクラスの弧月使いだったが、弾丸トリガーの強化と流行に腹を立てエンジニアに転向。対弾丸トリガー用のブレードとして、シールドとスコーピオンをベースにレイガストを製作した。その他にスラスターやメテオラの開発も担当した。ラボでの専門は「トリオン反応によって生じる衝撃波の観測と制御」。
ラッド化したエネドラへの対応も任されており、自分の趣味である映画を介してそれなりに友好な関係を築いている模様。
忍田 瑠花（しのだ るか）
陽太郎の実の姉であり、旧ボーダーの同盟国であったアリステラ王家の生き残りである少女。アリステラが滅んだ際に母トリガーを継承している。現在は「神」には成らずにボーダー本部で母トリガーを動かしている。
唐沢によって戸籍を弄ってもらったことで戸籍上は忍田本部長の親戚になっている。修や遊真に対して、「ボーダーがここまで大きくなったのは、殆どが私たちの存在と唐沢の尽力に由るもの」と語った。

### ボーダー元構成員
空閑 有吾（くが ゆうご）
声 - 田中秀幸
空閑遊真の父親。ボーダー創設メンバー。故人。
こちら側の世界の出身。レプリカと息子の遊真を連れ、近界を旅していたが、4年前に瀕死の遊真を助けるために、自ら黒トリガー（遊真のトリガー）となり絶命した。サイドエフェクトは嘘を見抜くこと（後に遊真に継承された）。
遊真によると、自分が損をしても他人の世話を焼く性分らしく、その点で修と似ているらしい。
ボーダーでは城戸と同期で、林藤・忍田の先輩にあたる。
最上 宗一（もがみ そういち）
有吾の友人。迅の恩師。ボーダー創設メンバー。故人。かつては有吾のライバルだった。
遊真は最上を頼ってこちら側の世界にきたが、5年前すでに黒トリガー「風刃」を残し亡くなっていた。生前は、現在迅が愛用しているサングラスと同じ型のサングラスを着用していた。
鳩原 未来（はとはら みらい）
声 - 前田愛
元・二宮隊隊員。狙撃手。高校生。18歳。
東の直弟子で、レイジにとっては妹弟子にあたる。千佳と同様に「人を撃てない」という性格(ランク戦でカメレオン使用中の歌川を誤射した際には嘔吐して寝込んだほど)だが、逆に相手の武器を狙って破壊するという精密射撃技術を持っており、これは弟子である絵馬にも受け継がれている。
千佳の兄・麟児と同時期に門を抜けて失踪しており、彼の語っていた「協力者」と目されている。また麟児の持っていたトリガーも彼女から流れたものと思われる。現在は失踪状態のまま隊務規定違反で除隊扱いとなっており、連帯責任で当時A級だった二宮隊はB級に降格された。ただしこれらの「事実」は模倣行為を警戒する上層部によって隠蔽されており、絵馬などは「鳩原が人を撃てないことで隊全体が懲罰的にB級に降格され、鳩原本人も干されたことに絶望して失踪」と認識している。事実を知っているのは上層部以外には当事者である二宮隊、師匠の東と兄弟子の木崎、追跡の任を受けた風間隊、および二宮の訪問後に木崎から「他言無用」を条件に聞かされた玉狛第2メンバーだけだったが、後日外食時に二宮隊の面々と隣席になったことで小南と栞も知るところとなった。
近界に行きたがっていた理由は、弟が近界に連れ去られたためであり、弟を探しに行くために遠征選抜を目指していた。
神田 忠臣（かんだ ただおみ）
元弓場隊隊員。高校生。
12月まで弓場隊に所属しており、頭も良く模試もずっと良かったが、大学受験に専念する為ギリギリまでランク戦をやって除隊した。里見からは「派手ではないがめちゃ上手い人」と言われており、かつて弓場隊で共に戦っていた王子曰く「かゆいところに手がとどく男」。大学は九州の建築系の大学に進学予定。
九條 真都（くじょう まと）
旧ボーダーのメンバーの一人。5年前の戦争を機にボーダーを脱退し、現在は一般人として生活している。
風間 進（かざま しん）
風間蒼也の兄。故人。5年前の戦争に参加した際に亡くなった。

### 近界民たち

#### アフトクラトルの近界民たち
ハイレイン
声 - 佐々木望 / 演 - 中村誠治郎（第4弾は声のみの出演）
大規模侵攻の司令官。また四大領主の一人で、アフトクラトルにおいて非常に重要な地位に就いている。慎重派で作戦も陽動や分断を好む。29歳。身長180cm。使用トリガーは「卵の冠（アレクトール）」。
大規模侵攻では緑川や出水、烏丸を撤退に追い込み修を追い詰める。しかし、レプリカの遠征艇システム攻撃、三輪・遊真の攻撃、更に修の機転により千佳の捕獲をやむなく諦め、ミラ達と共に三門市から撤退する。
ヴィザ
声 - 中博史 / 演 - 根本正勝
65歳。身長176cm。使用トリガーは「星の杖（オルガノン）」。
好々爺然とした風貌だが、アフトクラトルの国宝を操る作中随一の実力者。剣の達人で、なおかつ戦闘経験も豊富で搦め手からも戦況を動かすことができる豪傑。
大規模侵攻ではレイジを撃破したのち遊真と対峙するも二重トリオン体を使った遊真に敗北。ハイレイン達と共に三門市から撤退する。
過去にヒュースに剣を教えたことがある。
ミラ
声 - 小堀友里絵 / 演 - 松葉朋実（第4弾は声の出演）
一団のオペレーターを務める女性。23歳。身長162cm。使用トリガーは「窓の影（スピラスキア）」。任務を遂行することへの従順さと、それを妨げるものは容赦なく排除する冷徹さを持つ。
大規模侵攻では主にハイレインと連携し、空間を操る黒トリガーを駆使しボーダーを追い詰めるも、レプリカに遠征艇を操作されたことによりやむなく三門市から撤退する。
エネドラ
声 - 古川登志夫 / 演 - 丸山龍星（第4弾は声の出演）
右目が黒く染まっている男性。20歳。身長182cm。使用トリガーは「泥の王（ボルボロス）」。
好戦的な性格で玄界の人間を見下した言動を取るが、戦闘においては柔軟な面を見せる。トリガーホーンが脳まで根を張った影響により、右目が黒くなっている。ミラによると、角を移植する以前は聡明な少年だったらしい。
大規模侵攻では風間を撃破したのちボーダー本部基地に攻め込み、ボーダーの一般職員を6名殺害するなど暴れまわるが、諏訪隊が仕掛けた足止めによって「泥の王」の弱点を見破られ、最後には忍田率いる合同部隊に敗北。それまでの素行不良や命令違反も併せて排除の大義名分とされ、ミラに生身の左手を斬り落とされ、さらに、「泥の王」を奪われ、殺害された。遺体はトリガーホーンごとボーダーに回収され、のちにホーンをラッドに移植されたことで人格と記憶が復活。主にハイレイン達への復讐を理由として、ボーダーに情報提供などの協力を約束した。
ランバネイン
声 - 柳田淳一 / 演 - 新井將
色黒の男性でハイレインの弟。豪快かつ大雑把な性格。24歳。身長202cm。使用トリガーは「雷の羽（ケリードーン）」。
大規模侵攻では茶野隊をはじめとする多くのB級隊員を追い込むも、途中で加わった、出水、緑川、米屋の連携攻撃と個々の実力によって徐々に余裕が無くなり、そこを突かれた東の指揮による数の優位を連携攻撃に翻弄され、最後は合同部隊による、周囲の全員から防御を受けた米屋の槍に突かれて敗北。ハイレイン達と共に三門市から撤退する。
ヒュース
声 - 島﨑信長 / 演 - 阪本奨悟（第2弾）、山本一慶（第4弾から第5弾）
16歳。身長171cm。使用トリガーは「蝶の楯（ランビリス）」。
生真面目な性格で、アフトクラトル最新鋭のトリガーを操り、使い手としても優秀。角付きで実戦配備された中では一番新しい世代で、安定性・トリオン拡張性も過去最高の逸材でもある。
大規模侵攻では迅に足止めされ交戦するも、ハイレインの当初からの意向により交戦中のまま三門市に取り残された。
その後はボーダーの捕虜として身柄を確保され、玉狛支部に軟禁されていた。玉狛支部では比較的自由に生活しており、ランク戦を観戦した際は陽太郎に見せられたデータから、出場している部隊の力量差を的確に評価している。
ガロプラによる襲撃の際、秘密裏に彼らと接触することでアフトクラトルへ帰還しようとしたが、レギンデッツから祖国に見捨てられたことを知らされる。国に帰るためアフトクラトルまでのガイド役として修・本部と取引し、玉狛第2に入ることを前提にボーダーに入隊。入隊式当日にB級へと昇格を果たし、ROUND7当日に正式に玉狛第2に入隊する。
ボーダーでの主な使用トリガーは「弧月」と「バイパー」で、他に玉狛第2に足りない要素を考えて「エスクード」を追加している。「バイパー」に関しては烏丸から、「那須さん程では無いが、毎回キッチリと弾道を操作出来る」と評されている。
ROUND7開始直後は、まず遊真と合流しモール内の電源を操作していた太一を強襲し撃破。その後遊真と共に影浦隊と鈴鳴第一の戦闘に乱入。「エスクード」による分断戦術などで戦闘を有利に進めるも思うように点差を縮められなかった。
後半は東隊との決戦となり、自らは東に倒されながらも足にダメージを与えることで撤退を余儀なくさせた。
ROUND7終了後、C級隊員を中心に「大規模侵攻時に攻め込んできた近界民ではないか？」という噂が立ったことから、根付の主導により「玉狛第1の隊員候補としてスカウトし訓練していたミカエル・クローニンの親戚で、迅がA級に復帰したため第2にスライド入隊させた」という噂の上書きによる対策がとられた。
遠征選抜試験では若村11番隊に所属する。閉鎖環境試験では日本語が読めないため、細井のサポートを受けて試験を行なっている。

#### ガロプラの近界民たち
ガトリン
声 - 江川央生 / 演 - 小柳心
ガロプラ遠征部隊隊長。35歳。身長189cm。額に大きな傷があり、無精髭を生やした筋骨隆々の男性。使用トリガーは「処刑者（バシリッサ）」。故郷には妻と8歳の息子がいる。
アフトクラトルから玄界の足止めを命じられ、隊長としてその指揮を執る。「玄界の意識をガロプラに向かせる」というアフトクラトルの真意を察知し、玄界の恨みを買わないようにしつつも足止めの任務を遂行しようとする、高い手腕を持つ。天羽のサイドエフェクトによる見立てだと、忍田クラスの実力者である。
コスケロ
声 - 津田健次郎
ガロプラ遠征部隊副隊長。28歳。身長191cm。顎髭を生やした長身の男性。使用トリガーは「黒壁（ニコキラ）」。
天涯孤独の身で軍に拾われ、雑用・見習いから現在の地位まで登りつめた。ボーダー本部基地への潜入作戦では基地外部でトリオン兵を率いての妨害を担当する。屋上にトリオン兵・ドグを送りつけ、狙撃手達を妨害する。三輪と米屋に発見されてからは、防御系トリガーの黒壁を駆使して戦うが、迅の風刃による遠距離斬撃により敗北する。
ウェン・ソー
声 - 園崎未恵
ガロプラ遠征部隊隊員。24歳。身長164cm。髪をポニーテールにしている女性。使用トリガーは「藁の兵（セルヴィトラ）」。
遠征部隊の紅一点でありながら、ボーダー本部強襲組に加わり、一人で敵の足止めを任せられるほどの戦士。変装用トリガーや煙幕等、トリッキーなトリガーを多用しながら接近戦を仕掛ける戦い方を得意とする。ボーダー本部基地への潜入作戦では那須と熊谷の二人と対峙する。変装用トリガーや虚像を作るトリガー「藁の兵」を用いて熊谷を緊急脱出寸前まで追い詰めるが、菊地原のサイドエフェクトによる援護により本体を見破られ、熊谷と那須の反撃を受けて敗北する。
レギンデッツ
声 - 村瀬歩
ガロプラ遠征部隊隊員。17歳。身長171cm。明るめの髪を首元までストレートに伸ばした青年。愛称は「レギー」。使用トリガーは「竜剣（テュガテール）」。
過去にアフトクラトルがガロプラに侵攻した際にハイレインたちに遭遇しており、アフトクラトルには嫌悪感を抱いている。ボーダー本部基地への潜入作戦では基地外部でドグを率いての妨害・陽動を担当する。戦線が押され始めた際は市街地へ攻撃するそぶりを見せ、敵の動揺・戦力の分散を図るが失敗。その後ヒュースと遭遇した際に玄界からの恨みをアフトクラトルに向けさせるよう目論んだが、ヒュースと陽太郎の演技によりこちらも失敗する。
ラタリコフ
声 - 豊永利行
ガロプラ遠征部隊隊員。17歳。身長174cm。黒髪でスポーツ刈りの青年。愛称は「ラタ」。使用トリガーは「踊り手（デスピニス）」。
若手でありながら、玄界遠征ではボーダー本部強襲組に加わる、冷静沈着な実力者。円環状のブレードが付いた多数の浮遊する球体型トリガー「踊り手」を操り、隊長のガトリンを援護しつつ、ボーダートップクラスの攻撃手である風間と渡り合う。
遠征艇襲撃失敗後レギンデッツと共に街を見て回っていた最中に、陽太郎を連れた迅と匠と会い、会談によって玄界から手を引くことと今後攻めてくる可能性のあるアフトクラトルの属国の情報を条件にボーダーの近界遠征を50日程度遅らせるようにすると提案され、遠征艇に帰還後ガドリンらと話し合い、玉狛支部と同盟を結ぶ事を決めた。
ラタリコフは偽名であり、本当の名前は『オルカーン・マーダック』で逃亡中のガロプラの第四王子。
ヨミ
声 - 白石涼子
ガロプラ遠征部隊隊員。14歳。身長157cm。常に黒いヘルメットをかぶった青年。
アイドラの操縦装置を独自に開発した天才エンジニア。遠征部隊では基本的に戦場には出ず、遠征艇から他の戦士のサポートをする。ボーダー本部基地への潜入作戦ではアイドラを遠隔操縦し、基地外部で妨害・攪乱を担当する。
「完全同時並列思考」のサイドエフェクトを持ち、2体のアイドラを同時に完璧に操作できる。

#### カルワリアの近界民たち
ライモンド
声 - 増谷康紀
カルワリアの防衛団長。有吾とは旧知の仲でおり、有吾が黒トリガーになって死んだ時には遊真にこれまでの恩を述べ、無理をせずにこれ以上は戦わなくていいと言った。
イズカチャ
声 - 鎌田梢
ライモンドの娘。父親と同じく色黒で遊真より年上。遊真に初対面で男と間違えられたことがあり、その後はその事を理由に遊真を弄っていたらしい。
ヴィッターノ
声 - 鉄炮塚葉子
ライモンドの息子で、イズカチャの弟。父親と同じく色黒で遊真より年下。

### 一般市民
雨取 麟児（あまとり りんじ）
声 - 野島裕史 / 演 - 櫻井圭登（声のみ出演）
千佳の兄。修の元家庭教師。失踪当時20歳。
ボーダー内の「協力者」と取引を行い、秘密裏にトリガーを手に入れて、近界への門を探ろうとした矢先に行方不明になった。誘拐される前に千佳の抱える問題を修に話しており、自分がいなくなった時は彼女を守ってほしいと頼んでいた（これは修がボーダーに入隊する切っ掛けの一つとなっている）。
春川 青葉（はるかわ あおば）
声 - 三上枝織
千佳の小学校時代の友人。当時から近界民に狙われていた千佳にも親身になって接していた少女。その後、近界民にさらわれ、消息不明になっている。
テレビアニメ版で、本名が公開された。
三雲 香澄（みくも かすみ）
声 - 前田愛
修の母。39歳だが、度々姉と間違われるほど若々しい。常に無表情でクールな印象だが、顔色ひとつ変えずに突拍子もない発言をすることがある。
当初は、修のボーダー入隊に猛反対していたが、記者会見での姿に強い意志を感じ、応援するようになる。
夫は橋を建設する仕事のため、海外に単身赴任中。得意料理は修の好物でもあるクリームコロッケ。

#### 三門市立第三中学校の関係者
森林（もりばやし）
声 - 徳山靖彦
男性教師。3年の学年主任。
水沼（みずぬま）
声 - 庄司宇芽香
女性教師。3年3組の担任。
一之瀬（いちのせ）
声 - 中尾衣里
3年3組の女子生徒。運動部に所属する物静かな少女。
二ツ木（ふたつぎ）
声 - 小堀友里絵
3年3組の女子生徒。文化部に所属する快活な少女。
三好（みよし）
声 - 半田裕典
3年3組の男子生徒。ボーダーのファンで正隊員の名前を全員把握している。かつてボーダー入隊試験を受けたがトリオン不足で落とされた。
四ツ谷（よつや）
声 - 新井良平
3年3組の男子生徒。ボーダーについて熱く語る三好に少し呆れている。
三バカ
声 - 岩田光央（1号）、根本幸多（2号）、三浦祥朗（3号）
3年3組の男子生徒3人組。不良グループ。修をイジメていたこともあったが、彼がボーダー隊員だと分かると大人しくなった。
嵐山 副（あらしやま ふく）、嵐山 佐補（あらしやま さほ）
声 - 菅沼久義（副）、今野宏美（佐補）
嵐山の双子の弟妹。嵐山からは溺愛されている。

### アニメオリジナルキャラクター
オカダ
声 - オカダ・カズチカ
第24話に登場。ボーダーC級隊員。
ゼノ
声 - 阪口大助
トリオン兵の天才エンジニアである少年。戦争の兵器として利用されることを拒むリリスを連れてエルガテスから逃走し、こちら側の世界にやって来た。
リリスや自身のトリオン兵には心を開き、思いやりを持っている。修たちに対しては自らを「ゼノ様」と呼ぶよう強要するなど傲慢な発言が目立つが、数々の経験を通して彼らとは互いを信頼し合う仲に至った。
リリス
声 - 能登麻美子
ゼノと共にエルガテスから逃亡してきた美少女。天真爛漫な明るい性格。その正体は人型トリオン兵であり、凄まじい戦闘力を持つ。
ギーヴ
声 - 櫻井孝宏
ゼノとリリスを執拗に狙う青年。その正体は、リリスより以前に創られ「失敗作」の烙印を押された人型トリオン兵であり、ゼノを憎む偽りの記憶を植え付けられていた。
自らを生み出したラミアを心から慕い、見捨てられたと知りながらも最期まで彼女に尽くす意志を貫いた。
カロン
声 - 玉川砂記子
自律型トリオン兵。ギーヴに付き従うものの、実際には彼を見下す残忍な本性を持つ。遊真との戦闘時、ギーヴのトリガーと結合して黒トリガーに変化した。
ギーヴを利用しゼノや修たちの始末を目論むが失敗に終わり、自爆するギーヴと運命を共にした。
ラミア
声 - 玉川砂記子
エルガテスで一番の科学者で、リリスとギーヴの製作者。
武田 心愛（たけだ ここあ）
声 - Pile
第60話に登場。とある街で陽太郎が出会った中学生の家出少女。

## 用語

### 地理

#### こちら側の世界
主人公らが生活する世界。近界民の住む「あちら側の世界」の対語。近界民からは「玄界（ミデン）」と呼ばれている。人口の多さやトリオン技術が発展していないことから、近界民からも異質な世界であると認識されている。
三門市（みかどし）
本作の主な舞台。人口は約28万人。ボーダーの活動拠点であり、近界からの侵攻門を誘導して他の地域に被害が出ないようにしている。
三門市立第三中学校（みかどしりつだいさんちゅうがっこう）
修や遊真たちが通っている学校。ボーダーの活動のために隊員である学生には優遇措置がとられている。
三門市立第一高等学校（みかどしりつだいいちこうとうがっこう）
ボーダーと提携する普通校。
六頴館高等学校（ろくえいかんこうとうがっこう）
ボーダーと提携する進学校。
星輪女学院（せいりんじょがくいん）
お嬢様校。ボーダーとは提携していないが、通っている隊員が一定数存在する。
警戒区域 / 旧東三門
ボーダーが本部周辺に設定したエリア。門の誘導装置がボーダー本部にあり、トリオン兵と遭遇する可能性が高くなるため、一般人は立ち入り禁止となっているが、厳密な侵入規制はされておらずバリケードも有刺鉄線のみである。住民は既に移住しているが、建物はほぼそのままの状態で残っている。
放棄区域
警戒区域の周辺部で、住民がいなくなったため無人となった地域。放棄区域といっても住居の所有権は元の住民に残っているため、防衛任務の際は被害を抑えるべく行動する隊員も多い。
旧弓手町駅
警戒区域から近いため放棄された駅。遊真と三輪隊による戦闘が行われた。
蓮乃部（はすのべ）
東三門の隣町。修が通っていた小学校がある。『賢い犬リリエンタール』には同名の市が登場する。
四塚市（しづかし）
テレビアニメ版オリジナルエピソード「逃亡者編」の主な舞台。三門市からは遠い場所にある。ボーダーの合宿場、キャンプ場、廃遊園地、プール、採掘場跡など様々な施設を有する観光都市。
五島市（ごとうし）
「逃亡者編」の舞台の1つ。三門市の隣町。多くの高層ビルが建ち並ぶ大都市。
七尾市（ななおし）
「逃亡者編」の舞台の1つ。大きな湖がある。
二稜市（にりょうし）
「逃亡者編」で登場した地名の1つ。
八門市（やかどし）
「逃亡者編」で登場した地名の1つ。

#### 近界（ネイバーフッド）
近界民が住む世界。「あちら側の世界」とも表記される。こちら側の世界のように国境で分けられているのではなく、宇宙のような暗黒空間に巨大なトリガーで作られた星が浮いており、その上に国が成り立っている。星の軌道は様々であり、一定の軌道を周回する惑星国家と、一定の軌道を持たずに近界中を飛び回る乱星国家などが存在する。星は定期的（百年単位）にひたすらトリオンを供給し続ける生贄となる人間を交換しなければ衰退していく。
アフトクラトル
近界最大級の軍事国家。別名「神の国」。星の生命線である「神」の寿命が近づき、神候補を探すために大規模侵攻でこちら側の世界に戦闘を仕掛けて来た惑星国家。
星を形成するトリガーに生贄として同化させる人間を「神」と呼称し、トリオン能力に優れた者を遠征等で厳選して「神」にしてきたことで国力を上げて来た。現在の「神」の寿命が残り短く、星の滅亡の危機にあるため、様々な国家に遠征を行い次の「神」とする人材を探している。
4つの大きな「家」が存在し、国家内での縄張り争いを行っている。次の「神」を確保した「家」が次の時代の実権を握るため、各家の当主は「神」の獲得に奔走している。
リーベリー
広大で豊かな海を持つ水の世界。別名「海洋国家」。大規模侵攻時点でこちら側の世界に近づいていた惑星国家の1つ。
レオフォリオ
特殊なトリオン兵に騎乗して戦う。別名「騎兵国家」。大規模侵攻時点でこちら側の世界に近づいていた惑星国家の1つ。
キオン
厳しい気候と地形で敵を阻む。別名「雪原の大国」。大規模侵攻時点でこちら側の世界に近づいていた惑星国家の1つ。
カルワリア
4年前に遊真と有吾が加勢していた中規模国家。別名「城塞国家」。名前や特徴はテレビアニメ版にて判明。
スピンテール
4年前にカルワリアに侵攻していた国家。
メノエイデス
ボーダーの遠征部隊が遠征した国家の1つ。
ガロプラ
アフトクラトルと従属関係にある国家の1つ。大規模侵攻後に、アフトクラトルにこちら側の世界からの反撃を防ぐべく足止めを命じられて、こちら側の世界を襲撃した。
ロドクルーン
アフトクラトルと従属関係にある国家の1つ。ガロプラのこちら側の世界の襲撃に協力し、トリオン兵300体を提供した。
アリステラ
旧ボーダーの同盟国の1つであり、5年前に滅亡した。陽太郎と瑠花は王家の人間であり、騒乱の最中に母トリガーを2人に継承させて、旧ボーダーの協力によって、星が滅ぶ最中に玄界に逃げてきた。現在では、アリステラの母トリガーを使ってボーダー本部を建てており、この一連の出来事を聞いたラタリコフは「今の『ボーダー』はアリステラ王家が亡命した姿」と発言している。

### トリガー
ボーダーが使用・管理している道具。元々は近界文明を支えるテクノロジー。こちら側の世界にとって、トリオン兵に対抗できる唯一の武器でもある。

#### ボーダーのトリガー
|      | ボーダー隊員  | トリガー                                                    | トリガー                                                                           |
| ---- | ------------- | ----------------------------------------------------------- | ---------------------------------------------------------------------------------- |
| 役割 | 攻撃手        | 弧月（旋空） スコーピオン レイガスト（スラスター）          | カメレオン シールド エスクード テレポーター バッグワーム スパイダー グラスホッパー |
| 役割 | 銃手 （射手） | アステロイド メテオラ バイパー ハウンド 鉛弾 スタアメーカー | カメレオン シールド エスクード テレポーター バッグワーム スパイダー グラスホッパー |
| 役割 | 狙撃手        | イーグレット ライトニング アイビス （鉛弾）                 | カメレオン シールド エスクード テレポーター バッグワーム スパイダー グラスホッパー |
| 役割 | 万能手        | 攻撃手用+銃手用                                             | カメレオン シールド エスクード テレポーター バッグワーム スパイダー グラスホッパー |
| 役割 | 完璧万能手    | 攻撃手用+銃手用+狙撃手用                                    | カメレオン シールド エスクード テレポーター バッグワーム スパイダー グラスホッパー |
| 役割 | 特殊工作兵    | スイッチボックス                                            | カメレオン シールド エスクード テレポーター バッグワーム スパイダー グラスホッパー |
| 役割 | 観測手        | 不明                                                        | カメレオン シールド エスクード テレポーター バッグワーム スパイダー グラスホッパー |
| 役割 | オペレーター  | なし                                                        | なし                                                                               |
| 階級 | S級隊員       | 戦闘用トリガー                                              | 黒トリガー                                                                         |
| 階級 | A級隊員       | 戦闘用トリガー                                              | ノーマルトリガー                                                                   |
| 階級 | B級隊員       | 戦闘用トリガー                                              | ノーマルトリガー                                                                   |
| 階級 | C級隊員       | 訓練用トリガー                                              | ノーマルトリガー                                                                   |

ボーダーのトリガーは、片手に収まる程度の大きさの細長いケース・トリガーホルダーに1cm程度のトリガーチップをセットして使われる。ホルダー内にはトリガーチップを装備するためのスロットが8つあり、利き腕側に対応する4つのスロットに装備されたトリガーを主トリガー（メイントリガー）、反対側の4つを副トリガー（サブトリガー）と呼ぶ。戦闘時はメインとサブで1種類ずつ、同時に2種類のトリガーを使用でき、片側のトリガーを2種類同時には使用できない。ただし組み合わせて使用するタイプのオプショントリガーは、基本となるトリガーと同じ側に装備して同時に使用する（例：レイガスト＋スラスター）。また、銃型トリガーのような「戦闘体の手による操作」を必要とするものは、対応部位を欠損すると著しい制限を受けるが、そうでないトリガーは欠損した部位を通してでも発動可能であり、欠損した脚・腹部などからも発動する場面がある。
すべてのトリガーは使用者のトリオンを消費して生成される。トリガーは使用者の意思で自由に生成できるが、「持ち替える」場合は元のトリガーを一旦廃棄され、そのトリオンは回収されない。作中ではトリガーの起動時に「トリガー起動（オン）」と発言する者がほとんどだが、実際は意思のみで起動できる。C級隊員は機能を制限された訓練用トリガーを支給され、正隊員と区別されている。
緊急脱出（ベイルアウト）
トリオン体が破壊された時にトリガーホルダーを自動的にボーダー本部に送還することで、ホルダー内に収納された本体を守るシステム。トリオン体が完全に破壊されていなくとも任意で発動できる。ボーダー独自のシステムで正隊員のトリガーに装備されているが、費用の問題もあり訓練用トリガーには未実装。また特殊性が高い黒トリガーには装備できない。遠征時は遠征艇に帰還するほか、三門市外が舞台となるアニメオリジナルの「逃亡者編」では、ボーダー本部周辺以外では使えないことが明らかとなった。

##### 攻撃手用トリガー
接近戦を目的としたトリガー。一部のA級隊員用にカスタマイズしたトリガーや、専用のオプショントリガーも記載する。
弧月（こげつ）
日本刀を模したトリガー。ボーダー内でも一番人気の万能ブレード。スコーピオンと違い自由な変形・出し入れができず重さもそこそこあるが、高いレベルでバランスの取れた攻撃力と耐久力がある。
攻撃手用トリガーで唯一鞘が同伴する。抜いた状態でも任意でOFF（切れ味が無い状態）にしていればシールドなど他のトリガーを使えるが、ほかの攻撃手用と異なり形状が変化せず重さがそこそこあり行動の邪魔になるため、OFFにする場合は鞘に収めて帯刀するのが基本となる。再度抜いた際にトリオンを追加消費しない。
弧月（槍）
槍型の攻撃手用トリガー。刃より持ち手の部分の方が武器を構築するトリオンコストが低いため、トリオン能力が高くない米屋がエンジニアと共に「刃を短くし持ち手の部分が長い槍状にすることで、トリオン能力が高くない人間でも長いリーチを手に入れることができる」という発想で開発した。柄の長さは調整可能。
旋空（せんくう）
弧月の専用オプショントリガー。トリオンを消費して刀身を瞬間的に拡張できる。伸びるブレード部分は先端に行くほど速度と威力が増す。射程アップの性能は効果の持続時間と反比例し、発動時間を短くするほど射程が伸びる。剣の振りと旋空のタイミングを合わせないと効果が十分発揮できないため、大半の攻撃手は起動時間を1秒程度にし、15m程度になるよう発動する。
生駒旋空（いこませんくう）
(使用法)生駒が使用する旋空の通称。起動時間を0.2秒に絞ることで射程を40mにアップさせている。生駒の剣の速さがあって成り立つ唯一無二の技。元々は攻撃手キラーの異名で呼ばれている弓場の戦闘スタイルに対抗するために作られた技。
幻踊（げんよう）
弧月の専用オプショントリガー。弧月のブレード部分にスコーピオンのような形態変化の能力を付与する。

スコーピオン
弧月と比較して、ブレードの出し入れが自由で重さがほぼゼロ、トリオンの調節で変形可能、手以外からも出せる（頭・腹・肘・膝など）といった特徴がある反面、トリガーによる攻撃を受けた際の耐久力が他より低い。刃は伸ばせば伸ばすほど耐久性が落ちる。武器としてではなく、その形状によって様々な用途に使用できる。投擲などで体から離れると変形できなくなる。
もぐら爪（モールクロー）
地面や壁などにスコーピオンを隠しての奇襲。
脚ブレード
足先にスコーピオンを形成しての攻撃。欠損した脚部の義足代わりにスコーピオンを用いた場面もあるが、使用中は同じ側のトリガーが使用できなくなるなどのデメリットもある。
マンティス
影浦や遊真が使用する、スコーピオン2本を連結して遠隔斬撃を放つ荒業。2本連結しているので、スコーピオンの射程は長いが、メインとサブの両方でスコーピオンを使っているので、使用中はシールドが使えないデメリットがある。先端をフック状にすることで、空中移動の補助にも使える。

遊真が使用する、突起物をつけたスコーピオンを投げてもう一つのスコーピオンを細く伸ばしてレールの様にひっかけて投げることで、投げたスコーピオンが途中で曲がる。
もぐら爪+マンティス
　投げたスコーピオンをもぐら爪で地面を介してスコーピオンを繋げることでマンティスを行う変化技。

レイガスト
両手剣形のトリガー。スコーピオンのように変形できる機能と攻撃力が下がる代わりに耐久力が上がる盾モードがあるが、ブレードの中では攻撃力が1番低くて最も重い。
弧月やスコーピオンの他の攻撃手用トリガーに比べると人気は無く使っている人は少ない。修がC級隊員の時点では盾モードを知らなかったのでブレードとしてのみ使用していたが、B級隊員になってからは専ら盾として携行し、必要時のみブレードにするという使用法が多く、トリオンの少ない修には随時シールドを生成するより省エネで強度の高い防御手段となる等、どちらかというと攻撃手用トリガーとしては防御寄りのトリガー。
スラスター
レイガスト専用のオプショントリガー。トリオンを噴出してブレードを加速させることで、斬撃の威力上昇・投擲・移動に使える。

##### 銃手（射手）用トリガー
中距離戦を目的としたトリガー。トリオンを弾丸として発射する。威力、弾速、射程を調整できる。弾種や専用のオプショントリガーも記載する。弾丸には流れ弾防止の安全処理がされており、生身の人間に当たっても痛みと衝撃で気を失う程度となっている。
銃型トリガー（じゅうがたトリガー）
銃手が使用する銃の形をしたトリガー。予め設定した2種類の弾しか撃てない代わりに取り扱いがシンプル。また、弾丸の射程を20％ほど伸ばす補助機能がある。
展開しても携行しているだけならばトリガーOFFと同じ状態であるため、弾丸を射たない限りは同じ側のスロットに入っている他のトリガーを使用できる。
2種類の弾丸を切り替えて使用する場合、同じ側のトリガースロット2枠を使用する（例：「アステロイド（突撃銃型）」＋「バイパー（突撃銃型）」）。この場合、切り替えの際には銃の再展開の必要はなく、手元のスイッチ1つで切り替えができる。基本の弾の種類は4種で弾丸トリガーに記載のものと同じ。
使用者によって様々な形状が開発されていて、 突撃銃型（アサルトライフルがた）、拳銃型（ハンドガンがた）、散弾銃型（ショットガンがた）、擲弾銃（グレネードガンがた）、機関砲型（ガトリングほうがた）などがある。
弾丸トリガー
銃手ポジションのうち射手が使用する、銃を使用せずにトリオンをキューブ状の弾として生成・分割・射出することで射撃攻撃を行うトリガー。単に弾トリガーや射手用トリガーとも呼ばれる。隊員によっては生成時の形状等が異なる改造トリガーを使用している。基本の弾の種類については下記4種で銃型トリガーと同じ。
中距離戦用トリガーとしては銃型の弾丸トリガーより射手用の弾トリガーの方が古いが、銃型トリガーが開発された後は射手用の取り扱いの難しさ（生成・分割・設定・射出の4工程が必要）や射程などの差により射手用から銃型トリガーへの転向が進んでおり、オフィシャルデータブックを見ても作中時点での採用率は銃型に譲っている。それでも出水や那須など射手としての強み（自由度・合成弾の活用）などを優先してこちらを選ぶ隊員も一定数存在するほか、他ポジションの隊員がメインのトリガーとは別に爆弾・トラップ用に弾メテオラを使用する場面がある。
アステロイド
標準的な通常弾。ほかの機能にトリオンを消費しないためバイパー・ハウンドより威力・速度にトリオンを割り振ることができる。
メテオラ
着弾時に爆発する炸裂弾。キューブ状態のままで設置したものを射撃して爆弾として使用したり、スパイダーと組み合わせてトラップとして使える。
バイパー
弾道を設定できる変化弾。発射前に弾道を設定する必要があるため、弾トリガーとして使用する場合は自由に設定ができる（毎回設定が必要である）が、銃型トリガーとして使用する場合は銃を展開する前に設定した弾道を使用できる（事前設定した弾道しか使用できない）。
ハウンド
目標を自動で追尾する誘導弾。トリオン体の反応を追う「探知誘導」と視線で誘導する「視線誘導」があり、作中では前者を「追尾弾」、後者を「誘導弾」と表記される。追尾性能に強弱を設定することで、様々な弾道が実現される。

合成弾
2つの弾丸トリガーを合成したもので、両者の性能を併せ持った弾丸。2つ分の弾丸トリガーを同時に使うため強力な攻撃ができるが、トリオン消費も激しく、合成には時間がかかる。
銃手は銃型トリガーに合成弾を装填できるが、その銃は「合成弾しか撃てない銃」になる。
徹甲弾（ギムレット）
「アステロイド+アステロイド」の合成弾。アステロイドの能力を増幅させた、高い貫通力を誇る弾を放つ。
変化炸裂弾（トマホーク）
「メテオラ+バイパー」の合成弾。メテオラに弾道設定を付与した弾を放つ。
誘導炸裂弾（サラマンダー）
「メテオラ+ハウンド」の合成弾。メテオラに誘導・追尾性能を付与した弾を放つ。
強化追尾弾（ホーネット）
「ハウンド+ハウンド」の合成弾。ハウンドの追尾性能を強化した弾で、通常のハウンドでは曲がり切れないような角度でより鋭く目標を追尾できる。

鉛弾（レッドバレット）
トリオンを重しに変えて相手を拘束する汎用射撃オプショントリガー。限定的ながら狙撃手でも使用可能。直接的な破壊力がない代わりにシールドと干渉しない。重くする効果にトリオンを割いているため、射程と弾速が落ちる。
ハンドガン＋鉛弾（改）
(使用法)三輪が使用。弾倉型の改造鉛弾オプショントリガーを使用することで、弧月とハンドガン鉛弾の併用を可能にしている反面、弾倉のため弾数制限がある。
ライトニング＋鉛弾
(使用法)千佳が使用。弾速が遅くなる鉛弾の欠点をトリオン量に応じて弾速が早くなるライトニングで相殺することで狙撃手の射程での狙撃銃での鉛弾攻撃を実用化している。使用にはメインとサブでライトニングと鉛弾を使用する必要があるので、使用時にはバッグワームを解除しなければならないデメリットがある。考案者の鳩原は実戦で使えるほどの弾速を確保できる程のトリオン量が足らなかったので実現できなかったが、千佳の黒トリガー級のトリオン量で実戦でも使える弾速を可能とした。
スタアメーカー
銃手・射手用オプショントリガー。弾丸が命中した箇所に、一定時間機能するマーカーを付ける。相手の隠蔽・欺瞞を事実上無効化する。

##### 狙撃手用トリガー
遠距離戦・狙撃を目的としたトリガー。いずれのトリガーも一定の射程距離が保証されており、使用者のトリオン量に合わせてそれぞれ決まった性能が伸びるように設計されている。
イーグレット
一般的な狙撃銃の形のトリガー。射程距離を重視した万能タイプ。トリオン能力が高いほど射程距離が伸びる。
ライトニング
鋭角的な外見のトリガー。スコープの代わりに小型モニタを照準に使用する。威力は低いが弾速が早く当てやすい軽量級。トリオン能力が高いほど弾速が速くなる。
アイビス
対戦車ライフルを模したトリガー。対大型近界民用に威力を高めた代わりに弾速が遅く当てにくい重量級。トリオン能力が高いほど威力が増す。

##### 特殊工作兵用トリガー
特殊工作兵が使用するトラップ用トリガー。
スイッチボックス
「トラップトリガー」とも呼ばれる特殊工作兵専用トリガー。様々な効果のトラップを各所に複数設置したり、使用者の任意のタイミングで起動したりできる。効果は攻撃や移動等多岐に渡るが、トリオン消費が大きいため他の攻撃用トリガーと同時に装備することは非常に困難。

##### オプショントリガー
攻撃性能を持たない代わりに、様々な特殊効果をもたらすトリガー。役割の区別なく使用される。
バッグワーム
レーダーに映らないようになるマント。使用中は少しずつトリオンを消費する。基本的に居場所が知られると不利である狙撃手が常に使用したりするほか、攻撃手が奇襲に使うこともある。
バッグワームタグ
バッグワームと同様の効果を持つタグペンダント。バッグワームと比べトリオン消費が少ないが、セット側の他のスロットにトリガーを追加するのは不可能となる。作中・およびオフィシャルデータブックで、特殊工作兵・観測兵がセット・使用している。

カメレオン
トリオンを消費して風景に溶け込む隠密トリガー。ただし消えている間は「無敵ではない」「レーダーには映る」「他のトリガーを使えない」という状態になるため攻撃に対して弱くなる。
シールド
防御用トリガー。形状は自由に設定でき、防御範囲を小さくするほど耐久力が上がる。動かすと耐久力が下がる。アステロイド等の銃手用トリガーと同じように、1つの盾を分割して展開できる。また、遠距離に出現させ離れた隊員を守ることもできる。
固定シールド
(使用法)地面に接続して全周を覆うことで爆発などから身を守る。移動できなくなるため狙い撃ちに合うデメリットがある。
両防御（フルガード）
(使用法)両手でシールドを使用して防御を固める。うまく使用して反撃に繋げることもあるが、攻め気がないことがバレて追撃を受けることもある。対義語は両手の攻撃用トリガーで猛攻撃する両攻撃（フルアタック）。

エスクード
防御用トリガー。地面や壁から堅牢な防壁を生やして攻撃を防ぐ。シールドと比較すると耐久力は高いが、変形できない。射程は標準で約25m。発動には壁などの生やす場所に触れる必要がある。
旧式のトリガーでトリオン消費が大きいが、複数同時に出したり相手を挟み込み拘束したりできる。トリオンが物質化しているため鉛弾なども防げる。
スパイダー
ワイヤーを張れるオプショントリガー。主に相手の動きを制限するトラップや足場として使われる。ワイヤーを張る場所が必要なためグラスホッパーと比べると使える状況は制限されるが、張ったワイヤーは切れない限り追加のトリオン消費なしに何度でも使える。ワイヤーの色を調整して見辛くできるが、透明化はできないため注意して見れば気づける。使用には少ないトリオン量で使え、使用者のトリオン量に応じて、一度に張れるワイヤーの量に差が生じる。メテオラと併用して即興のブービートラップを作るなど、他トリガーとの併用も可能。
テレポーター
その名の通り瞬間移動を可能にするオプショントリガー。足を封じられている状態での移動や敵の死角への移動等、使い勝手は良いが、移動先は「視線の方角数十メートル」と決まっているため、熟練者との戦闘では移動先を狙い撃ちされる可能性がある。再使用までにインターバルがあり、短距離（2 - 3m）の移動には0.5秒、長距離（30m以上）だと数秒掛かり、移動距離（消費したトリオン量）によってインターバルも変化する。
グラスホッパー
空中に足場を作り、それに触れることで反発力を起こし加速・移動する機動戦用オプショントリガー。シールドと同様に分割できるが、その場合は1つあたりの反発力は弱くなる。対象は使用者本人に限らないため、味方や相手に踏ませて移動をコントロールすることも可能。さらには瓦礫の直後に展開することで即席のカタパルトにもできる。物質化したものしか反射できず、トリオン弾が当たると反射せず相殺されてしまう。
乱反射（ピンボール）
(使用法)自身をピンボールの弾に見立て、相手の周りに展開した複数のグラスホッパーの間を高速で移動し、相手を翻弄しつつ全方位から攻撃する。
ブレード乱反射（ブレードピンボール）
(使用法)球状に展開した複数のグラスホッパー内に相手を閉じ込め、そこにスコーピオンを投げ込み反射させ相手を全方位から切り刻む。

韋駄天
通常のトリオン体では不可能なほどの速さで移動を可能にするオプショントリガー。使用者自身の意識が追い付かないほどの速度で移動するため、事前に移動の軌道を設定しておく必要がある。発動後は軌道を変更できないため、相手に軌道を予想され障害物等を置かれた場合は無防備な状態で衝突してしまう。
ダミービーコン
外見は浮遊する球状のトリガー。使用者のトリオンを消費して生成され、起動させるとトリオンが尽きるまで周囲のレーダーに偽のトリオン体反応を表示させる。また外部操作で移動させたり反応を消したり（バッグワームを展開したトリオン体であるかのように欺瞞）できる。

##### 玉狛支部特製トリガー
玉狛第1隊員専用のトリガー。継戦能力を重視して規格化された本部のトリガーとは異なり、使用者の特性に合わせた一点もので、本部未承認の近界民の技術を使った実験作でもある。
双月（そうげつ） / 双月（斧）
小南専用の攻撃手用トリガー。トリオン効率度外視の短期決戦型。通常は2本の手斧の形だが、専用オプショントリガー・接続器（コネクター）で2本を連結させると、並外れた攻撃力を持つ巨大な戦斧に変形する。
全武装（フルアームズ）
レイジ専用のオプショントリガー。「メインとサブでそれぞれ1つずつしか同時に使用できない」という制限を解除し、ホルダーにセットしている攻撃用トリガーの一斉展開を可能にする。銃手用トリガーの一斉掃射も可能となり、殲滅力を大幅に向上できるが、その分トリオン消費が激しい。
ガイスト
烏丸専用のオプショントリガー。トリオン体の安定性をわざと崩し、トリオンを武器や足に流し込み武器の威力や機動力を大幅に強化する。発動後は不安定になったトリオンが漏れ出すため、一定時間（烏丸の場合、トリオン量最大で約5分程）を迎えるとトリオン体を維持できず緊急脱出してしまう。「白兵戦特化（ブレードシフト）」、「機動戦特化（スピードシフト）」などのモードの切り替えによって、強化する武器や能力を状況に応じて決められる。

#### 近界民のトリガー

##### アフトクラトルのトリガー
トリオン受容体を埋め込まれた人物が使うトリガーは「強化トリガー（角トリガー）」と呼ばれ、身体の一部のように扱える。
卵の冠（アレクトール）
ハイレインが使うトリガー。黒トリガー。
右手に持った卵形の発光体から魚や鳥、トカゲなど原則として卵生生物の形をした弾を無数に放ち、それが触れたトリオン由来のものをキューブに変化させる。生身の肉体や建物などには効果がない。弾の威力と制御に大量のトリオンを消費していると思われるが、変化させたキューブからトリオンを吸収して損傷した使用者のトリオン体を修復する機能も備わっているため、作者からは「ヴィザとは違う意味での反則級」黒トリガーと呼ばれている。
星の杖（オルガノン）
ヴィザが使う攻撃用トリガー。黒トリガーで、アフトクラトルでは国宝として扱われているトリガーの1つ。当初は杖かと思われていたが、実際は仕込杖で鞘を外すと刀身が出てくる。
複数の円軌道を設定し、その上にいくつかのブレードを走らせ対象を切断する。その構造上、直線的な攻撃を防ぐシールドでは防御しきれない。円軌道はほぼ不可視のため、オルガノンを初見で凌いだ者は居ないという。作者曰く「広範囲無差別瞬間即死斬撃」。円の展開範囲は不明だが、一瞬にして建造物を広範囲に渡り切断するほど桁外れの射程と威力を持つ。本領は広げた円軌道によるブレード攻撃だが、使用者であるヴィザが剣の達人であるため、なんらかの手段を用いて円軌道をすり抜けて接近しても前述した本体の仕込み剣で確実に反撃を受けるという遠近両用の隙がないトリガーとなっている。
雷の羽（ケリードーン）
ランバネインが使う射撃用トリガー。
両手からの砲撃、左腕を銃に変形させた連続射撃、背中からの一斉掃射、高速飛行能力などを状況に応じて使い分ける。攻撃力はシールドや障害物による威力の減衰が期待できないほどに高く、射程や弾速、速射性も含めた上でボーダーの射撃用トリガーとは段違いの性能を持つ。
蝶の楯（ランビリス）
ヒュースが使うトリガー。強力な磁力のような性質を持つ三角形の結晶体群を展開し、攻守自在に操る。
弾丸を反射する盾を形成したり、相手の肉体に取り付き攻撃の威力を弱めたり捕獲したりでき、レール型の加速装置を作ることで高速移動もできる。軍事大国アフトクラトルのトリガーの中でも最新鋭のものらしい。
泥の王（ボルボロス）
エネドラが使う攻撃用トリガー。黒トリガー。
全身を三態に変換させることで形状を自由に変化できる。基本的な戦術は本体の一部を液状化して壁や地面に潜り込ませ、多方向から噴出させると同時に硬化させるというものだが、攻撃方法が似ている「風刃」と比べると展開するまでの時間が遅く、素早い相手には避けられやすい。また気体化した本体を相手のトリオン体内部へ侵入させ、ブレードを発生させて無防備な内部から刺し傷を負わせる「気体（ガス）ブレード」という技もある。さらに全身を液状化して配管などから敵基地に侵入する、戦闘中にトリオン供給機関や伝達脳を自由に移動させ致命傷を避ける、偽の伝達脳を多数作り出し攻撃の的を絞らせないなど用途は多彩。
エネドラの死亡後は所有者不在の状態となっている。
窓の影（スピラスキア）
ミラが使う空間移動用トリガー。黒トリガー。
門に似た「窓」により離れた2点を連結して人や物を移動させる能力を持つ。この性質を利用することで、味方の攻撃を別の窓から撃ち出して奇襲したり、敵の攻撃を撃ち返したりできる。また、黒い棘を出現させて対象を刺し貫く直接攻撃も可能。

##### ガロプラのトリガー
踊り手（デスピニス）
ラタリコフが使うトリガー。
土星のように輪のある球体を多数出現させ操る。球体は宙を自由自在に動き回り、輪の部分で敵を切り裂いたり、球体をぶつけて敵の攻撃を逸らしたりと、攻守のバランスのとれたトリガー。
処刑者（バシリッサ）
ガトリンが使うトリガー。
使用者の背中に虫の手足のような4本の巨大なアームを展開する。先端はブレード状になっており、敵を切り裂くために使うほか、大砲の発射時に地面に突き刺し、身体を固定するためにも使われる。アーム自体が非常に硬く、ノーマルトリガー相手ではほぼ折られることはない。
黒壁（ニコキラ）
コスケロが使うトリガー。
ブヨブヨした粘液のような、透き通った液状のトリガー。形状は使用者が自在に操作できる。トリオン由来のものに纏わりつき使用できなくする（ブレードであれば切れなくなり、トリオン体の手足などであれば物体を持てなくしたり踏ん張れなくしたりする）という「相手にとって不利益なトリオン効果を与える」能力を持つ。ただしトリオン由来のもの以外には何の効果も及ぼせずそのまま通過してしまうため防御できない。「トリオン（体）で触ると致命的」だが「トリオン以外に対しては無力」という鉛弾や卵の冠と似たような性質を持つトリガー。
藁の兵（セルヴィトラ）
ウェン・ソーが使うトリガー。
本物と同じ動きをする、鏡写しの虚像を作り相手を惑わす。再度鏡写しをすることで、本物と同じ外見の虚像も作成できる。本体は上空に浮遊している八面体の物体。虚像に実体は無いが、上空に浮かぶ本体のトリガー反応により、レーダーによる本物の特定は難しい。
竜剣（テュガテール）
レギンデッツが使うトリガー。
右肩から背骨のような形状のしなやかな剣を繰り出す。

#### 黒トリガー（ブラックトリガー）
優れたトリオン使いの命と全トリオンを注いで作られるトリガー。制作者の人格が反映されるため、使用できる者が限られる。戦況のバランスブレイカーにもなる性能を持つものが多く、ボーダー内で使用する場合はS級隊員として扱われる。作中では物語の中心に描かれることが多い。
遊真のトリガー
遊真が所有している黒トリガーで、黒い指輪の形をしている。近界にいた頃に瀕死の重傷を負った遊真を救うために、彼の父である有吾が生み出した。後述の「印」を用いることで、攻撃のみならず様々な機能が使える。また、レプリカの支援によって戦闘中に受けた攻撃を解析・コピーできる。
印（いん）
遊真のトリガーに備わっている特殊な機能。同じ印を複数重ねることで性能を向上でき、複数の印の併用もできる。レプリカも使用できる。最新刊までに登場したものは、物体を弾いて跳ね飛ばす弾（バウンド）、トリオンの働きを強化する強（ブースト）、攻撃を防ぐバリアを張る盾（シールド）、トリオンの鎖を出す鎖（チェイン）、鉛弾をコピーした錨（アンカー）、アステロイドをコピーした射（ボルト）、レプリカがラービット・遊真型（仮称）を召喚する際に使用した門（ゲート）、ソナーのように音波を発し周囲の地形や相手の位置などを把握する響（エコー）の8つ。

風刃
最上宗一が生み出した、使用可能者が多い黒トリガー。運用方法や外見は弧月と似ている。
形状は弧月に似た直刀であり剣術としての運用となるが、条件を満たすと物体に斬撃を伝播させ、離れた相手に攻撃できる性能がある。斬撃の射程範囲は使用者の目の届く範囲までだが、正確な攻撃にはオペレーター等からの支援が必要となる。
風刃起動時には行使できる斬撃の弾数を表す光の帯が刀身の周囲に展開し、全弾使用後には再充填する必要がある。
当初は迅が所有していたが、ボーダー内での争奪戦の後は迅によって返却されて本部所有となった。一時は三輪が所有し、アフトクラトルによる大規模侵攻時に使われたが、本人の進言によってその後は本部に保管され、必要に応じて適合者の誰もが使えるようになった。

### トリオン関連
トリオン
トリガーの原動力となる生体エネルギー。量の計測が可能で、膨大なトリオン能力者であれば黒トリガーに匹敵する数値を示す。
トリオン体 / 戦闘体
トリガー起動時に現れる、トリオンで作られた戦闘用の体。出現中は使用者の本体はトリガー内に収納され睡眠は不要になるが、本体の生命維持のために飲食は必要である。トリオンによる攻撃以外ではほとんどダメージを受けず、運動能力も大幅に強化される。痛覚はどこを損傷したか分かる程度には存在するが、設定次第で完全に遮断できる。
動きのイメージを体全体に伝える「トリオン伝達脳」とトリオン器官から送られるトリオンを管理する「トリオン供給機関」が存在し、このどちらかを破壊されると消滅する。損傷するとトリオンが漏出するが修復はできず、修復のためには新たにトリオンと時間をかけて作り直す必要がある。
トリオン器官
トリオンを分泌する目に見えない臓器。人間の心臓の横に備わっており、この器官の強弱によってトリガーの威力が左右される。一般的に最盛期は20歳前後とされている。そのためボーダーでは、20歳を超えると戦闘員から退く者が多い。
サイドエフェクト
高いトリオン能力を持つ人間に稀に発現する特殊能力。超能力と評されることもあるが、あくまで人間の基本能力の延長線上のものでしかない。
| 所持者名   | 能力             | 備考 |
| ---------- | ---------------- | --- |
| 空閑遊真   | 嘘を見抜く       | 空閑有吾から引き継がれた。嘘の発言をすると口から煙のようなものが見える。                                               |
| 迅悠一     | 未来視           | 一度でも目にしたことのある相手の未来が見える。その分岐によって生じる可能性が全て見え、可能性が消えたことも覚知できる。 |
| 雨取千佳   | 敵感知           | 自分を対象としている敵の距離・人数が分かる。                                                                           |
| 林藤陽太郎 | 動物との意思疎通 | 最低限の意思疎通ができるだけで「言うことをきかせる」能力ではない。                                                     |
| 菊地原士郎 | 強化聴覚         | 常人の約6倍の聴覚を持ち、音の種類など精密な「聞き分け」ができる。                                                      |
| 村上鋼     | 強化睡眠記憶     | 経験した技術や知識を15分程度の睡眠で完全に定着できる。                                                                 |
| 影浦雅人   | 感情受信体質     | 周囲が自分に向ける感情を皮膚感覚として知覚する。負の感情ほど不快に感じる。                                             |
| 天羽月彦   | 詳細不明         | 相手の強さを色で識別できる。                                                                                           |
| ヨミ       | 完全同時並列思考 | 2つのことを同時に行える。                                                                                              |
トリオン受容体
アフトクラトルが持つ、後天的にトリオン能力の高い者を作り出すための技術。これを埋め込まれた者は頭から角が生えているように見えるため、ボーダーの面々からは「角付き」と呼ばれる。
トリガーを加工して作ったものであり、幼児の頭に埋め込むことで成長と共にトリオンの質や量が変化し、トリガーを身体の一部のように扱えるようになる。また、これを使って黒トリガーとの適合性を高める研究もされており、黒トリガーと適合した者のトリオン受容体は黒く変色している。

### ボーダー関連
ボーダー
正式名称は「界境防衛機関」。トリガーを使い、トリオン兵と戦う組織。4年半前の第一次近界民侵攻を機に公に活動するようになった。リーダーは城戸正宗。命令の重複を避けるために直属の上官のみが部下に命令を与える形の指揮系統を採用しており、最高司令官といえど各部署の隊員への直接的な指揮権は無い。
資金は主に民間のスポンサーから調達している。また、トリオン兵による民間人の被害も補償しており、三門市から人口が流出しないように努めている。事前の根回しもあり、三門市民からの信頼は厚い。
記憶消去の技術を持っており、機密を守るために保護した一般人の記憶を消去することもある。
旧ボーダー
第一次近界民侵攻が起きる前のボーダー。5年前の時点で現在の玉狛支部を本部にしていた。
創設時のメンバーは、最上・城戸・空閑有吾など。それ以降、林藤・忍田・迅・小南・レイジらもメンバーに加わった。
詳細は不明だが、レプリカのセリフによると、有吾が離れた時点では各地の近界民と交流をしている組織だったらしい。
5年ほど前に起きた、近界での戦争に参加した際、当時所属していたメンバーのほぼ半数を失った。この事件をきっかけに、城戸は「近界民排除」のスタンスを掲げるようになった。
隊務規定
ボーダー隊員の守るべきルール。判明しているものには「C級隊員の本部外でのトリガー使用禁止」「規定外戦闘の禁止」等があり、破った場合は除隊、もしくはトリガーの剥奪が科せられる。最も重い違反は「民間人へのトリガー流出」であり、違反者には記憶封印の処置がなされる。この内「C級隊員の本部外でのトリガー使用禁止」は修の活躍によって一部改訂され、市民の誘導などの緊急時においてのみ使用可能となった。

#### ボーダー隊員の役割
オペレーター以外の役割は戦闘員と呼ばれ、その人数は約600名。
攻撃手（アタッカー）
接近戦を担当するポジション。自身のトリオンで刀などを作り攻撃する。攻めることが好きな者がなることが多いため、攻撃用のトリガーを好んで使う者も多い。
銃手（ガンナー）
中距離戦を担当するポジション。自身のトリオンを弾丸として飛ばして攻撃する。そのため、攻撃手よりトリオン消費が激しく、トリオン量にある程度余裕のある者がなるものとされている。戦闘スタイルによって「狭義の銃手」と「射手」に分類される。
狭義の銃手（ガンナー）
銃型トリガーを使い、トリオンを弾丸として飛ばして攻撃するスタイル。銃型トリガーは予め設定しておいた2種類の弾丸しか撃てないが、取り扱いがシンプルで訓練するほど命中精度が上がり、攻撃までの動きが素早くなる。さらに弾丸の射程距離を20%ほど伸ばす補助機能もある。そのため安定かつ堅実な戦いが可能だが、その分創意工夫の余地が少なく元々のトリオン能力の差を埋めることは難しい。また射手と異なりトリオン体の手が破損すると使用不可となる。
元は個人差が出やすい射手の能力を均質化するために生まれたスタイル。
射手（シューター）
銃型トリガーを使わず、キューブ状にしたトリオンを弾丸として飛ばして攻撃するスタイル。弾速・射程・威力・弾数といった各種性能を攻撃の都度自由に調整できる。その分攻撃に手間がかかり命中精度がやや荒く、使いこなすにはセンスが必要となる。

狙撃手（スナイパー）
狙撃銃型トリガーを使用し、遠距離からの狙撃支援を担当するポジション。人数は42話の時点で128人。
万能手（オールラウンダー）
攻撃手と銃手を兼用するポジション。主に近・中距離を担当する。銃手用・攻撃手用トリガーそれぞれで6000ポイント以上の個人ポイントを獲得した隊員がこう呼ばれる。
完璧万能手（パーフェクトオールラウンダー）
万能手の内、狙撃手も兼用するポジション。これに該当する人物はボーダーではレイジただ1人である。

特殊工作兵（トラッパー）
前線で戦わず、マップに張り巡らせた罠や仕掛けを遠隔操作し、味方の援護等を行うことに特化したポジション。トリガーのスイッチボックスがトリオンを多く消費し扱いも難しいため人数が少ない。
観測手（スポッター）
詳細不明。カバー下の説明通りであれば、主に強化レーダーで狙撃手等のバックワームを無効にする。
オペレーター
戦闘員の補助を担当するポジション。並列処理能力の関係で、ほぼ全員が女性。

#### ボーダー隊員の階級
C級隊員以外は正隊員と呼ばれ、防衛任務を行う。A級・B級隊員のトリガーには緊急脱出の機能が付いている。正隊員の隊服は部隊ごとに異なるが、C級隊員は全員同じである。
S級隊員
黒トリガーを持つ隊員。ランク戦には参加できない。最新刊までに登場している該当人物は迅と天羽の2名のみ（迅は風刃を返却したためA級に戻っている）。三輪は迅の風刃を受け取ったが、大規模侵攻後に風刃を戦況に応じて適合者が使用することとなったため、A級のままとなっている。
A級隊員
ボーダーの「精鋭」。人数は全ボーダー隊員の上位5%にあたる約30名で部隊数は8。各部隊に独自のエンブレムが付けられている。A級になるためにはB級ランク戦で1位か2位になった上でA級に挑戦する必要があるため、部隊に入っていない隊員とランク戦に参加しない部隊の隊員は原則としてA級にはなれない。ただし、例外として「解散したA級部隊の元隊員」と「黒トリガーを返上した元S級隊員」は、新たな部隊に加入するまでは「個人のA級隊員」として扱われる。
遠征部隊
近界へ行くために選抜されるボーダーのトップ部隊。A級隊員の中から（普通は部隊単位での）選抜試験で選ばれる。その基準は「黒トリガーに対抗できる実力を持っていること」。

B級隊員
ボーダーの「主力」。人数は約100名で部隊数は21。エンブレムは全部隊共通だが、一度でもA級だった部隊はB級に下がっても解散しない限り、その独自のエンブレムを付けていられる。いずれかのトリガーによる個人ポイントが4000点以上になると自動的にB級になる。その後何らかの理由で個人ポイントが1500点以下になるとC級に降格という規則もあるが、最新刊までにこれが適用された隊員はいない。
C級隊員
ボーダーの「訓練生」。人数は約400名。トリガーは性能の劣る訓練用で、無断使用も許されていない。
ランク戦
ボーダー隊員同士が訓練のために行う模擬戦。勝ち続けると上位の階級へ進める。部隊ランクは「部隊結成時あるいは新隊員加入時に、前期までのランクが最も低い隊員の級」で設定される。B級隊員が1人でもいればB級からのスタートとなり、B級に昇格したばかりの隊員がいればB級最下位からのスタートとなる。例外として、1シーズンに1人までであれば現状以下のランクの隊員が加入しても変動はしない。実力不足の唯我がいきなりA級隊員になれたのは、このルールの恩恵が大きい。

#### 派閥
ボーダーは近界民に対する対応によって城戸派、忍田派、玉狛支部の3つの派閥に大きく分かれている。
城戸派
近界民の殲滅を目指すグループ。最大派閥であり、近界への遠征重視派で主流派。敵意を持たない近界民に融和的な玉狛支部とは対立関係にある。主なメンバーは、城戸、鬼怒田、根付、天羽、太刀川隊、風間隊、冬島隊、三輪隊。
忍田派
近界民に恨みはないが、市民の安全を最優先に考えているグループ。防衛派。本部隊員の3分の1はこの派閥に属する。主なメンバーは忍田、沢村、嵐山隊。

#### 施設・設備
ボーダー本部
三門市立第三中学校の近くにある非常に巨大な建物。壁はトリオンで作られている。内部には隊員の訓練施設や鬼怒田が開発した門の誘導装置があるため、周辺部は警戒区域となっている。
玉狛支部
川の上にあるボーダーの支部。支部長は林藤匠。基地は河川調査のための施設をボーダーが買い取り改修したもの。雰囲気は本部とは対照的に緩い。
構成員は10名ほどの極めて少人数であり、戦闘員も初出時点では迅を含めて4名しかいなかったが、全員が遠征参加経験を持つ超精鋭部隊でもある。
旧ボーダーの精神をエンブレムと共に受け継いでおり、敵意を持たない近界民には融和的であり、遊真の他にもエンジニアとして近界民を擁している。そのため、近界民を憎悪する三輪からは「裏切り者」と呼ばれ嫌悪されている。
鈴鳴支部、綿鮎支部、弓手町支部、早沼支部、久摩支部
ボーダーの支部。警戒区域と市街地の外縁にあり、地域住民の窓口となっている。鈴鳴支部以外は主に仕事や学業優先でA級を目指さず、ランク戦に出ない隊員が所属している。
遠征艇
遠征部隊が近界へ行く際に使う乗り物。トリオンを使って飛び、門を通って2つの世界を行き来できる。トリオン兵に似た外見をしている。

### 近界民関連
近界民（ネイバー）
あちら側の世界の住民。遊真（彼自身も近界民である）によると近界民も「こちら側の世界」の人間と変わらない人間であるが、三門市の一般市民は近界民の使用する兵器であるトリオン兵こそが近界民だと誤認している（C級隊員時代の修ですら誤認していた）。
トリオン器官が強い人間を生け捕りにして兵隊にし、トリオン器官が弱い人間はトリオン器官だけ奪い取って戦争に使うために、様々なトリオン兵を三門市に送り込んでいる。一般には、4年半前の第一次近界民侵攻でその存在を知られるようになった。
門（ゲート）
トリオン兵の出入りに使われる、こちら側の世界と近界を繋ぐ穴。ボーダー本部に誘導装置があるため、ボーダー本部周辺の警戒区域以外では基本的には発生しない。
イレギュラーな門
警戒区域以外で発生する門。発生した場合、近隣住民にとって大きな脅威となる。発生原因は小型の門発生装置が付けられた改良型ラッド。後に探知するためのレーダーが開発されたことで対策が取られた。

第一次近界民侵攻
4年半前に行われた、近界民による最初の三門市大規模攻撃。2日間に渡る攻撃で東三門は壊滅状態に陥り、死者1200名以上、行方不明者400名以上の被害が生じた。しかし、突如として現れたボーダーによってトリオン兵は撃退される。この事件を機に、近界民とボーダーの存在が公になる。

#### トリオン兵
動物のように動く近界の兵器。既存の兵器は効かず、トリガーが唯一の有効な武器となる。頭部に備わった目か全身にダメージを受けると活動を停止する。内部により小型なトリオン兵を収納することもある。「卵」とよばれる小さなカプセルのような状態にすることで遠征に使うトリオンを節約できるため、好んで運用される。使われるトリオンが多いほど、強力で多機能的なトリオン兵を生み出せる。
近界では通常のトリオン兵を「プレーン体」、改良されて通常とは異なる姿をしたトリオン兵を「モッド体」と呼んでいる（現時点ではラービットのみ登場）。
特殊なトリオン兵として、レプリカのような多目的型トリオン兵、レオフォリオが運用する騎乗用トリオン兵、アニメオリジナルストーリーに登場するリリスやギーヴのような人型トリオン兵などがいる。
バムスター
捕獲用トリオン兵。カラーリングは白。 2 - 3階の家程度の大きさ。鯨のような体格だが、象のような太い足で歩き、口のような部分で人間を捕獲する。装甲は硬いが戦闘力は比較的低く、バムスターに負けることはボーダー隊員にとっては恥ずかしいことらしい。腹部に他のトリオン兵を格納することもある。最もメジャーなトリオン兵らしく、三門市民が近界民と言う場合はバムスターを指すことが多い。
モールモッド
戦闘用トリオン兵。カラーリングは薄灰色。自動車に足が生えた程度の大きさ。丸みを帯びた胴体に、ブレードのある脚が10本生えている（普段は4本で歩き、残りの脚は折りたためるようになっている）。非常に機敏で、前述のブレードはトリオン兵の中では最も硬い。バムスターより強く、始めて登場した際に遊真は「（当時＝C級時代の）修が20人いないと倒せない」（うち生き残るのは2人）と表現していた（後の大規模侵攻の際には修単独で1体撃破している）。遊真にとっては大した敵ではなく、C級隊員時代の修の訓練用トリガーだけで勝利した。
「やしゃまるシリーズ」
宇佐美が訓練の仮想敵として、オリジナルの設定を加えてプログラムしたモールモッド。ゴールド・ブラック・ハニーブラウン・ピンクの4種類がある。

イルガー
爆撃用トリオン兵。カラーリングは黄色。横長の小学校程度の大きさ。鯨のような体形で、半透明の鰭のようなものが生えている。飛行能力を持ち、腹部から爆弾のようなものを落とす。背中を襲われると触角のようなものが生え、それが爆発することで敵を撃退できるようになっている。さらに一定以上のダメージを受けると体内から内蔵トリオンを展開することで装甲の硬度を高める「自爆モード」に移行し、人が多い場所を狙って墜落し自爆する。一種の質量兵器としての運用も可能で、実際に大規模侵攻では特攻兵器として使用された。運用している国家は近界でも珍しく、それが要因となってボーダーは大規模侵攻を仕掛けてくる国家の目星を付けることに成功した。
ラッド
隠密・偵察用トリオン兵。カラーリングは白。掃除用ロボット程度の大きさ。戦闘力は皆無だが、圧倒的な数で補っている。
改良型ラッド
背中に門の発生装置が取り付けられたラッド。付近の人間からトリオンを少しずつ吸収して門を発生させる。イレギュラーな門の発生原因。

バンダー
捕獲・砲撃用トリオン兵。カラーリングは通常は白だが、スピンテールが運用するものは赤。「バムスターが激ヤセしたような」姿をしている。砲撃と捕獲という相反する役目を一体で行おうとした結果、特化型のイルガーやモールモッドと比べてコンセプトの作り込みが甘く、B級に昇格した直後の修に倒されてしまうなど戦闘力はあまり高くない。数を揃え遠方に配置して砲撃を行うのが正しい使い方とされており、遊真の回想においてもそのような運用法で登場している。
ラービット
捕獲用トリオン兵。プレーン体のカラーリングは白。大きさは3m強と、一般的なトリオン兵に比べて小柄で、二足歩行ができる。頭蓋と背中、特に腕部の装甲は堅牢で、通常のアイビス程度なら傷付くことなく弾く。耳のような形の部品はレーダーあるいはセンサーらしく、カメレオンで隠れた風間隊の攻撃を感知した。高威力の火器を搭載していない代わりに、トリオン兵としては圧倒的な戦闘力を持ち、B級隊員や単独のA級隊員であれば圧倒できる。
トリガー使いの捕獲を目的としており、切断面をコーティングしてトリオンの漏出を止め、背中に取り付かれた時は電撃を放つ等、必要以上にダメージを与えないように緊急脱出対策が取られている。腹部にある鋸状の触手で刺した対象をキューブにして無力化し格納する機能を持つ。この機能が原因で生成に必要なトリオン量が多く、レプリカの解析によると1体につきイルガー4体分、モールモッド20体分のトリオンが使われている。
ラービット（モッド体）
トリガー使いの特殊能力を付加したラービット。プレーン体とはカラーリングが異なり、両肩にはそれぞれベースとなったトリガー使いのエンブレムが描かれている。特殊能力に力を割いているためか、単純な腕力はプレーン体に劣る。基本的に複数で行動しており、撃破しても腹部に搭載された改良型ラッドから更に投入してくる。
ランバネイン型
両肩から背面にかけてブースターが追加されており、高威力の砲撃と飛行能力が特徴。カラーリングは頭の上半分・両腕・側腹部・背面が灰色で、下顎・首前面から下が白。ランバネインの性格が反映されているのか、行動が派手。作者からも「捕獲任務に全く向いてない」と評価されている。
エネドラ型
両肩に円錐形の突起が生えており、腕部を液状にしてからブレードに変形できる。カラーリングは両腕が黒で、頭・背面・首前面から下・側腹部が紫。エネドラの性格の悪さが反映されているのか、手負いの木虎に正面から奇襲を行った。
ヒュース型
シルエットはプレーン体と変わらない。カラーリングは頭・両腕・背面が黄色で、首前面から下・側腹部が灰色。腹部から磁力を帯びた結晶体を射出する。反映したトリガーが複雑なせいか、他のラービットと比べて動きは消極的。
遊真型（仮称）
レプリカが生み出したラービット。黒トリガーを反映した影響か、カラーリングは黒。トリオン削減のためにキューブ化の機能を外している。遊真のトリガーが使えるため、ラービットの中でも戦闘に特化している。両肩に描かれているエンブレムは玉狛支部（ユーマカラー）のもの。

バド
偵察・哨戒用トリオン兵。カラーリングは紫。2つの光る輪で飛行する。内部にはカメラが仕込まれている。大規模侵攻時に確認された。
ドグ
偵察・集団戦闘用トリオン兵。犬のような姿をしており、偵察・斥候の役割を果たす。
ドグ・タキア
目からビームを放つ。レーダーに映らない「偵察モード」を使う。
ドグ・マンヴェールド
シールド発生装置を搭載した支援戦闘用のドグ。ビームも放てる。
ドグ・バトリーレ
頭部にブレードを装備した突撃用のドグ。ビームは放てないが、ブレードによるまともな攻撃力を持つ。

アイドラ
集団戦闘用トリオン兵。トリオン兵の中では極めて人間に近い体型をしている。単独での戦闘力はモールモッドよりも弱いが、集団で連携することでイーグレットを止めるほどのシールドを張れる。また、肩口や手首からブレードを出して接近戦を行ったり、口からビームを放ったりできる。

## 書誌情報
全て集英社〈ジャンプ・コミックス〉発行。
- 葦原大介 『ワールドトリガー』 、既刊28巻（2025年2月4日現在）
  1. 「三雲 修」2013年7月9日第1刷発行（7月4日発売[集 1]）、ISBN 978-4-08-870809-6
  2. 「迅 悠一」2013年9月9日第1刷発行（9月4日発売[集 2]）、ISBN 978-4-08-870841-6
  3. 「空閑 遊真」2013年12月9日第1刷発行（12月4日発売[集 3]）、ISBN 978-4-08-870863-8
  4. 「迅 悠一(2)」2014年2月9日第1刷発行（2月4日発売[集 4]）、ISBN 978-4-08-880029-5
  5. 「三雲 修(2)」2014年4月9日第1刷発行（4月4日発売[集 5]）、ISBN 978-4-08-880060-8
  6. 「大規模侵攻」2014年6月9日第1刷発行（6月4日発売[集 6]）、ISBN 978-4-08-880131-5
  7. 「大規模侵攻(2)」2014年9月9日第1刷発行（9月4日発売[集 7]）、ISBN 978-4-08-880177-3
  8. 「大規模侵攻(3)」2014年10月8日第1刷発行（10月3日発売[集 8]）、ISBN 978-4-08-880195-7
  9. 「大規模侵攻(4)」2015年1月10日第1刷発行（1月5日発売[集 9]）、ISBN 978-4-08-880296-1
  10. 「三雲 修(3)」2015年3月9日第1刷発行（3月4日発売[集 10]）、ISBN 978-4-08-880332-6
  11. 「玉狛第2」2015年6月9日第1刷発行（6月4日発売[集 11]）、ISBN 978-4-08-880368-5
  12. 「玉狛第2(2)」2015年9月9日第1刷発行（9月4日発売[集 12]）、ISBN 978-4-08-880463-7
  13. 「三雲 修(4)」2015年12月9日第1刷発行（12月4日発売[集 13]）、ISBN 978-4-08-880499-6
  14. 「迅 悠一(3)」2016年3月9日第1刷発行（3月4日発売[集 14]）、ISBN 978-4-08-880629-7
  15. 「ガロプラ」2016年6月8日第1刷発行（6月3日発売[集 15]）、ISBN 978-4-08-880687-7
  16. 「玉狛第2(3)」2016年9月7日第1刷発行（9月2日発売[集 16]）、ISBN 978-4-08-880777-5
  17. 「玉狛第2(4)」2016年12月7日第1刷発行（12月2日発売[集 17]）、ISBN 978-4-08-880822-2
  18. 「ヒュース」2017年3月8日第1刷発行（3月3日発売[集 18]）、ISBN 978-4-08-880822-2
  19. 「玉狛支部」2018年12月9日第1刷発行（12月4日発売[集 19]）、ISBN 978-4-08-881740-8
  20. 「玉狛第2(5)」2019年6月9日第1刷発行（6月4日発売[集 20]）、ISBN 978-4-08-881853-5
  21. 「弓場隊」2019年12月9日第1刷発行（12月4日発売[集 21]）、ISBN 978-4-08-882150-4
  22. 「雨取 千佳」2020年6月9日第1刷発行（6月4日発売[集 22]）、ISBN 978-4-08-882319-5
  23. 「遠征選抜試験」2021年2月9日第1刷発行（2月4日発売[集 23]）、ISBN 978-4-08-882497-0
  24. 「遠征選抜試験(2)」2021年12月8日第1刷発行（12月3日発売[集 24]）、ISBN 978-4-08-882770-4
  25. 「遠征選抜試験(3)」2022年9月7日第1刷発行（9月2日発売[集 25]）、ISBN 978-4-08-883173-2
  26. 2023年6月2日発売[集 26]、ISBN 978-4-08-883461-0
  27. 2024年5月2日発売[集 27]、ISBN 978-4-08-883852-6
  28. 2025年2月4日発売[集 28]、ISBN 978-4-08-884367-4
- 「ワールドトリガー オフィシャルデータブック BORDER BRIEFING FILE」2016年3月9日第1刷発行（3月4日発売[集 29]）、ISBN 978-4-08-880704-1 - 読切「実力派エリート迅」収録。

## 前身
タイトル未定
『実力派エリート迅』以前に描かれたネーム。単行本10巻巻末に一部収録。主要キャラクターの前身となるキャラクターが多数登場し、恋愛要素や叙述トリックが盛り込まれている。担当に「ボツられた」ため未掲載。葦原はこのネームを「黒歴史」と述べている。
トリガーキーパー
本作のプロトタイプ。『週刊少年ジャンプ』2009年8号・9号掲載。
実力派エリート迅
本作のプロトタイプ。『週刊少年ジャンプ』2011年44号掲載。『ジャンプLIVE』2号（2014年1月30日）と『少年ジャンプ+』2014年10月26日に再録配信。『少年ジャンプ+』では作者インタビューや作者のデビュー作『ROOM303』も配信された。『ワールドトリガー オフィシャルデータブック BORDER BRIEFING FILE』に収録。迅悠一の前身となるキャラクター「迅遊一」が主人公。

## ヴォイスコミック
集英社のヴォイスコミック『VOMIC』として、2013年12月にジャンプ専門情報番組『サキよみ ジャンBANG!』にて放送され、2014年1月からVOMICの公式ウェブサイトで配信された。ナレーションは喜山茂雄。

## テレビアニメ
|                             | 1stシーズン                                                    | 2ndシーズン以降                          |
| --------------------------- | -------------------------------------------------------------- | ---------------------------------------- |
| 原作                        | 葦原大介 （集英社 ジャンプコミックス刊）                       | 葦原大介 （集英社 ジャンプコミックス刊） |
| プロデューサー              | 水谷圭、柳井寛史、永富大地                                     | 水谷圭、柳井寛史、永富大地               |
| チーフプロデューサー        | 松久智治→水谷圭 清水慎治→鷲尾天                                | N/A                                      |
| シリーズ構成                | 吉野弘幸（1st第1話 - 第48話・2nd以降）                         | 吉野弘幸（1st第1話 - 第48話・2nd以降）   |
| シリーズ構成                | 境防人（第49話 - 第73話）                                      | N/A                                      |
| 音楽                        | 川井憲次                                                       | 川井憲次                                 |
| 製作担当                    | 柳義明                                                         | 稲垣哲雄                                 |
| CGディレクター              | 加藤康弘 島朋子（第49話 - 第65話） 田村磨美（第66話 - 第73話） | 古屋和人 後藤和史                        |
| 撮影監督                    | 五十嵐慎一                                                     | 長田雄一郎                               |
| 美術監督                    | 今野慎一                                                       | 加藤恵                                   |
| 美術設定                    | 李炫定 野村正信                                                | 天田俊貴 村山夏子 （2nd第5話以降）       |
| 色彩設計                    | 一瀬美代子（第1話 - 第48話） 清田直美（第49話 - 第73話）       | 永井留美子                               |
| プロップデザイン            | ヒラタリョウ                                                   | ヒラタリョウ                             |
| キャラクターデザイン        | 海谷敏久                                                       | 海谷敏久                                 |
| キャラクターデザイン        | 鶴田仁美（第1話 - 第48話）                                     | N/A                                      |
| シリーズディレクター        | 本郷みつる（第1話 - 第48話） 小川孝治（第49話 - 第73話）       | 畑野森生                                 |
| 編集                        | 片瀬健太                                                       | 吉田公紀                                 |
| 録音                        | 松田悟                                                         | 松田悟                                   |
| 効果                        | 倉橋裕宗                                                       | 倉橋裕宗                                 |
| 選曲                        | 佐藤恭野                                                       | 佐藤恭野                                 |
| 制作協力                    | 東映                                                           | 東映                                     |
| 制作（1st） 製作（2nd以降） | テレビ朝日、東映アニメーション                                 | テレビ朝日、東映アニメーション           |

1stシーズンはテレビ朝日系列にて2014年10月5日から2016年4月3日まで放送された。制作は東映アニメーション。東映アニメーション制作の『週刊少年ジャンプ』作品のアニメがテレビ朝日系列で放送されるのは、『リングにかけろ1 -日米決戦編-』の終了以来8年ぶり（全国ネット番組に限定すれば『ボボボーボ・ボーボボ』第32話まで以来11年ぶり）となる。
次回予告前に3頭身にデフォルメ化したキャラ（原作単行本カバー下に描かれているキャラクターが出典）が作品の世界観や設定について説明するミニコーナー「ワールドトリガーを100倍楽しむ講座」が挿入される。ナレーションはレプリカと空閑有吾役の田中秀幸が兼任。第2話以降に流れる前回のあらすじも基本は田中の担当だが、第60話のみ林藤匠が担当した。
放送開始直前直後には、本作と同日に放送を開始した特撮テレビドラマ『仮面ライダードライブ』との共同宣伝も行われた。放送開始時点では、『週刊少年ジャンプ』本誌で掲載された原作はまだ80話にも満たず、かなり早くにアニメ化された。さらに原作側で休載が多く、アニメでのストーリー展開が途中で原作に追いつきそうになり、原作を引き伸ばしたような演出がしばしばなされた。第49話から第63話ではアニメオリジナルのシリーズ「逃亡者編」が放送された。未知なる近界「乱星国家エルガテス」からの逃亡者と追跡者たちがボーダー隊員たちと関わりあう物語となる。第64話からは逃亡者編の事件の影響で1週間ランク戦が休止していたという設定で、原作の話が再開され、B級ランク戦Round 4までがアニメ化された。
2ndシーズンは2021年1月10日から4月4日まで『NUMAnimation』枠にて放送された。ガロプラの侵攻とB級ランク戦Round 5・6がアニメ化された。
3rdシーズンは2021年10月10日から2022年1月23日まで同枠にて放送された。B級ランク戦Round 8上位戦までがアニメ化された。
本作のテレビアニメの展覧会「TVアニメ ワールドトリガー 界境防衛機関 ボーダー ミュージアム」が2022年2月5日から20日まで東京タワーフットタウン1階、同年3月3日から14日まであべのハルカス近鉄本店にて開催されることが発表されている。

### 主題歌
1stシーズンのオープニングテーマは、基本的にAパートの終了後に流れる。
「GIRIGIRI」
ソナーポケットによる1stシーズン第1話 - 第23話オープニングテーマ。作詞はソナーポケット、作曲はソナーポケットとKAY、編曲はKAYとShunsuke Harada。
「アシタノヒカリ」
AAAによる1stシーズン第24話 - 第47話オープニングテーマ。作詞は溝口貴紀、Mitsuhiro Hidaka（ラップ）、作曲は丸山真由子、編曲はats-。
「ドリームトリガー」
Pileによる1stシーズン第48話 - 第73話オープニングテーマ。作詞は安田尊行、作曲はHAMA-kgn、編曲はミライシヨウ。
「Force」
TOMORROW X TOGETHERによる2ndシーズンオープニングテーマ。作詞・作曲は大森元貴、編曲は大森とUTA。
「未来永劫」
神はサイコロを振らないによる2ndシーズンエンディングテーマ。作詞・作曲は柳田周作、編曲は小山寿。
「タイムファクター」
神はサイコロを振らないによる3rdシーズンオープニングテーマ。作詞・作曲は柳田周作、編曲は小山寿。
「雲外憧憬」
FantasticYouthによる3rdシーズンエンディングテーマ。作詞はOnyu、作曲・編曲はLowFat。

### 各話リスト
| 話数        | サブタイトル               | 脚本        | 絵コンテ          | 演出                         | 作画監督                                                                            | 総作画監督                 | 初放送日       |             |             |             |             |             |             |             |             |             |             |             |             |             |             |             |             |             |
| 1stシーズン | 1stシーズン                | 1stシーズン | 1stシーズン       | 1stシーズン                  | 1stシーズン                                                                         | 1stシーズン                | 1stシーズン    | 1stシーズン | 1stシーズン | 1stシーズン | 1stシーズン | 1stシーズン | 1stシーズン | 1stシーズン | 1stシーズン | 1stシーズン | 1stシーズン | 1stシーズン | 1stシーズン | 1stシーズン | 1stシーズン | 1stシーズン | 1stシーズン | 1stシーズン |
| ----------- | -------------------------- | ----------- | ----------------- | ---------------------------- | ----------------------------------------------------------------------------------- | -------------------------- | -------------- | ----------- | ----------- | ----------- | ----------- | ----------- | ----------- | ----------- | ----------- | ----------- | ----------- | ----------- | ----------- | ----------- | ----------- | ----------- | ----------- | ----------- |
| 第1話       | 異世界からの来訪者         | 吉野弘幸    | 本郷みつる        | 本郷みつる                   | 袴田裕二                                                                            | 海谷敏久                   | 2014年 10月5日 |             |             |             |             |             |             |             |             |             |             |             |             |             |             |             |             |             |
| 第2話       | 近界民とトリオン兵         | 吉野弘幸    | 小山賢            | うえだしげる                 | 小林一幸 井口忠一                                                                   | 海谷敏久                   | 10月12日       |             |             |             |             |             |             |             |             |             |             |             |             |             |             |             |             |             |
| 第3話       | 三雲修の実力               | 吉野弘幸    | 暮田公平          | 唐澤和也                     | 生田目康裕                                                                          | 海谷敏久                   | 10月19日       |             |             |             |             |             |             |             |             |             |             |             |             |             |             |             |             |             |
| 第4話       | A級5位・嵐山隊の木虎藍     | 野村祐一    | 川崎芳樹          | 川崎芳樹                     | 井上栄作                                                                            | 海谷敏久                   | 11月2日        |             |             |             |             |             |             |             |             |             |             |             |             |             |             |             |             |             |
| 第5話       | 実力派エリート・迅悠一     | 高橋ナツコ  | 本郷みつる        | 本郷みつる                   | 海谷敏久                                                                            | 海谷敏久                   | 11月9日        |             |             |             |             |             |             |             |             |             |             |             |             |             |             |             |             |             |
| 第6話       | 雨取千佳のサイドエフェクト | 横谷昌宏    | 地岡公俊          | 地岡公俊                     | 直井正博                                                                            | 海谷敏久                   | 11月16日       |             |             |             |             |             |             |             |             |             |             |             |             |             |             |             |             |             |
| 第7話       | 三輪隊の強襲               | 吉野弘幸    | 志水淳児          | 唐澤和也                     | 小泉昇                                                                              | 海谷敏久                   | 11月23日       |             |             |             |             |             |             |             |             |             |             |             |             |             |             |             |             |             |
| 第8話       | ブラックトリガー           | 野村祐一    | もりたけし        | 中村明博                     | 佐藤元                                                                              | 海谷敏久 鶴田仁美          | 11月30日       |             |             |             |             |             |             |             |             |             |             |             |             |             |             |             |             |             |
| 第9話       | ボーダーという組織         | 高橋ナツコ  | 神谷純            | 神谷純                       | 河島裕樹                                                                            | 海谷敏久                   | 12月7日        |             |             |             |             |             |             |             |             |             |             |             |             |             |             |             |             |             |
| 第10話      | 玉狛支部                   | 横谷昌宏    | もりたけし        | うえだしげる                 | 鶴田仁美                                                                            | -                          | 12月14日       |             |             |             |             |             |             |             |             |             |             |             |             |             |             |             |             |             |
| 第11話      | それぞれの決意             | 吉野弘幸    | 小山賢            | 小山賢                       | 袴田裕二                                                                            | -                          | 12月21日       |             |             |             |             |             |             |             |             |             |             |             |             |             |             |             |             |             |
| 第12話      | 玉狛のA級隊員              | 高橋ナツコ  | 川崎芳樹          | 川崎芳樹                     | 生田目康裕                                                                          | -                          | 12月28日       |             |             |             |             |             |             |             |             |             |             |             |             |             |             |             |             |             |
| 第13話      | ボーダートップチーム       | 横谷昌宏    | 本郷みつる        | 本郷みつる                   | 海谷敏久                                                                            | -                          | 2015年 1月11日 |             |             |             |             |             |             |             |             |             |             |             |             |             |             |             |             |             |
| 第14話      | NO.1アタッカー・太刀川慶   | 吉野弘幸    | 中村明博          | 中村明博                     | 井上栄作                                                                            | -                          | 1月18日        |             |             |             |             |             |             |             |             |             |             |             |             |             |             |             |             |             |
| 第15話      | ブラックトリガー・風刃     | 高橋ナツコ  | 唐澤和也          | 唐澤和也                     | 小泉昇                                                                              | -                          | 1月25日        |             |             |             |             |             |             |             |             |             |             |             |             |             |             |             |             |             |
| 第16話      | 動き出す未来               | 横谷昌宏    | 土田豊            | 土田豊                       | 直井正博                                                                            | -                          | 2月8日         |             |             |             |             |             |             |             |             |             |             |             |             |             |             |             |             |             |
| 第17話      | ボーダー正式入隊           | 野村祐一    | 神谷純            | 神谷純                       | 河島裕樹 たかおかきいち                                                             | -                          | 2月15日        |             |             |             |             |             |             |             |             |             |             |             |             |             |             |             |             |             |
| 第18話      | 三雲修VS風間蒼也           | 横谷昌宏    | もりたけし        | うえだしげる                 | 袴田裕二                                                                            | 鶴田仁美                   | 2月22日        |             |             |             |             |             |             |             |             |             |             |             |             |             |             |             |             |             |
| 第19話      | ランク戦!緑川駿の策略      | 吉野弘幸    | 角銅博之          | 角銅博之                     | 生田目康裕                                                                          | 鶴田仁美                   | 3月1日         |             |             |             |             |             |             |             |             |             |             |             |             |             |             |             |             |             |
| 第20話      | 激突！遊真VS緑川           | 高橋ナツコ  | 小山賢            | 小山賢                       | 直井正博                                                                            | 鶴田仁美                   | 3月8日         |             |             |             |             |             |             |             |             |             |             |             |             |             |             |             |             |             |
| 第21話      | 近界民の世界               | 横谷昌宏    | 川崎芳樹          | 川崎芳樹                     | 信実節子 荒木英樹                                                                   | 鶴田仁美                   | 3月15日        |             |             |             |             |             |             |             |             |             |             |             |             |             |             |             |             |             |
| 第22話      | 大規模侵攻開始             | 吉野弘幸    | もりたけし        | 中村明博                     | フランシス・カネダ ジョーイ・カランギアン                                           | 海谷敏久                   | 3月22日        |             |             |             |             |             |             |             |             |             |             |             |             |             |             |             |             |             |
| 第23話      | 神の国アフトクラトル       | 野村祐一    | 地岡公俊          | 地岡公俊                     | 小泉昇                                                                              | 鶴田仁美                   | 3月29日        |             |             |             |             |             |             |             |             |             |             |             |             |             |             |             |             |             |
| 第24話      | 玄界の雛鳥                 | 高橋ナツコ  | 土田豊            | 土田豊                       | 井上栄作                                                                            | 海谷敏久                   | 4月5日         |             |             |             |             |             |             |             |             |             |             |             |             |             |             |             |             |             |
| 第25話      | ボーダー最強の部隊         | 吉野弘幸    | 神谷純            | 神谷純                       | たかおかきいち 吉田徹 横山紗弓                                                      | 鶴田仁美                   | 4月12日        |             |             |             |             |             |             |             |             |             |             |             |             |             |             |             |             |             |
| 第26話      | 激闘！エネドラVS風間隊     | 吉野弘幸    | 角銅博之          | 角銅博之                     | 袴田裕二                                                                            | 海谷敏久                   | 4月19日        |             |             |             |             |             |             |             |             |             |             |             |             |             |             |             |             |             |
| 第27話      | 反撃のボーダー             | 野村祐一    | 本郷みつる        | うえだしげる                 | 生田目康裕 井上栄作                                                                 | 鶴田仁美                   | 4月26日        |             |             |             |             |             |             |             |             |             |             |             |             |             |             |             |             |             |
| 第28話      | 星の杖の使い手             | 高橋ナツコ  | もりたけし        | 内山まな                     | 直井正博                                                                            | 海谷敏久                   | 5月3日         |             |             |             |             |             |             |             |             |             |             |             |             |             |             |             |             |             |
| 第29話      | 運命の分岐点               | 吉野弘幸    | 小山賢            | 小山賢                       | 大西陽一                                                                            | 鶴田仁美                   | 5月10日        |             |             |             |             |             |             |             |             |             |             |             |             |             |             |             |             |             |
| 第30話      | 敵将ハイレイン             | 横谷昌宏    | 川崎芳樹          | 川崎芳樹                     | 信実節子 高橋英吉 ノエル・アンニョヌエボ                                            | 海谷敏久                   | 5月17日        |             |             |             |             |             |             |             |             |             |             |             |             |             |             |             |             |             |
| 第31話      | 三雲修の覚悟               | 野村祐一    | 角銅博之          | 土田豊                       | 小泉昇                                                                              | 鶴田仁美                   | 5月24日        |             |             |             |             |             |             |             |             |             |             |             |             |             |             |             |             |             |
| 第32話      | 執念のエネドラ             | 野村祐一    | もりたけし        | 中村明博                     | 袴田裕二                                                                            | 海谷敏久                   | 5月31日        |             |             |             |             |             |             |             |             |             |             |             |             |             |             |             |             |             |
| 第33話      | ハイレインの恐怖           | 吉野弘幸    | 神谷純            | 神谷純                       | たかおかきいち                                                                      | 鶴田仁美                   | 6月7日         |             |             |             |             |             |             |             |             |             |             |             |             |             |             |             |             |             |
| 第34話      | 激闘決着！最強の戦い       | 高橋ナツコ  | もりたけし        | 唐澤和也                     | 井上栄作                                                                            | 海谷敏久                   | 6月14日        |             |             |             |             |             |             |             |             |             |             |             |             |             |             |             |             |             |
| 第35話      | 戦いの果てに               | 横谷昌宏    | 地岡公俊 川崎芳樹 | 川崎芳樹                     | 生田目康裕 山下恵 村上直樹 増田信博                                                 | 鶴田仁美                   | 6月21日        |             |             |             |             |             |             |             |             |             |             |             |             |             |             |             |             |             |
| 第36話      | 持たざる者                 | 野村祐一    | 本郷みつる        | 本郷みつる                   | 直井正博                                                                            | 海谷敏久                   | 6月28日        |             |             |             |             |             |             |             |             |             |             |             |             |             |             |             |             |             |
| 第37話      | ヒーローと相棒             | 吉野弘幸    | うえだしげる      | うえだしげる                 | 大西陽一                                                                            | 鶴田仁美                   | 7月5日         |             |             |             |             |             |             |             |             |             |             |             |             |             |             |             |             |             |
| 第38話      | B級ランク戦開幕            | 高橋ナツコ  | 宇田鋼之介        | 宇田鋼之介                   | 小泉昇                                                                              | 海谷敏久                   | 7月19日        |             |             |             |             |             |             |             |             |             |             |             |             |             |             |             |             |             |
| 第39話      | 諏訪隊と荒船隊             | 横谷昌宏    | 土田豊            | 土田豊                       | 信実節子 高橋英吉                                                                   | 鶴田仁美                   | 7月26日        |             |             |             |             |             |             |             |             |             |             |             |             |             |             |             |             |             |
| 第40話      | 始動！三雲隊               | 野村祐一    | 神谷純            | 神谷純                       | たかおかきいち                                                                      | 海谷敏久                   | 8月2日         |             |             |             |             |             |             |             |             |             |             |             |             |             |             |             |             |             |
| 第41話      | 生意気な新人               | 吉野弘幸    | もりたけし        | 内山まな                     | 袴田裕二                                                                            | 鶴田仁美                   | 8月9日         |             |             |             |             |             |             |             |             |             |             |             |             |             |             |             |             |             |
| 第42話      | 鈴鳴第一の村上鋼           | 高橋ナツコ  | 小山賢            | 小山賢                       | 生田目康裕 増田信博 山下恵                                                          | 海谷敏久                   | 8月16日        |             |             |             |             |             |             |             |             |             |             |             |             |             |             |             |             |             |
| 第43話      | 那須隊の選択               | 野村祐一    | もりたけし        | うえだしげる                 | 直井正博                                                                            | 鶴田仁美                   | 8月23日        |             |             |             |             |             |             |             |             |             |             |             |             |             |             |             |             |             |
| 第44話      | 悪天候の戦闘               | 横谷昌宏    | 唐澤和也          | 唐澤和也                     | 井上栄作                                                                            | 海谷敏久                   | 8月30日        |             |             |             |             |             |             |             |             |             |             |             |             |             |             |             |             |             |
| 第45話      | 勝負を決めるもの           | 野村祐一    | 中村明博          | 中村明博                     | 大西陽一                                                                            | 鶴田仁美                   | 9月6日         |             |             |             |             |             |             |             |             |             |             |             |             |             |             |             |             |             |
| 第46話      | エースの意地               | 高橋ナツコ  | 本郷みつる        | 本郷みつる                   | 小泉昇                                                                              | 海谷敏久                   | 9月20日        |             |             |             |             |             |             |             |             |             |             |             |             |             |             |             |             |             |
| 第47話      | 隊長のプライド             | 横谷昌宏    | もりたけし        | 鈴木拓磨                     | たかおかきいち                                                                      | 鶴田仁美                   | 9月27日        |             |             |             |             |             |             |             |             |             |             |             |             |             |             |             |             |             |
| 第48話      | そして明日へ               | 野村祐一    | 川崎芳樹          | 川崎芳樹                     | 信実節子 増田信博                                                                   | 海谷敏久                   | 10月4日        |             |             |             |             |             |             |             |             |             |             |             |             |             |             |             |             |             |
| 第49話      | 異世界からの逃亡者         | 吉野弘幸    | 小川孝治          | 小川孝治                     | 袴田裕二                                                                            | 清水洋                     | 10月11日       |             |             |             |             |             |             |             |             |             |             |             |             |             |             |             |             |             |
| 第50話      | 姿なき襲撃者               | 横谷昌宏    | もりたけし        | 内山まな                     | 直井正博                                                                            | 井上栄作                   | 10月18日       |             |             |             |             |             |             |             |             |             |             |             |             |             |             |             |             |             |
| 第51話      | ゼノのトリオン兵           | 高橋ナツコ  | 小山賢            | 小山賢                       | 生田目康裕                                                                          | 清水洋                     | 10月25日       |             |             |             |             |             |             |             |             |             |             |             |             |             |             |             |             |             |
| 第52話      | 玄界の夕陽                 | 野村祐一    | 唐澤和也          | 唐澤和也                     | 井上栄作                                                                            | -                          | 11月1日        |             |             |             |             |             |             |             |             |             |             |             |             |             |             |             |             |             |
| 第53話      | 守るべきもの               | 吉野弘幸    | そかべたかし      | うえだしげる                 | 大西陽一                                                                            | 清水洋                     | 11月8日        |             |             |             |             |             |             |             |             |             |             |             |             |             |             |             |             |             |
| 第54話      | ギーヴの攻勢               | 大野木寛    | 中村明博          | 中村明博                     | 小泉昇                                                                              | 井上栄作                   | 11月15日       |             |             |             |             |             |             |             |             |             |             |             |             |             |             |             |             |             |
| 第55話      | デッド・オア・アライブ     | 大野木寛    | 下司泰弘          | 鈴木拓磨                     | 谷口繁則 南伸一郎                                                                   | 海谷敏久                   | 11月22日       |             |             |             |             |             |             |             |             |             |             |             |             |             |             |             |             |             |
| 第56話      | リリスの謎                 | 竹内利光    | 竹下健一          | 竹下健一                     | 信実節子 増田信博                                                                   | 清水洋                     | 11月29日       |             |             |             |             |             |             |             |             |             |             |             |             |             |             |             |             |             |
| 第57話      | ゼノとリリス               | 横谷昌宏    | もりたけし        | 内山まな                     | 直井正博                                                                            | 井上栄作                   | 12月6日        |             |             |             |             |             |             |             |             |             |             |             |             |             |             |             |             |             |
| 第58話      | 囚われの修                 | 野村祐一    | 虎田功            | うえだしげる                 | 袴田裕二                                                                            | 清水洋                     | 12月13日       |             |             |             |             |             |             |             |             |             |             |             |             |             |             |             |             |             |
| 第59話      | 二つのブラックトリガー     | 吉野弘幸    | 川崎芳樹          | 川崎芳樹                     | 海谷敏久 春日広子                                                                   | 海谷敏久                   | 12月20日       |             |             |             |             |             |             |             |             |             |             |             |             |             |             |             |             |             |
| 第60話      | 陽太郎の冒険               | 大野木寛    | 小山賢            | 小山賢                       | 生田目康裕                                                                          | 井上栄作                   | 12月27日       |             |             |             |             |             |             |             |             |             |             |             |             |             |             |             |             |             |
| 第61話      | 真実と嘘                   | 竹内利光    | 唐澤和也          | 唐澤和也                     | 大西陽一                                                                            | 清水洋                     | 2016年 1月10日 |             |             |             |             |             |             |             |             |             |             |             |             |             |             |             |             |             |
| 第62話      | ギーヴとカロン             | 横谷昌宏    | 古賀豪            | 中村明博                     | 井上栄作                                                                            | -                          | 1月17日        |             |             |             |             |             |             |             |             |             |             |             |             |             |             |             |             |             |
| 第63話      | 反転する未来               | 野村祐一    | 小川孝治          | 小川孝治                     | 小泉昇                                                                              | 清水洋                     | 1月24日        |             |             |             |             |             |             |             |             |             |             |             |             |             |             |             |             |             |
| 第64話      | アフトクラトルの捕虜       | 吉野弘幸    | 下司泰弘          | 鈴木拓磨                     | 谷口繁則 南伸一郎                                                                   | 海谷敏久                   | 1月31日        |             |             |             |             |             |             |             |             |             |             |             |             |             |             |             |             |             |
| 第65話      | No.1シューター二宮匡貴     | 大野木寛    | そかべたかし      | 内山まな                     | 直井正博                                                                            | 井上栄作                   | 2月7日         |             |             |             |             |             |             |             |             |             |             |             |             |             |             |             |             |             |
| 第66話      | 研ぎ澄まされた牙           | 竹内利光    | 竹下健一          | 竹下健一                     | 信実節子 竹森由加                                                                   | 清水洋                     | 2月14日        |             |             |             |             |             |             |             |             |             |             |             |             |             |             |             |             |             |
| 第67話      | B級上位戦                  | 横谷昌宏    | 牧野次郎          | 牧野次郎                     | 袴田裕二                                                                            | 清水洋                     | 2月21日        |             |             |             |             |             |             |             |             |             |             |             |             |             |             |             |             |             |
| 第68話      | 狙われる玉狛               | 大野木寛    | 川崎芳樹          | 川崎芳樹                     | 海谷敏久 たかおかきいち                                                             | 海谷敏久                   | 2月28日        |             |             |             |             |             |             |             |             |             |             |             |             |             |             |             |             |             |
| 第69話      | バトルロイヤル             | 野村祐一    | 唐澤和也          | 唐澤和也                     | 大西陽一                                                                            | 清水洋                     | 3月6日         |             |             |             |             |             |             |             |             |             |             |             |             |             |             |             |             |             |
| 第70話      | 隊長の務め                 | 竹内利光    | 小山賢            | 小山賢                       | 生田目康裕                                                                          | 井上栄作                   | 3月13日        |             |             |             |             |             |             |             |             |             |             |             |             |             |             |             |             |             |
| 第71話      | 新たなる脅威               | 大野木寛    | そかべたかし      | うえだしげる                 | 直井正博                                                                            | 清水洋                     | 3月20日        |             |             |             |             |             |             |             |             |             |             |             |             |             |             |             |             |             |
| 第72話      | 進化する三雲隊             | 野村祐一    | 下司泰弘          | 鈴木拓磨                     | 谷口繁則 南伸一郎                                                                   | 海谷敏久                   | 3月27日        |             |             |             |             |             |             |             |             |             |             |             |             |             |             |             |             |             |
| 第73話      | 未来へ                     | 吉野弘幸    | 小川孝治          | 小川孝治                     | 小泉昇                                                                              | 清水洋                     | 4月3日         |             |             |             |             |             |             |             |             |             |             |             |             |             |             |             |             |             |
| 2ndシーズン |                            |             |                   |                              |                                                                                     |                            |                |             |             |             |             |             |             |             |             |             |             |             |             |             |             |             |             |             |
| 第1話       | 襲来                       | 吉野弘幸    | 畑野森生          | 平山美穂                     | 高橋優也 大野勉                                                                     | 海谷敏久                   | 2021年 1月10日 |             |             |             |             |             |             |             |             |             |             |             |             |             |             |             |             |             |
| 第2話       | 激突                       | 吉野弘幸    | 古賀豪            | 古賀豪                       | 太田晃博                                                                            | -                          | 1月17日        |             |             |             |             |             |             |             |             |             |             |             |             |             |             |             |             |             |
| 第3話       | 決戦                       | 吉野弘幸    | 中村明博          | 中村明博                     | 大野勉 佐藤敏明 徳田夢之介 岡部実 大西陽一                                          | 海谷敏久 高橋優也          | 1月24日        |             |             |             |             |             |             |             |             |             |             |             |             |             |             |             |             |             |
| 第4話       | 運命                       | 金月龍之介  | 地岡公俊          | 地岡公俊                     | 真庭秀明                                                                            | -                          | 1月31日        |             |             |             |             |             |             |             |             |             |             |             |             |             |             |             |             |             |
| 第5話       | 新技                       | 大野木寛    | 末田宜史          | 末田宜史                     | 吉川佳織 兵頭敬 上津原美穂 久保充照 前嶋弘史 池津寿恵 大野勉                        | -                          | 2月7日         |             |             |             |             |             |             |             |             |             |             |             |             |             |             |             |             |             |
| 第6話       | 意地                       | 大野木寛    | 朝倉舞彩          | 朝倉舞彩                     | 井上栄作                                                                            | -                          | 2月21日        |             |             |             |             |             |             |             |             |             |             |             |             |             |             |             |             |             |
| 第7話       | 勝負                       | 吉野弘幸    | 畑野森生          | 平山美穂                     | 佐藤雅将 伊藤郁子 大野勉 本多弘幸                                                   | -                          | 2月28日        |             |             |             |             |             |             |             |             |             |             |             |             |             |             |             |             |             |
| 第8話       | 交渉                       | 金月龍之介  | 川崎弘二          | 川崎弘二                     | 相原理沙                                                                            | -                          | 3月7日         |             |             |             |             |             |             |             |             |             |             |             |             |             |             |             |             |             |
| 第9話       | 隊長                       | 大野木寛    | 松實航 大畑晃一   | 松實航                       | 大西陽一 伊藤郁子 大野勉 佐藤敏明 岡部実                                            | -                          | 3月14日        |             |             |             |             |             |             |             |             |             |             |             |             |             |             |             |             |             |
| 第10話      | 上位                       | 吉野弘幸    | 中村明博          | 中村明博                     | 大西陽一 本多弘幸 佐藤敏明 徳田夢之介 岡部実                                        | 井上栄作                   | 3月21日        |             |             |             |             |             |             |             |             |             |             |             |             |             |             |             |             |             |
| 第11話      | 強者                       | 金月龍之介  | 古賀豪            | 古賀豪                       | 太田晃博                                                                            | -                          | 3月28日        |             |             |             |             |             |             |             |             |             |             |             |             |             |             |             |             |             |
| 第12話      | 新人                       | 大野木寛    | 小川孝治          | 小川孝治                     | 本多弘幸 佐藤敏明 徳田夢之介 岡部実                                                 | 高橋優也 伊藤郁子          | 4月4日         |             |             |             |             |             |             |             |             |             |             |             |             |             |             |             |             |             |
| 3rdシーズン |                            |             |                   |                              |                                                                                     |                            |                |             |             |             |             |             |             |             |             |             |             |             |             |             |             |             |             |             |
| 第1話       | 新生                       | 山田瑞季    | 畑野森生 小川孝治 | 平山美穂                     | 門智昭 斉藤千比呂 田守優希 齋藤雅和 酒井KEI                                         | 海谷敏久 高橋優也          | 10月10日       |             |             |             |             |             |             |             |             |             |             |             |             |             |             |             |             |             |
| 第2話       | 選択                       | 吉野弘幸    | 朝倉舞彩          | 朝倉舞彩                     | 伊藤郁子 大野勉 坂本ひろみ                                                          | 海谷敏久 高橋優也          | 10月17日       |             |             |             |             |             |             |             |             |             |             |             |             |             |             |             |             |             |
| 第3話       | 作戦                       | 大野木寛    | 川崎弘二          | 川崎弘二                     | 大西陽一 徳田夢之助                                                                 | 海谷敏久 佐藤敏明          | 10月24日       |             |             |             |             |             |             |             |             |             |             |             |             |             |             |             |             |             |
| 第4話       | 秘策                       | 金月龍之介  | 小川孝治          | 小川孝治                     | 高橋優也 鈴木沙知 武内啓                                                            | 高橋優也                   | 10月31日       |             |             |             |             |             |             |             |             |             |             |             |             |             |             |             |             |             |
| 第5話       | 無双                       | 吉野弘幸    | 松實航            | 松實航                       | 本多弘幸 大野勉 信実節子                                                            | 高橋優也                   | 11月7日        |             |             |             |             |             |             |             |             |             |             |             |             |             |             |             |             |             |
| 第6話       | 判断                       | 大野木寛    | 古賀豪            | 近藤こころ                   | 門智昭 斉藤千比呂 田守優希 齋藤雅和 酒井KEI 赤尾良太郎 松下純子 及川春香            | 海谷敏久 佐藤敏明          | 11月14日       |             |             |             |             |             |             |             |             |             |             |             |             |             |             |             |             |             |
| 第7話       | 予感                       | 金月龍之介  | 平池綾子          | 中田彩郁                     | 迫江沙羅 兵頭敬 関本美穂 前嶋弘史 北山景子 吉川佳織                                 | 海谷敏久 佐藤敏明          | 11月21日       |             |             |             |             |             |             |             |             |             |             |             |             |             |             |             |             |             |
| 第8話       | 意志                       | 山田瑞季    | 平山美穂 畑野森生 | 平山美穂                     | 伊藤郁子 高橋優也 鈴木沙知 櫻井拓郎 鳥山冬美 信実節子 大野勉 増井直子               | 海谷敏久 伊藤郁子          | 11月28日       |             |             |             |             |             |             |             |             |             |             |             |             |             |             |             |             |             |
| 第9話       | 難敵                       | 大野木寛    | 末田宜史 松實航   | 松實航                       | 大西陽一 武内啓 外山陽介 岡部実 前嶋弘史 高橋優也                                   | 海谷敏久 佐藤敏明          | 12月5日        |             |             |             |             |             |             |             |             |             |             |             |             |             |             |             |             |             |
| 第10話      | 別案                       | 金月龍之介  | 平池綾子          | 平池綾子                     | 斉藤千比呂 田守優希 齋藤雅和 酒井KEI 赤尾良太郎 松下純子 及川春香 本多弘幸 石井珠樹 | 海谷敏久 佐藤敏明 本多弘幸 | 12月12日       |             |             |             |             |             |             |             |             |             |             |             |             |             |             |             |             |             |
| 第11話      | 最終戦                     | 金月龍之介  | 朝倉舞彩          | 朝倉舞彩                     | 小泉寛之 袴田節子 本多弘幸 伊藤郁子 大野勉 前嶋弘史 井上栄作                        | 海谷敏久                   | 12月19日       |             |             |             |             |             |             |             |             |             |             |             |             |             |             |             |             |             |
| 第12話      | 乱戦                       | 吉野弘幸    | 小川孝治          | 小川孝治                     | 高橋優也 大西陽一 武内啓                                                            | 高橋優也 佐藤敏明          | 12月26日       |             |             |             |             |             |             |             |             |             |             |             |             |             |             |             |             |             |
| 第13話      | 1対1                       | 吉野弘幸    | 古賀豪            | 古賀豪                       | 太田晃博                                                                            | -                          | 2022年 1月9日  |             |             |             |             |             |             |             |             |             |             |             |             |             |             |             |             |             |
| 第14話      | 覚悟                       | 吉野弘幸    | 畑野森生          | 畑野森生 平山美穂 近藤こころ | 海谷敏久 高橋優也 伊藤郁子 佐藤敏明 太田晃博 本多弘幸 鈴木沙知 真庭秀明 山本拓美    | 海谷敏久                   | 1月23日        |             |             |             |             |             |             |             |             |             |             |             |             |             |             |             |             |             |

### 災害等に伴う影響
1stシーズン
- 2015年2月1日は、ISILによる日本人拘束事件に関するANN報道特別番組放送のため、当日は関東以外の一部地域のみ第16話が放送された。これにより、翌週2月8日は関東以外の一部地域のみ第16話の再放送となった。
- 2015年9月13日は、放送予定だった第46話ではなく第38話を再放送した。第46話では、暴風雨に見舞われた河川敷を舞台にしたバトルが展開され、原作（単行本第12巻）では雨取千佳が堤防を破壊するシーンもあるため、放送の数日前に起こった平成27年台風第18号の影響で発生した平成27年9月関東・東北豪雨に配慮したものとみられる。その後、第46話は堤防を破壊するシーンを、登場人物の顔のみの映像と効果音のみに修正した上で翌週に放送された。なお、DVDなどメディア収録版の該当場面では、堤防を破壊するシーンがそのまま流れる。

2ndシーズン
- 2021年2月14日にテレビ朝日系列（九州朝日放送を除く）で放送予定であった第6話は、前夜に発生した福島県沖地震に関するANN報道特別番組放送のため、翌週に延期となった。また、九州朝日放送は当初第6話を2月15日 1:25 - 1:55（日曜深夜）に放送する予定だったが、同時間帯は『ドォーモGT』に差し替え、翌週に同時ネットで放送した。なお、ABEMAでは先行ネットする形で予定通りの時間に配信され、翌週の配信は休止となった。

3rdシーズン
- 2022年1月16日にテレビ朝日系列で放送予定であった第14話は、トンガのフンガ・トンガ噴火に伴う津波警報が午前0時15分に奄美群島・トカラ列島に発令されたことに関するANN報道特別番組放送のため休止となり、翌週に延期となった。

### 放送局
| 放送期間                        | 放送時間                     | シーズン    | 備考               |
| ------------------------------- | ---------------------------- | ----------- | ------------------ |
| 2014年10月5日 - 2016年4月3日    | 日曜 6:30 - 7:00             | 1stシーズン | 連動データ放送     |
| 2021年1月10日 - 4月4日          | 日曜 1:30 - 2:00（土曜深夜） | 2ndシーズン | 『NUMAnimation』枠 |
| 2021年10月10日 - 2022年1月23日  |                              | 3rdシーズン | 『NUMAnimation』枠 |
| 2ndシーズンより字幕放送を実施。 |                              |             |                    |

| 放送期間                      | 放送時間           | 話数            | 備考             |
| ----------------------------- | ------------------ | --------------- | ---------------- |
| 2014年11月1日 - 2015年9月26日 | 土曜 20:00 - 20:30 | 第1話 - 第44話  | リピート放送あり |
| 2015年10月3日 - 2016年1月23日 | 土曜 18:00 - 18:30 | 第45話 - 第60話 | リピート放送あり |
| 2016年2月1日 - 2016年4月25日  | 月曜 20:00 - 20:30 | 第61話 - 第73話 | リピート放送あり |

| 配信開始日    | 配信時間                        | 配信サイト         | 備考                                                          |
| ------------- | ------------------------------- | ------------------ | ------------------------------------------------------------- |
| 2014年10月6日 | 月曜 更新                       | テレ朝動画         |                                                               |
| 2015年4月1日  | 水曜 12:00 更新 木曜 12:00 更新 | バンダイチャンネル | 4月1日は第1話 - 第22話まで一挙配信 4月9日は第23話・第24話配信 |

| 配信開始日    | 配信時間                     | 配信サイト |
| ------------- | ---------------------------- | --- |
| 2021年1月10日 | 日曜 1:30 - 2:00（土曜深夜） | ABEMA |
| 2021年1月11日 | 月曜 12:00 更新              | TELASA J:COMオンデマンド milplus バンダイチャンネル Netflix Amazon Prime Video Hulu dTV U-NEXT アニメ放題 ABEMAビデオ dアニメストア ひかりTV 東映アニメオンデマンド ビデックスJP Rakuten TV TSUTAYA TV HAPPY!動画 ビデオマーケット music.jp GYAO!ストア |

| 配信開始日     | 配信時間                     | 配信サイト |
| -------------- | ---------------------------- | --- |
| 2021年10月11日 | 月曜 18:00 更新              | ABEMAビデオ TELASA J:COMオンデマンド milplus バンダイチャンネル U-NEXT アニメ放題 Netflix アニメカ dアニメストア Amazon Prime Video ひかりTV dTV Disney+ Rakuten TV ビデオマーケット music.jp DMM.com GYAO!ストア TSUTAYA TV |
| 2021年10月12日 | 火曜 0:00 - 0:30（月曜深夜） | ABEMA |

### BD / DVD
| 巻 | 発売日         | 収録話          | 規格品番  | 規格品番  |
| 巻 | 発売日         | 収録話          | BD        | DVD       |
| -- | -------------- | --------------- | --------- | --------- |
| 1  | 2015年3月13日  | 第1話 - 第3話   | BSTD-9501 | DSTD-9501 |
| 2  | 2015年4月8日   | 第4話 - 第6話   | BSTD-9502 | DSTD-9502 |
| 3  | 2015年5月13日  | 第7話 - 第9話   | BSTD-9503 | DSTD-9503 |
| 4  | 2015年6月10日  | 第10話 - 第12話 | BSTD-9504 | DSTD-9504 |
| 5  | 2015年7月8日   | 第13話 - 第15話 | BSTD-9505 | DSTD-9505 |
| 6  | 2015年8月5日   | 第16話 - 第18話 | BSTD-9506 | DSTD-9506 |
| 7  | 2015年9月9日   | 第19話 - 第21話 | BSTD-9507 | DSTD-9507 |
| 8  | 2015年10月7日  | 第22話 - 第24話 | BSTD-9508 | DSTD-9508 |
| 9  | 2015年11月11日 | 第25話 - 第27話 | BSTD-9509 | DSTD-9509 |
| 10 | 2015年12月9日  | 第28話 - 第30話 | BSTD-9510 | DSTD-9510 |
| 11 | 2016年1月6日   | 第31話 - 第33話 | BSTD-9511 | DSTD-9511 |
| 12 | 2016年2月10日  | 第34話 - 第36話 | BSTD-9512 | DSTD-9512 |
| 13 | 2016年3月9日   | 第37話 - 第39話 | BSTD-9513 | DSTD-9513 |
| 14 | 2016年4月13日  | 第40話 - 第42話 | BSTD-9514 | DSTD-9514 |
| 15 | 2016年5月11日  | 第43話 - 第45話 | BSTD-9515 | DSTD-9515 |
| 16 | 2016年6月8日   | 第46話 - 第48話 | BSTD-9516 | DSTD-9516 |
| 17 | 2016年7月13日  | 第49話 - 第54話 | BSTD-9517 | DSTD-9517 |
| 18 | 2016年8月3日   | 第55話 - 第60話 | BSTD-9518 | DSTD-9518 |
| 19 | 2016年9月14日  | 第61話 - 第66話 | BSTD-9519 | DSTD-9519 |
| 20 | 2016年10月5日  | 第67話 - 第73話 | BSTD-9520 | DSTD-9520 |

| 巻 | 発売日        | 収録話          | 規格品番   |
| -- | ------------- | --------------- | ---------- |
| 1  | 2021年3月10日 | 第1話 - 第21話  | BSTD-20376 |
| 2  | 2021年3月10日 | 第22話 - 第48話 | BSTD-20377 |
| 3  | 2021年3月10日 | 第49話 - 第73話 | BSTD-20378 |

| 巻  | 発売日        | 収録話          | 規格品番   |
| BD  | BD            | BD              | BD         |
| --- | ------------- | --------------- | ---------- |
| 1   | 2021年8月11日 | 第1話 - 第6話   | BSTD-20421 |
| 2   | 2021年9月29日 | 第7話 - 第12話  | BSTD-20422 |
| DVD |               |                 |            |
| 1   | 2021年8月11日 | 第1話 - 第3話   | DSTD-20416 |
| 2   | 2021年8月11日 | 第4話 - 第6話   | DSTD-20417 |
| 3   | 2021年9月29日 | 第7話 - 第9話   | DSTD-20418 |
| 4   | 2021年9月29日 | 第10話 - 第12話 | DSTD-20419 |

| 巻  | 発売日        | 収録話          | 規格品番   |
| BD  | BD            | BD              | BD         |
| --- | ------------- | --------------- | ---------- |
| 1   | 2022年4月27日 | 第1話 - 第7話   | BSTD-20551 |
| 2   | 2022年6月22日 | 第8話 - 第14話  | BSTD-20552 |
| DVD |               |                 |            |
| 1   | 2022年4月27日 | 第1話 - 第3話   | DSTD-20546 |
| 2   | 2022年4月27日 | 第4話 - 第7話   | DSTD-20547 |
| 3   | 2022年6月22日 | 第8話 - 第10話  | DSTD-20548 |
| 4   | 2022年6月22日 | 第11話 - 第14話 | DSTD-20549 |

### Webラジオ
『TVアニメ「ワールドトリガー」ラジオ』のタイトルでHiBiKi Radio Stationにて2021年9月29日より配信されている。毎月29日に更新（2021年11月のみ15日にも更新）。メインパーソナリティは空閑遊真役の村中知と雨取千佳役の田村奈央。
| テレビ朝日 日曜 6:30 - 7:00 | テレビ朝日 日曜 6:30 - 7:00                                                 | テレビ朝日 日曜 6:30 - 7:00                                                        |
| 前番組                      | 番組名                                                                      | 次番組                                                                             |
| --------------------------- | --------------------------------------------------------------------------- | ---------------------------------------------------------------------------------- |
| 暴れん坊力士!!松太郎        | ワールドトリガー （1stシーズン） 【ここまでネットワークセールスのアニメ枠】 | スポーツサンデー 【この番組よりローカルセールス枠】 【この番組よりスポーツ番組枠】 |
| テレビ朝日系列 NUMAnimation |                                                                             |                                                                                    |
| 体操ザムライ                | ワールドトリガー （2ndシーズン）                                            | バトルアスリーテス大運動会 ReSTART!                                                |
| RE-MAIN                     | ワールドトリガー （3rdシーズン）                                            | リーマンズクラブ                                                                   |

## ゲーム
ワールドトリガー ボーダレスミッション
PlayStation Vita用ソフトとして、バンダイナムコエンターテインメントより2015年9月17日に発売された。ジャンルは「協力&チーム対戦アクション」。開発担当はアートディンク。
ワールドトリガー スマッシュボーダーズ
iOS・Android用ゲームとして、2015年7月23日にバンダイナムコエンターテインメントより配信。ジャンルは「狙ってぶつけるスマッシュアクション」。開発担当はガンバリオン。2018年2月22日をもってサービス終了。

## 舞台
| 原作       | 葦原大介（集英社「ジャンプSQ.」連載 / ジャンプコミックス）                                                                      |
| 脚本・演出 | 中屋敷法仁 |
| 音楽       | GIRA MUNDO |
| 振付       | 第1弾：梅棒、泰智（KoRocK） 第2弾・第3弾：天野一輝／野田裕貴（梅棒）、泰智（KoRocK） 第4弾・第5弾：泰智（KoRocK）、キムラモトコ |

第1弾は『ワールドトリガー the Stage』のタイトルで、2021年11月19日から28日まで（22日は休演）東京都の品川プリンスホテル ステラボール、同年12月2日から5日まで大阪府のサンケイホールブリーゼにて公演が行われた。第2弾は『ワールドトリガー the Stage』大規模侵攻編のタイトルで、2022年8月5日から7日まで東京都の品川プリンスホテル ステラボール、同年8月19日から21日まで京都府の京都劇場にて公演が行われた。第3弾は『ワールドトリガー the Stage』B級ランク戦開始編のタイトルで、2023年8月5日・6日に東京都のシアター1010、同年8月10日から13日まで大阪府のサンケイホールブリーゼ、同年8月18日から27日まで東京都の天王洲 銀河劇場にて上演。第4弾は『ワールドトリガー the Stage』ガロプラ迎撃編のタイトルで、2024年10月25日から11月4日まで東京のシアターH、同年11月9日から10日まで福岡県のキャナルシティ劇場、同年11月15日から17日まで大阪府のCOOL JAPAN PARK OSAKA WWホール、同年11月22日から24日まで東京都の天王洲 銀河劇場にて上演。第5弾は『ワールドトリガー the Stage』B級ランク戦最終決戦編のタイトルで、2025年4月12日から4月20日まで東京都の日本青年館、同年4月24日から27日まで大阪府のCOOL JAPAN PARK OSAKA WWホール、同年5月2日から11日まで東京都のシアターHにて上演。